# Quatre Jours de Dunkerque 2013
La 59e édition des Quatre Jours de Dunkerque a eu lieu du 1er au 5 mai 2013. La course fait partie du calendrier UCI Europe Tour 2013 en catégorie 2.HC.

## Présentation

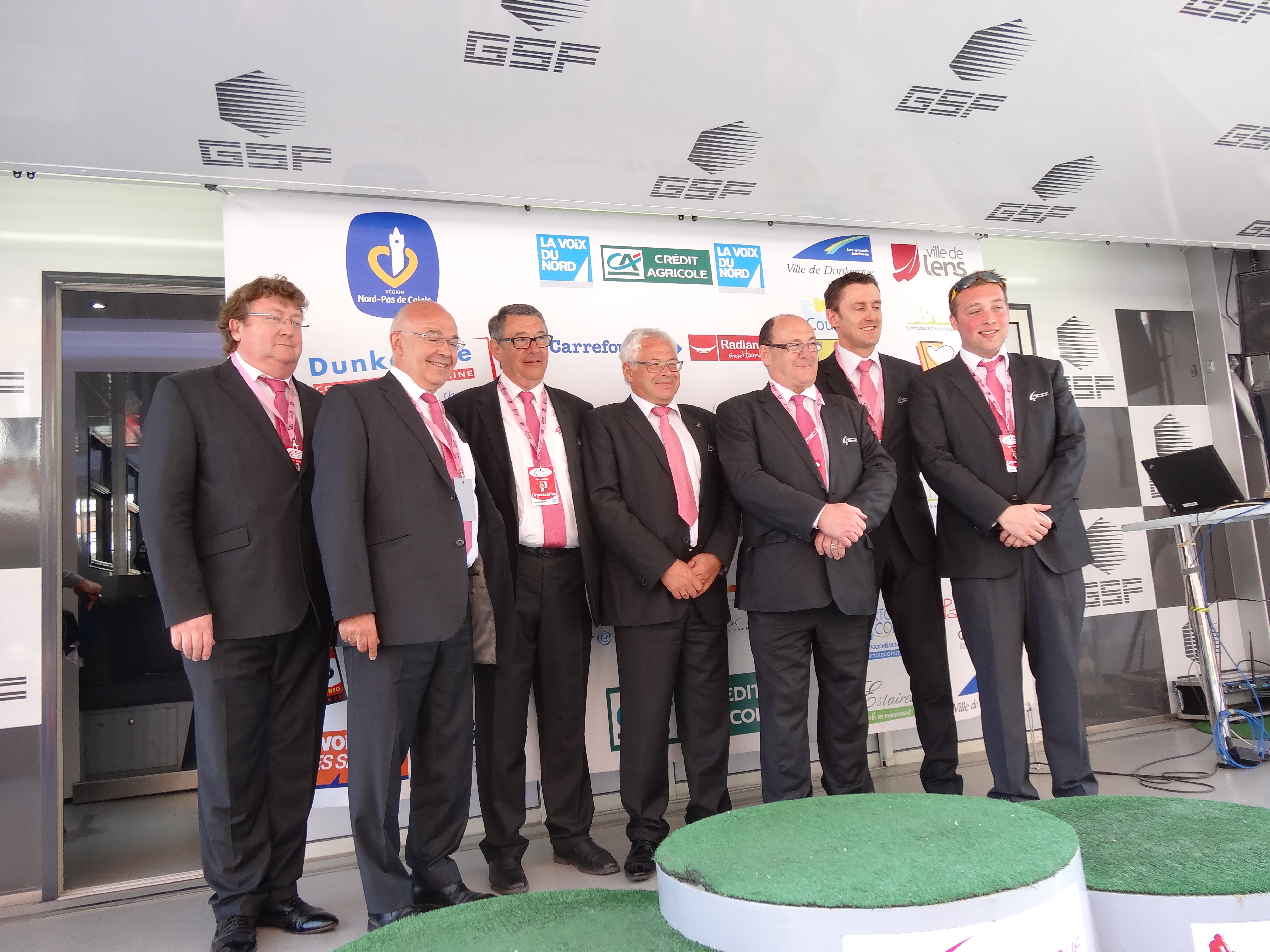
Les organisateurs des Quatre Jours de Dunkerque 2013, à la fin de la remise des prix à l'issue de la dernière étape : Franck Miélot, Hervé Prouvoyeur, Jean Bodart, Bernard Martel, Joël Huysman, Mickaël Deswarte et François Marteel.

### Parcours
Le parcours de cette édition est long de 857,8 kilomètres. Selon Bernard Martel, l'organisateur, le parcours a été réalisé en hommage à l'inscription au Patrimoine mondial de l'Unesco du bassin minier du Nord-Pas-de-Calais.

### Participants

#### Équipes

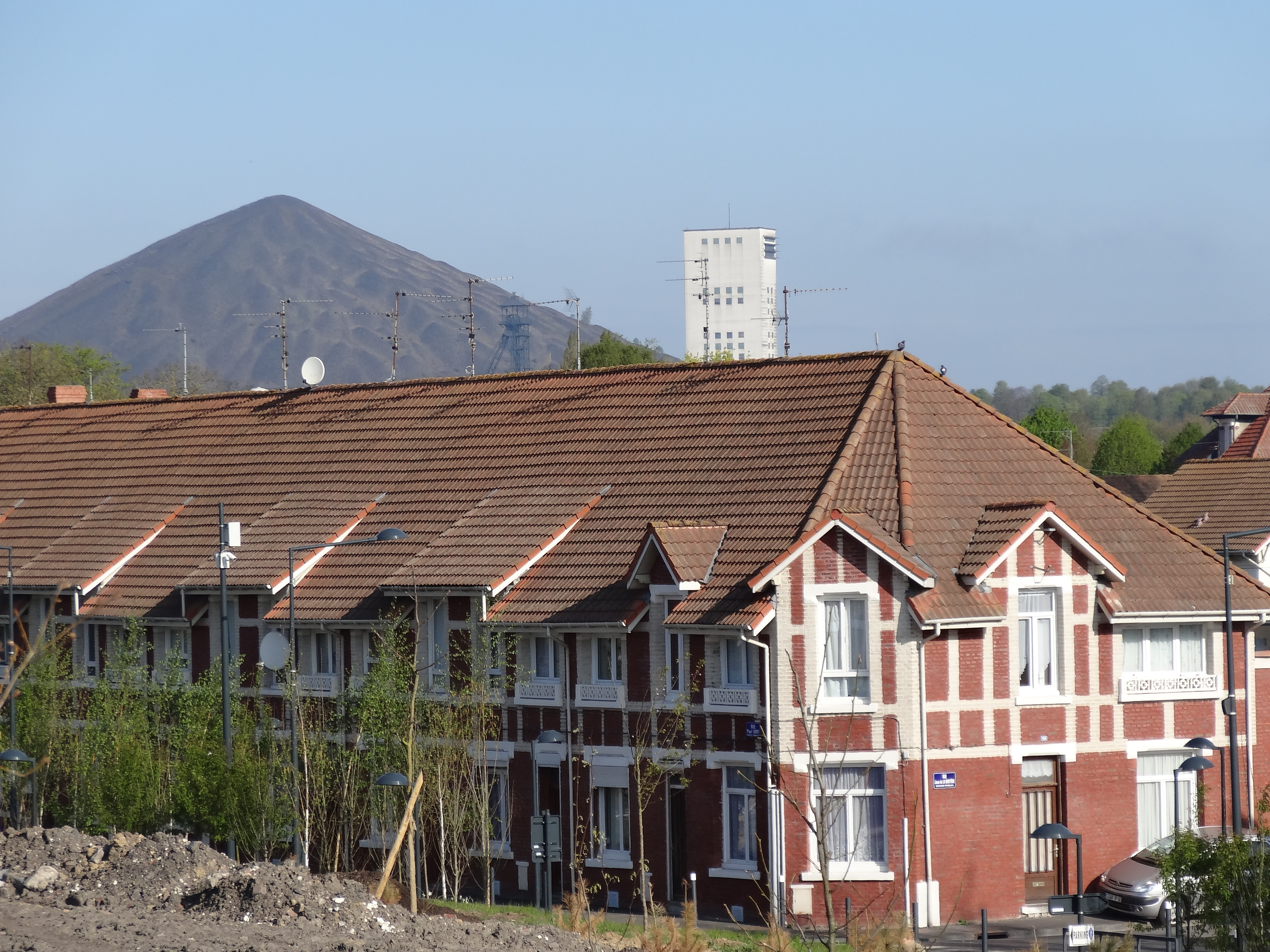
Le bassin minier du Nord-Pas-de-Calais et son inscription sur la liste du patrimoine mondial de l'Unesco sont mis à l'honneur cette année. Cette photographie, prise depuis le Louvre-Lens, sur le site de la fosse no 9, montre un des corons de la cité où a été lancé la quatrième étape trois heures plus tard, le chevalement du puits no 11 et la tour du puits no 19 de la fosse no 11 - 19, et le terril conique no 74, 11 - 19 de Lens Est.

Classés en catégorie 2.HC de l'UCI Europe Tour, les Quatre Jours de Dunkerque sont par conséquent ouvert aux UCI ProTeams dans la limite de 70 % des équipes participantes, aux équipes continentales professionnelles, aux équipes continentales françaises et à une équipe nationale française.
Dix-neuf équipes participent à ces Quatre Jours de Dunkerque : six ProTeams, dix équipes continentales professionnelles et trois équipes continentales :
| Nom de l'équipe  | Pays       | Code |
| ---------------- | ---------- | ---- |
| AG2R La Mondiale | France     | ALM  |
| Argos-Shimano    | Pays-Bas   | ARG  |
| Astana           | Kazakhstan | AST  |
| FDJ              | France     | FDJ  |
| Garmin-Sharp     | États-Unis | GRS  |
| Vacansoleil-DCM  | Pays-Bas   | VCD  |

| Nom de l'équipe         | Pays   | Code |
| ----------------------- | ------ | ---- |
| BigMat-Auber 93         | France | BIG  |
| La Pomme Marseille      | France | LPM  |
| Roubaix Lille Métropole | France | RLM  |

| Nom de l'équipe              | Pays           | Code |
| ---------------------------- | -------------- | ---- |
| Accent Jobs-Wanty            | Belgique       | AJW  |
| Bretagne-Séché Environnement | France         | BSE  |
| Champion System              | Chine          | CSS  |
| Cofidis                      | France         | COF  |
| Crelan-Euphony               | Belgique       | CRE  |
| Europcar                     | France         | EUC  |
| IAM                          | Suisse         | IAM  |
| MTN-Qhubeka                  | Afrique du Sud | MTN  |
| Sojasun                      | France         | SOJ  |
| Topsport Vlaanderen-Baloise  | Belgique       | TSV  |

## Étapes
| \| Dunkerque Courrières Lewarde Douchy-les-Mines Oignies Liévin Lens Maisnil-lès-Ruitz Estaires \| Carte des villes accueillant les départs ou les arrivées. |
| Dunkerque Courrières Lewarde Douchy-les-Mines Oignies Liévin Lens Maisnil-lès-Ruitz Estaires                                                                 |

Le parcours, long de 857,8 kilomètres, se décompose en cinq étapes, dont quatre sont liées au bassin minier du Nord-Pas-de-Calais :
- Le départ de la première étape est lancé le mercredi 1er mai à Dunkerque, entre son hôtel de ville et son beffroi, l'arrivée a lieu à Courrières, près du carreau de la fosse no 1 des mines de Courrières et de la zone commerciale située au sud de la commune, rue Raoul-Briquet.
- Le départ de la deuxième étape est lancé le jeudi 2 mai au Centre historique minier de Lewarde (fosse Delloye), et l'arrivée a lieu dans la rue principale de Douchy-les-Mines, ville où la Compagnie des mines de Douchy a ouvert les fosses de Douchy et Boca.
- Le départ de la troisième étape est donné le vendredi 3 mai sur le carreau de la fosse no 9 - 9 bis des mines de Dourges à Oignies, qui est la fosse d'où est remontée la dernière gaillette le 21 décembre 1990, et l'arrivée a lieu devant la mairie de Liévin
- Le départ de la quatrième étape est donné le samedi 4 mai à Lens, près du Louvre-Lens qui a été inauguré le 4 décembre 2012 sur le carreau de la fosse no 9 des mines de Lens, au cœur des cités de cette fosse, près de l'école et de l'église Saint-Théodore. L'arrivée a eu lieu au parc départemental d'Olhain, sur la commune de Maisnil-lès-Ruitz.
- Le départ de la cinquième et dernière étape a été lancé le dimanche 5 mai devant le beffroi et l'hôtel de ville d'Estaires, et l'arrivée a eu lieu dans le centre-ville de Dunkerque, à quelques centaines de mètres du départ de la première étape.

| Étape     | Date  | Villes étapes              | type            | Distance (km) | Vainqueur d'étape | Leader du classement général |
| --------- | ----- | -------------------------- | --------------- | ------------- | ----------------- | ---------------------------- |
| 1re étape | 1 mai | Dunkerque – Courrières     | étape de plaine | 155,1         | Arnaud Démare     | Arnaud Démare                |
| 2e étape  | 2 mai | Lewarde – Douchy-les-Mines | étape de plaine | 178,2         | Arnaud Démare     | Arnaud Démare                |
| 3e étape  | 3 mai | Oignies – Liévin           | étape vallonnée | 179,1         | Arnaud Démare     | Arnaud Démare                |
| 4e étape  | 4 mai | Lens – Maisnil-lès-Ruitz   | étape vallonnée | 182,8         | Michel Kreder     | Arnaud Démare                |
| 5e étape  | 5 mai | Estaires – Dunkerque       | étape de plaine | 164,1         | Yannick Martinez  | Arnaud Démare                |

## Déroulement de la course

### 1reétape
|    | Coureur             | Équipe                      |    | Temps           |
| -- | ------------------- | --------------------------- | -- | --------------- |
| 1  | Arnaud Démare       | FDJ                         | en | 3 h 38 min 55 s |
| 2  | Ramon Sinkeldam     | Argos-Shimano               | +  | m.t             |
| 3  | Kenny van Hummel    | Vacansoleil-DCM             |    | m.t             |
| 4  | Benoît Drujon       | BigMat-Auber 93             |    | m.t             |
| 5  | Yannick Martinez    | La Pomme Marseille          |    | m.t             |
| 6  | Michael Van Staeyen | Topsport Vlaanderen-Baloise |    | m.t             |
| 7  | Adrien Petit        | Cofidis                     |    | m.t             |
| 8  | Benjamin Giraud     | La Pomme Marseille          |    | m.t             |
| 9  | Sébastien Turgot    | Europcar                    |    | m.t             |
| 10 | Fabian Schnaidt     | Champion System             |    | m.t             |

|    | Coureur          | Équipe                      |    | Temps           |
| -- | ---------------- | --------------------------- | -- | --------------- |
| 1  | Arnaud Démare    | FDJ                         | en | 3 h 38 min 45 s |
| 2  | Ramon Sinkeldam  | Argos-Shimano               | +  | 4 s             |
| 3  | Tim Mertens      | Topsport Vlaanderen-Baloise |    | 5 s             |
| 4  | Kenny van Hummel | Vacansoleil-DCM             |    | 6 s             |
| 5  | Julien Duval     | Roubaix Lille Métropole     |    | 6 s             |
| 6  | Adrien Petit     | Cofidis                     |    | 7 s             |
| 7  | Mickaël Delage   | FDJ                         |    | 8 s             |
| 8  | Romain Hardy     | Cofidis                     |    | 9 s             |
| 9  | Benoît Drujon    | BigMat-Auber 93             |    | 10 s            |
| 10 | Yannick Martinez | La Pomme Marseille          |    | 10 s            |

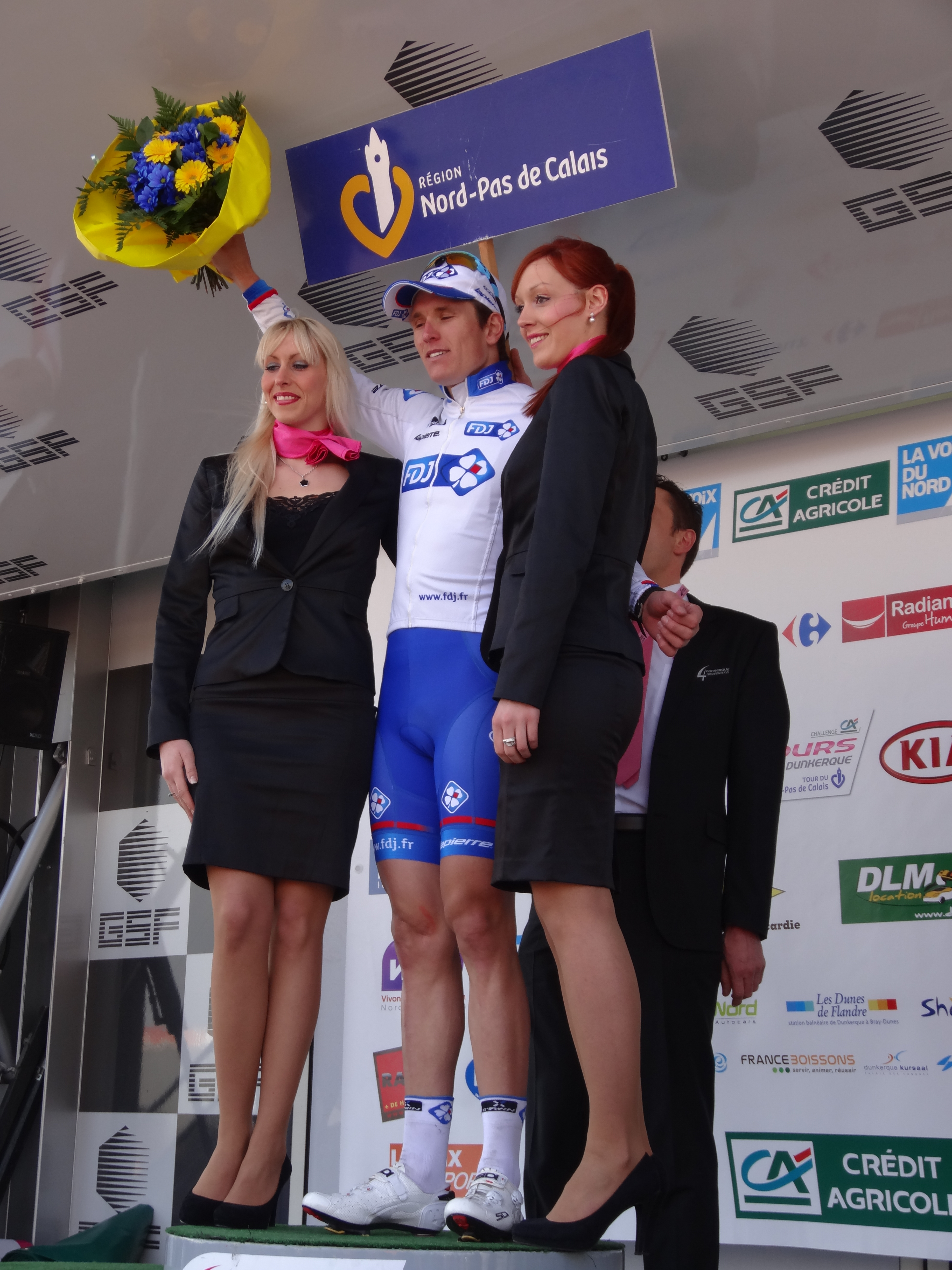
Arnaud Démare remporte la première étape.
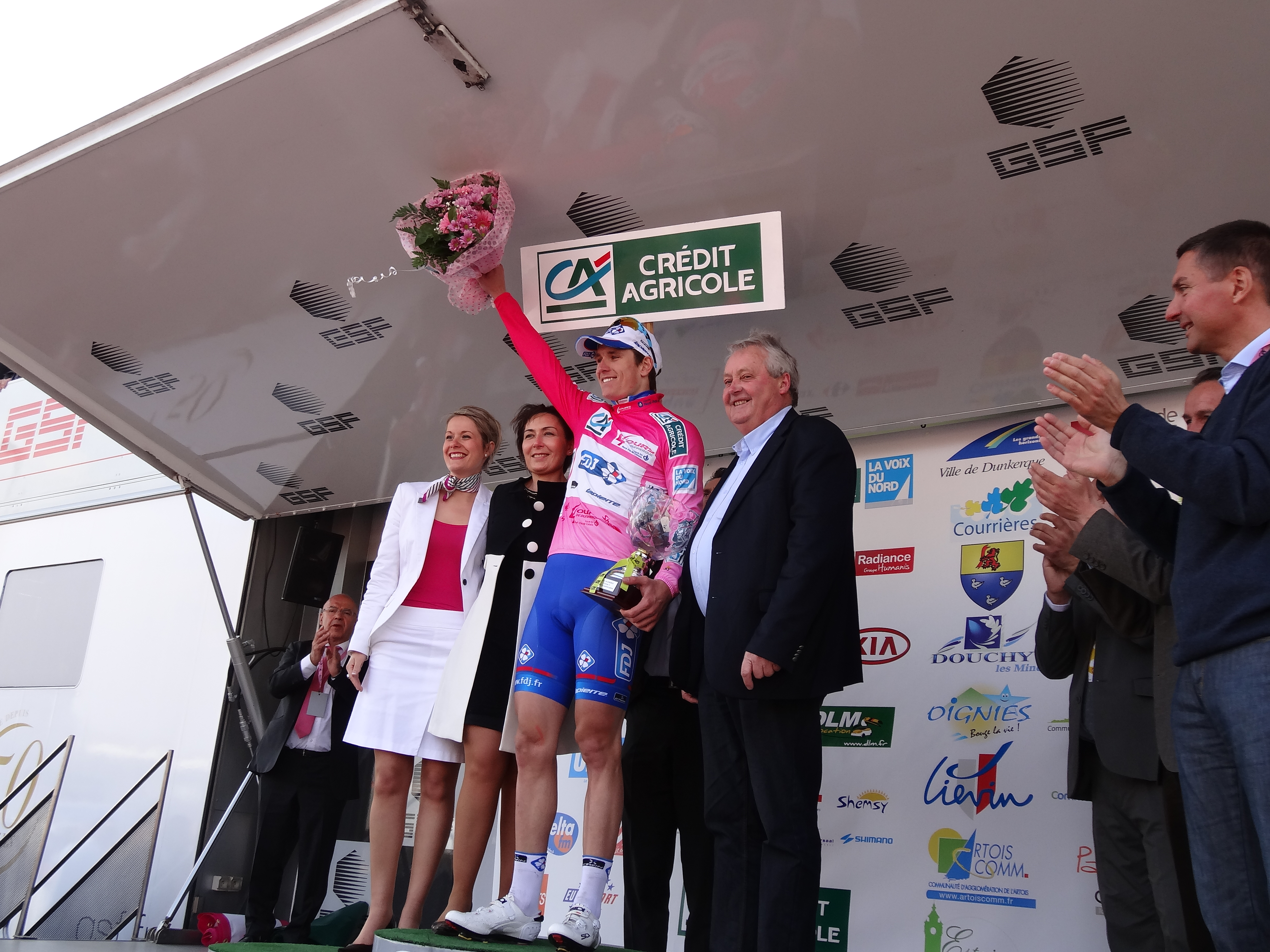
Arnaud Démare est premier du classement général.
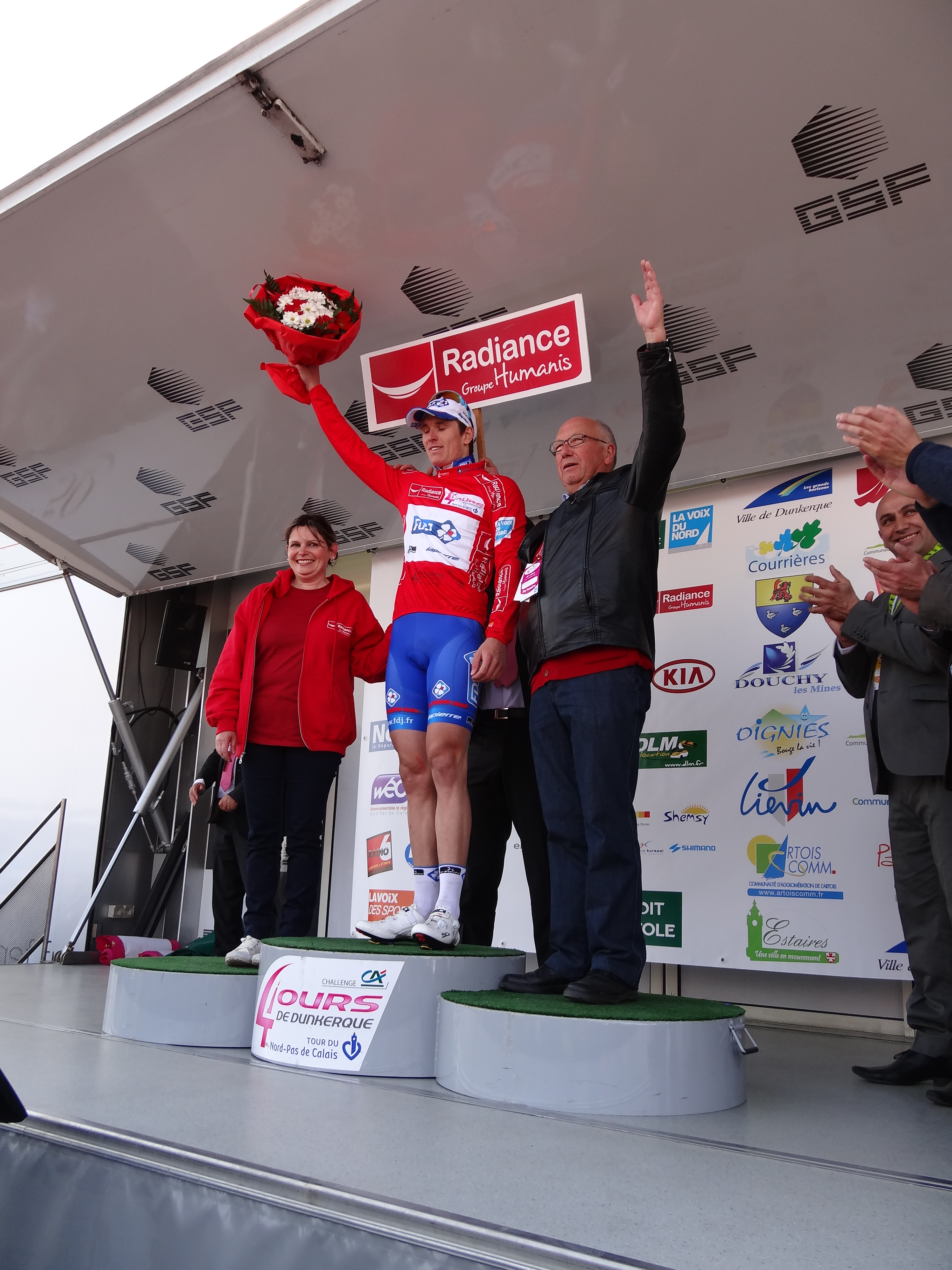
Arnaud Démare est premier du classement par points.
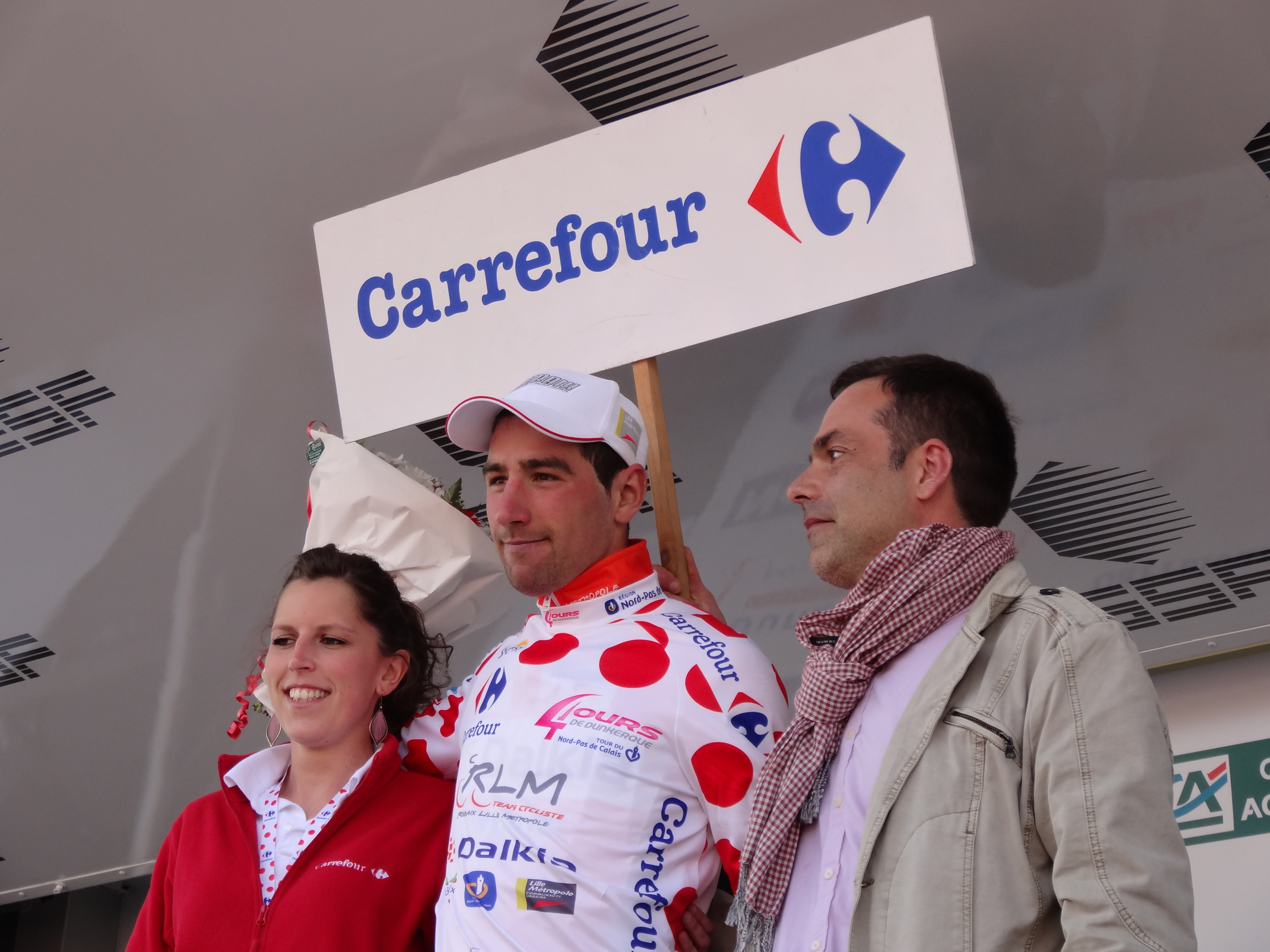
Julien Duval est premier du classement des monts.
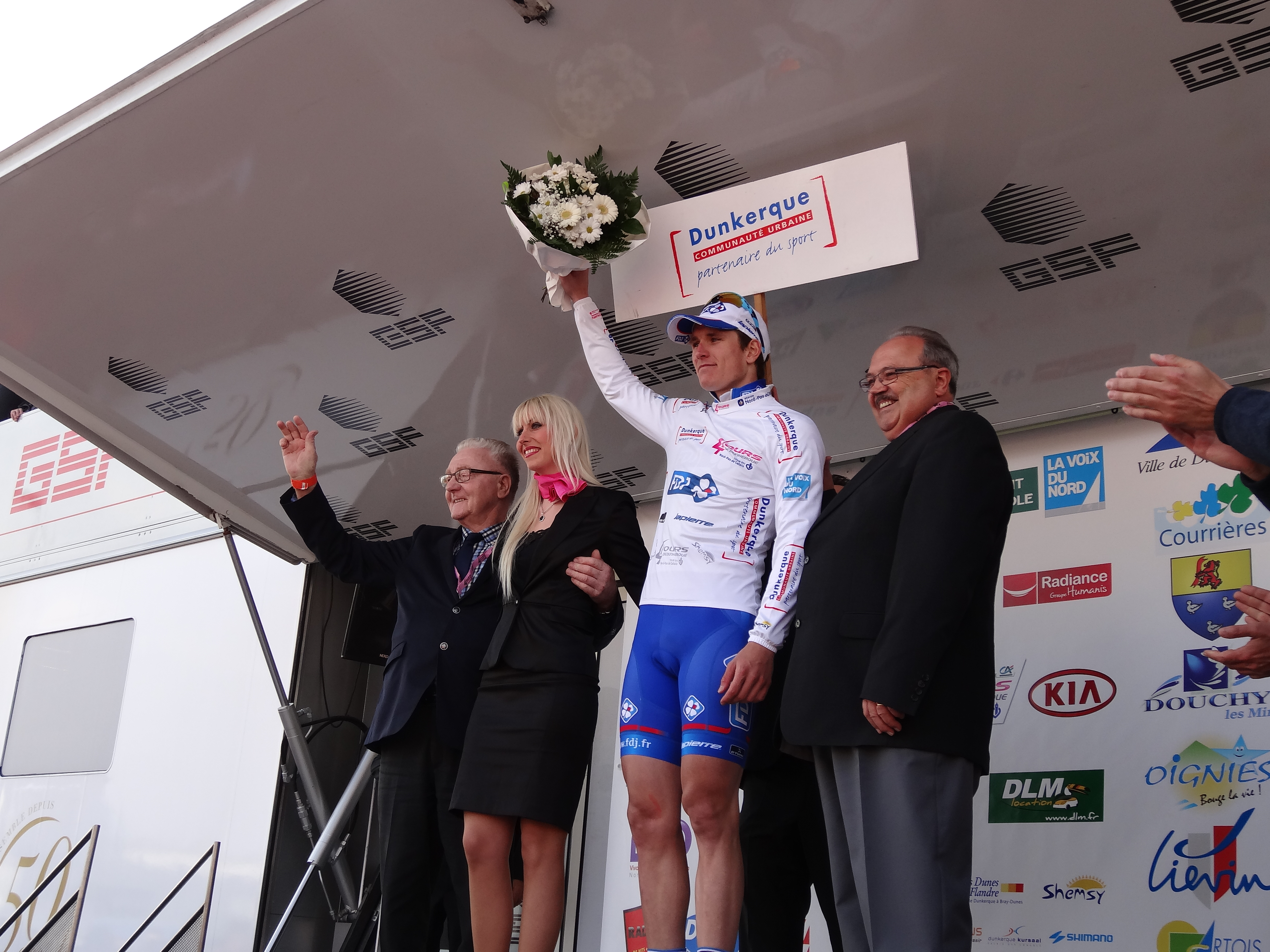
Arnaud Démare est premier du classement des jeunes.
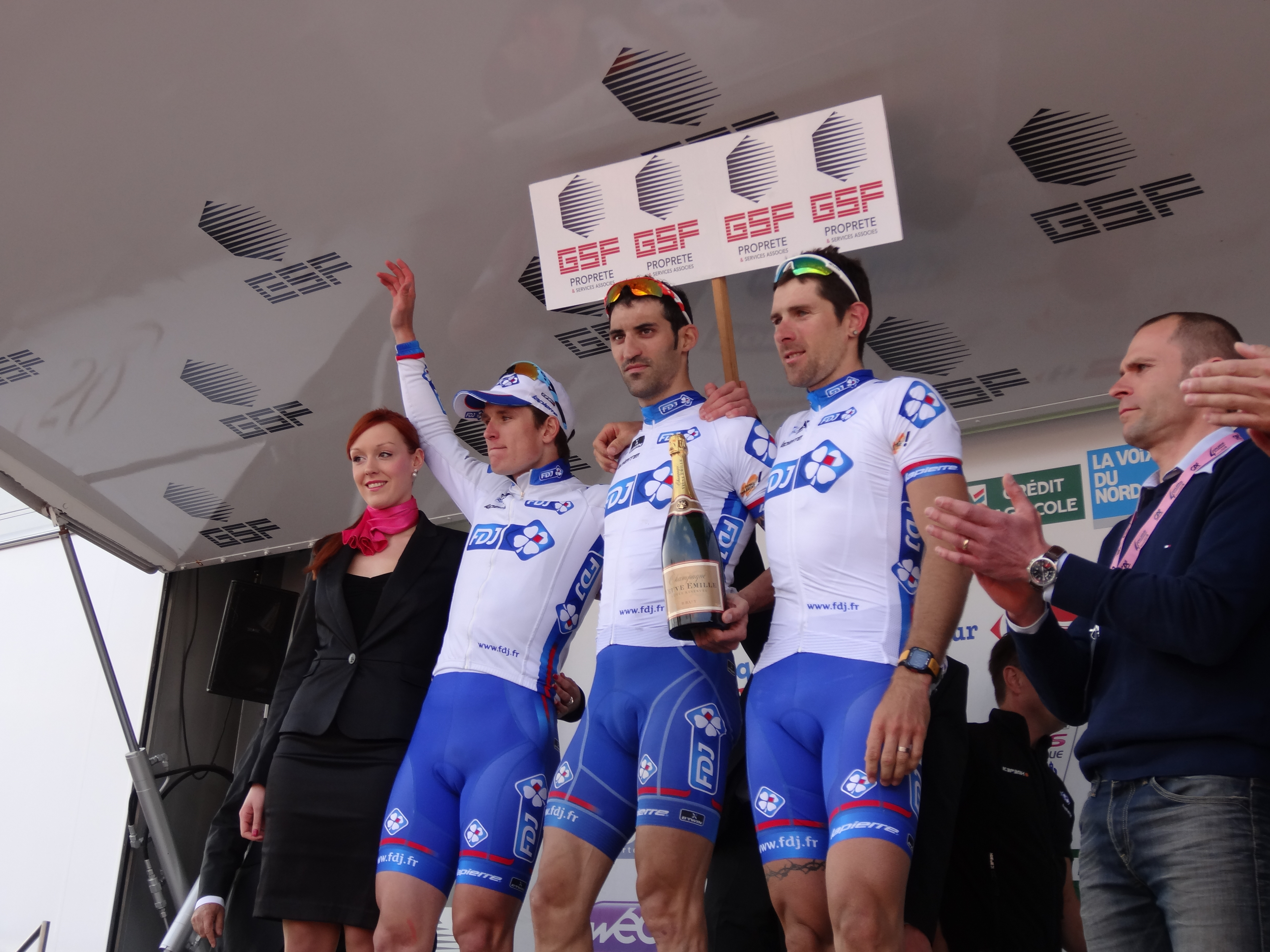
L'équipe FDJ est première du classement par équipes.
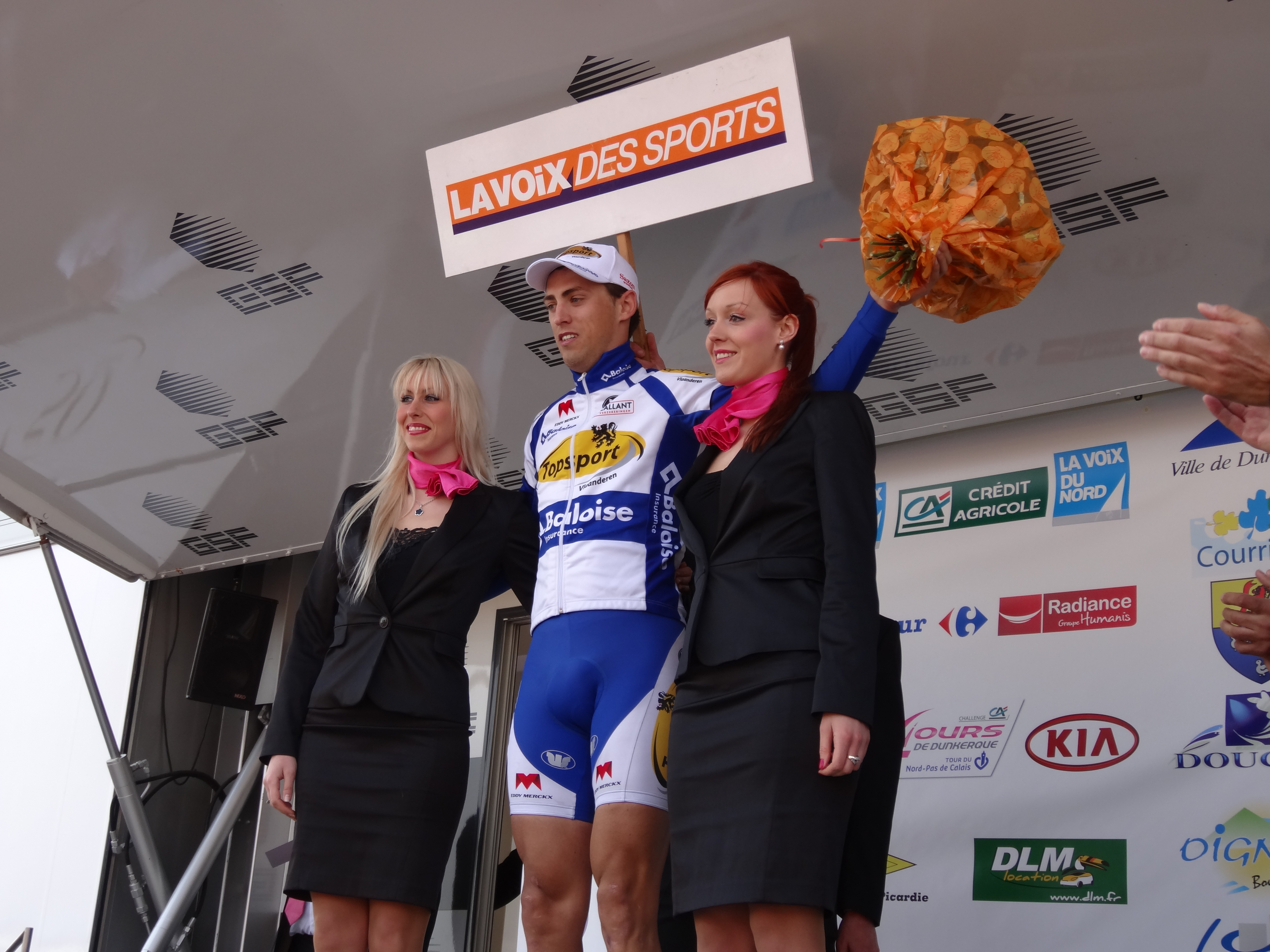
Tim Mertens remporte le prix de l'exploit du jour.

### 2eétape
La deuxième étape relie en 178,2 kilomètres le Centre historique minier de Lewarde au centre-ville de Douchy-les-Mines. Arnaud Démare remporte l'étape et réalise un temps de 4 h 12 min 40 s, soit une vitesse moyenne de 42,317 km/h. Le 140e et dernier est Blel Kadri à 13 min 25 s, précédé avec un temps similaire par Jean-Marc Marino.
À l'issue de cette étape, Arnaud Démare est premier du classement général : il a parcouru les 333 kilomètres en 7 h 51 min 15 s, à la vitesse moyenne de 42,436 km/h. Le 140e et dernier est Thomas Peterson, à 25 min 2 s. Arnaud Démare est également leader du classement par points et du classement des jeunes, tandis que Julien Duval remporte le classement des monts. Florian Vachon est premier au classement des rush du jour, Rudy Kowalski remporte l'exploit du jour. L'équipe Sojasun remporte la première place du classement par équipes.
|    | Coureur             | Équipe                       |    | Temps           |
| -- | ------------------- | ---------------------------- | -- | --------------- |
| 1  | Arnaud Démare       | FDJ                          | en | 4 h 12 min 40 s |
| 2  | Kenny van Hummel    | Vacansoleil-DCM              | +  | m.t             |
| 3  | Ramon Sinkeldam     | Argos-Shimano                |    | m.t             |
| 4  | Raymond Kreder      | Garmin-Sharp                 |    | m.t             |
| 5  | Adrien Petit        | Cofidis                      |    | m.t             |
| 6  | Michael Van Staeyen | Topsport Vlaanderen-Baloise  |    | m.t             |
| 7  | Tom Van Asbroeck    | Topsport Vlaanderen-Baloise  |    | m.t             |
| 8  | Fabian Schnaidt     | Champion System              |    | m.t             |
| 9  | Stefan van Dijk     | Accent Jobs-Wanty            |    | m.t             |
| 10 | Armindo Fonseca     | Bretagne-Séché Environnement |    | m.t             |

|    | Coureur             | Équipe                       |    | Temps           |
| -- | ------------------- | ---------------------------- | -- | --------------- |
| 1  | Arnaud Démare       | FDJ                          | en | 7 h 51 min 15 s |
| 2  | Kenny van Hummel    | Vacansoleil-DCM              | +  | 10 s            |
| 3  | Ramon Sinkeldam     | Argos-Shimano                |    | 10 s            |
| 4  | Florian Vachon      | Bretagne-Séché Environnement |    | 12 s            |
| 5  | Tim Mertens         | Topsport Vlaanderen-Baloise  |    | 15 s            |
| 6  | Evaldas Šiškevičius | Sojasun                      |    | 16 s            |
| 7  | Julien Duval        | Roubaix Lille Métropole      |    | 16 s            |
| 8  | Flavien Dassonville | BigMat-Auber 93              |    | 16 s            |
| 9  | Adrien Petit        | Cofidis                      |    | 17 s            |
| 10 | Mickaël Delage      | FDJ                          |    | 18 s            |

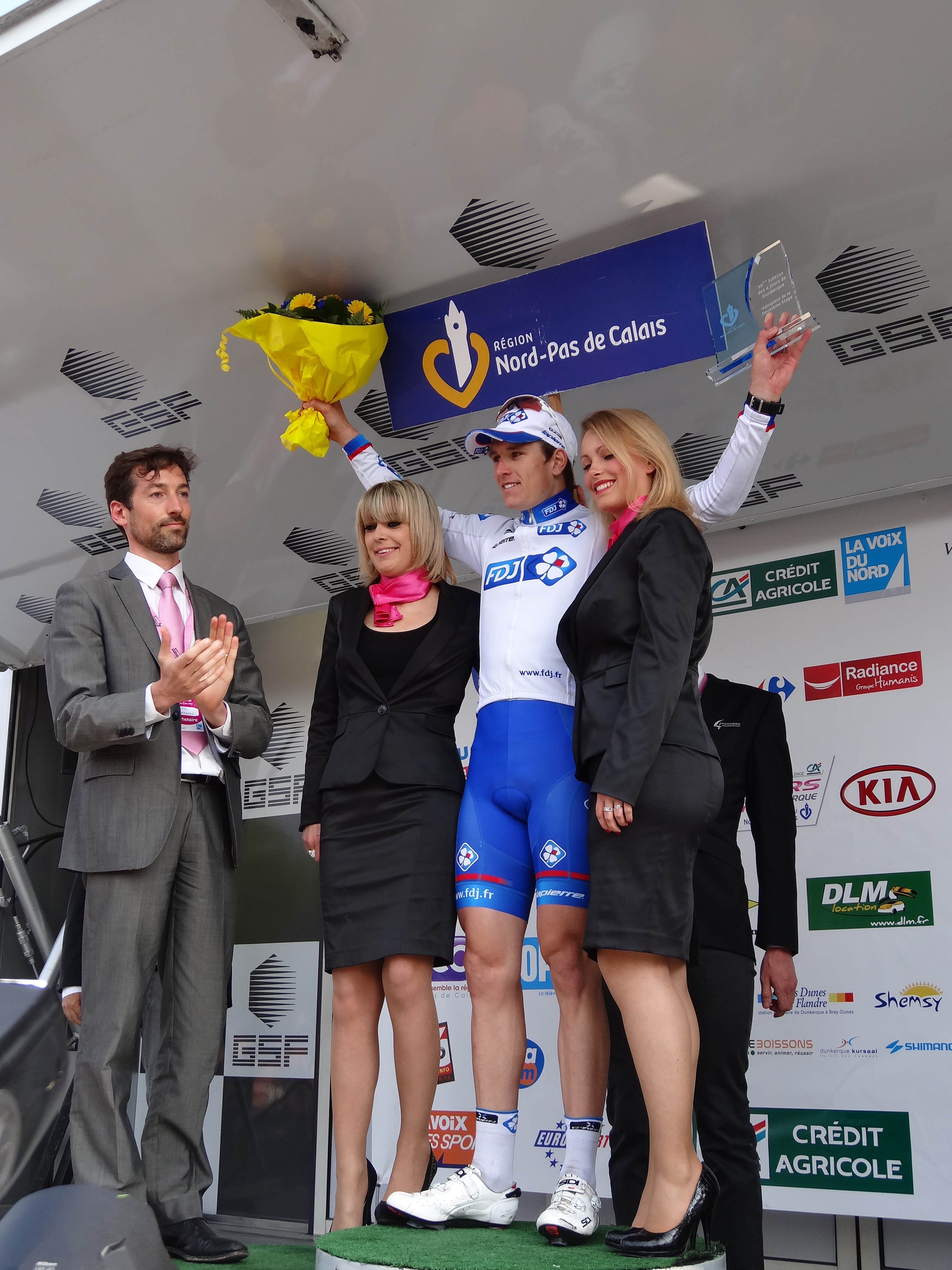
Arnaud Démare remporte la deuxième étape.
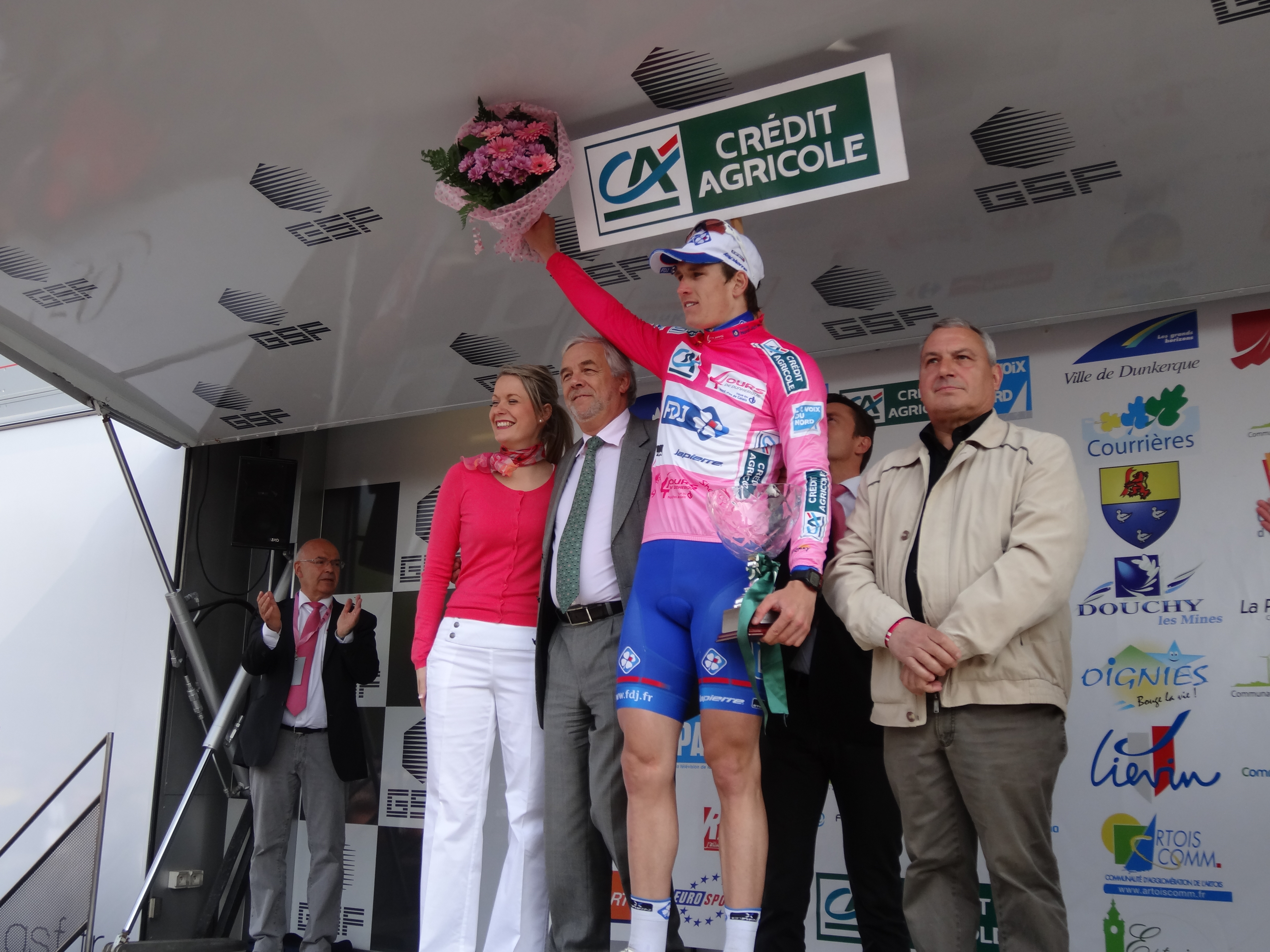
Arnaud Démare est premier du classement général.
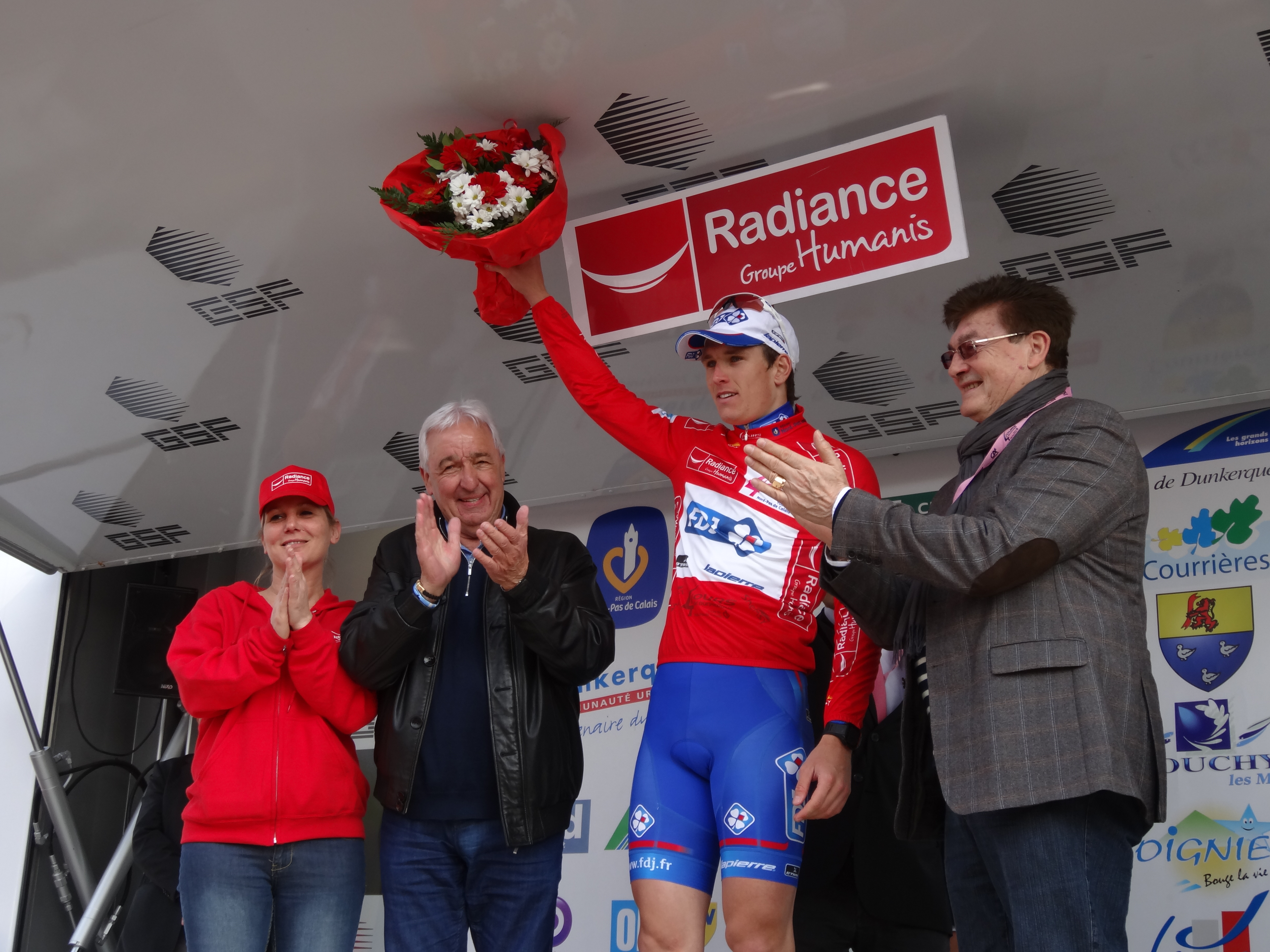
Arnaud Démare est premier du classement par points.
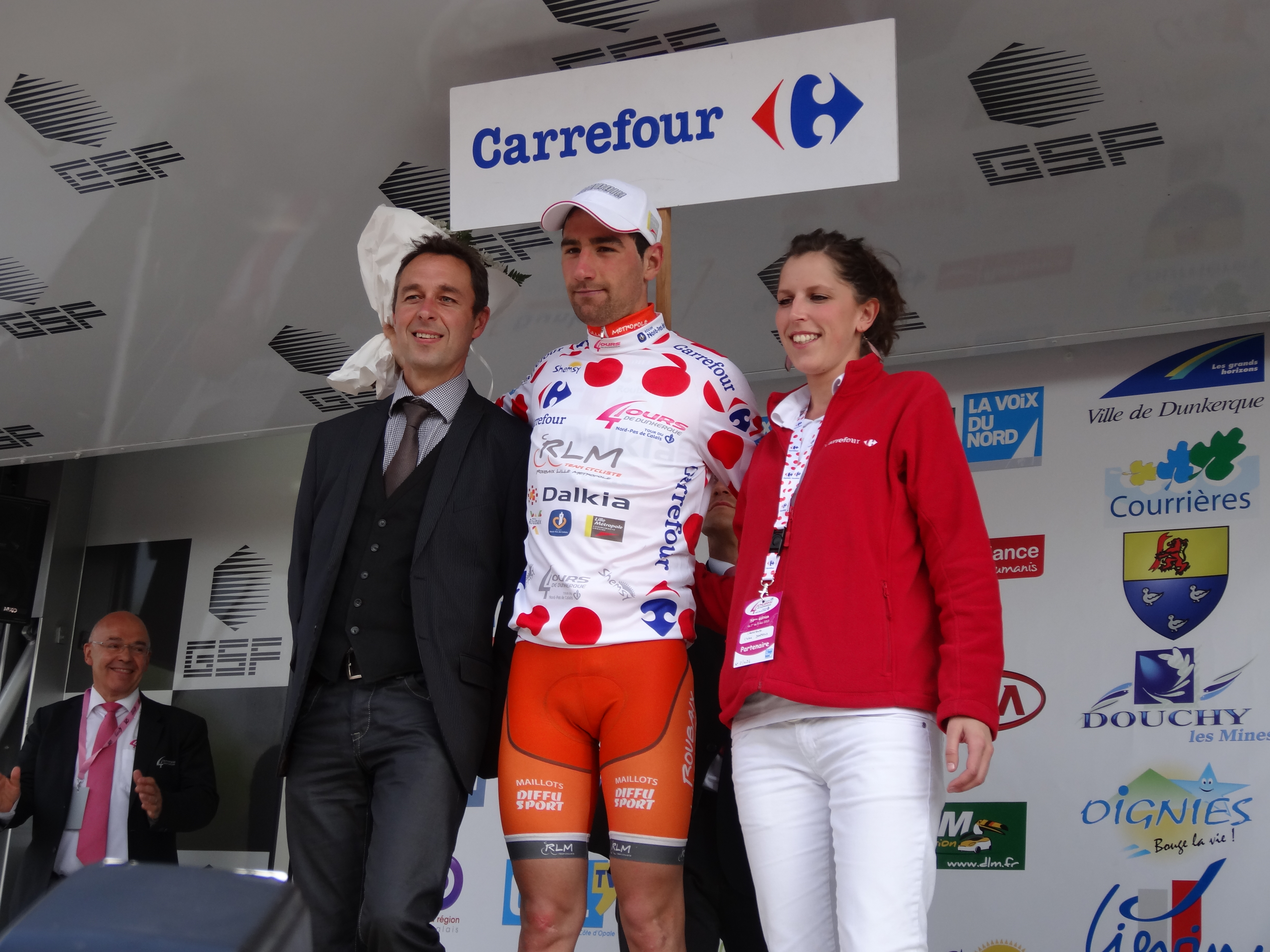
Julien Duval est premier du classement des monts.
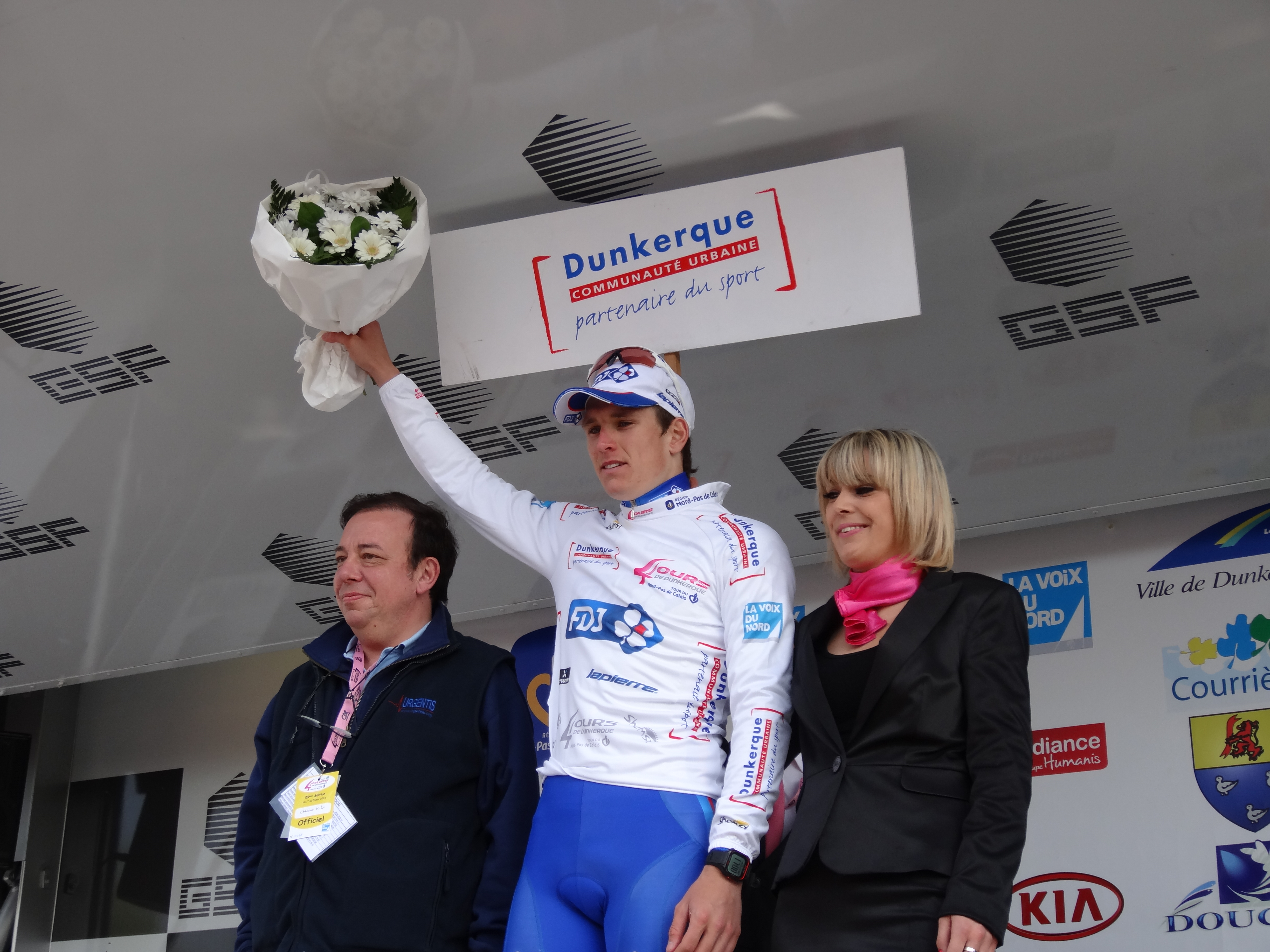
Arnaud Démare est premier du classement des jeunes.
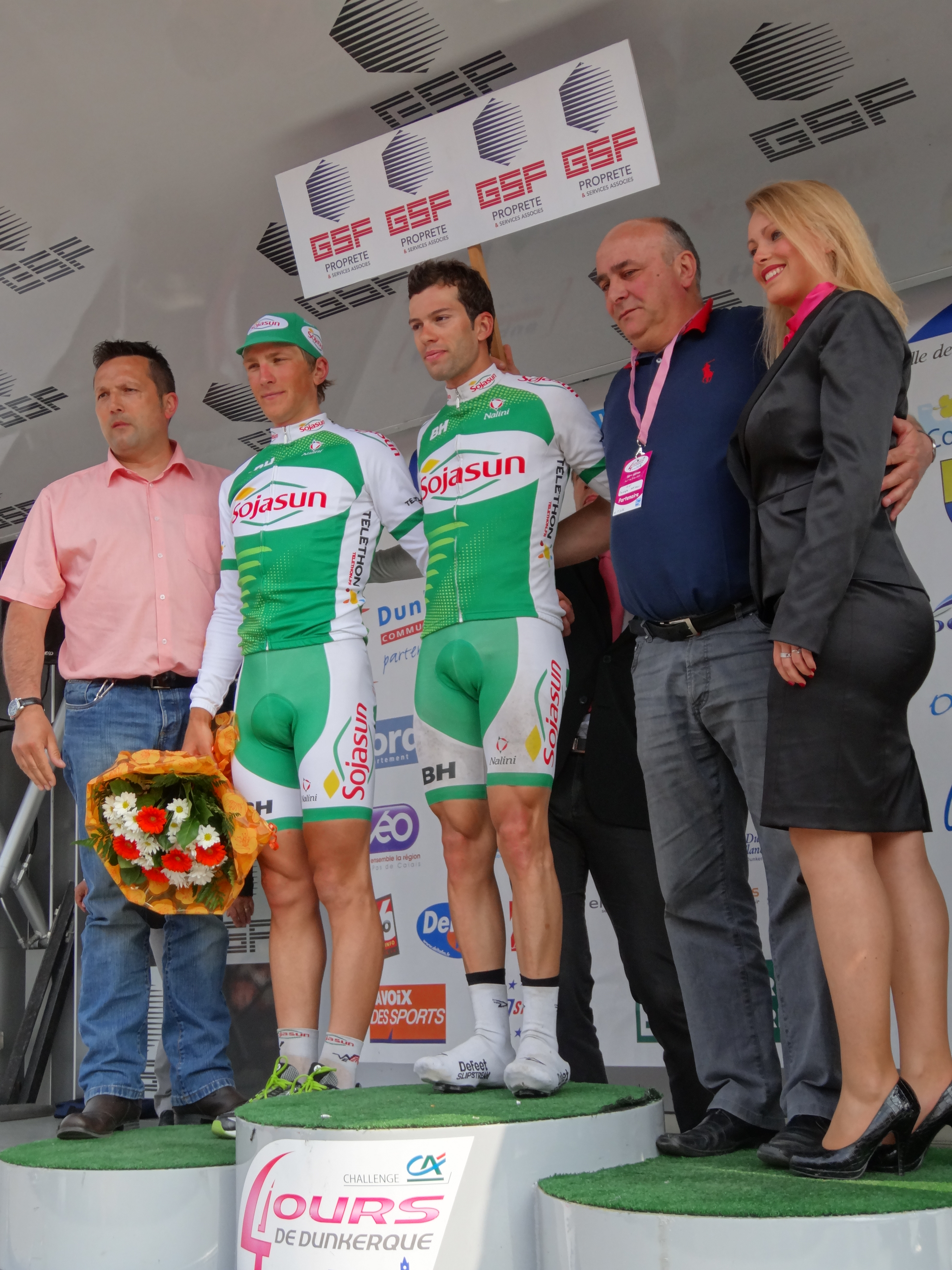
L'équipe Sojasun est première du classement par équipes.
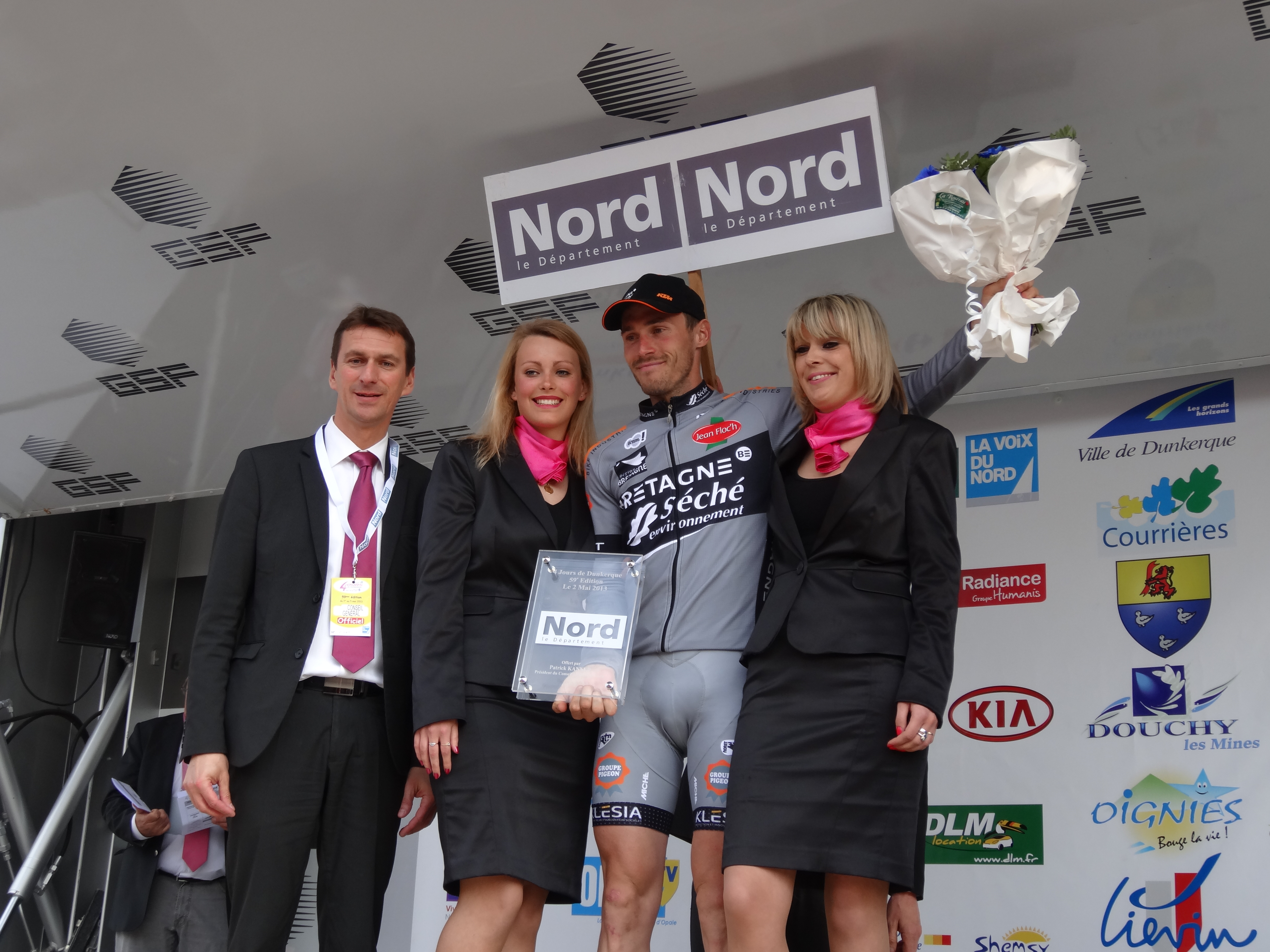
Florian Vachon remporte le prix des rushs du jour.
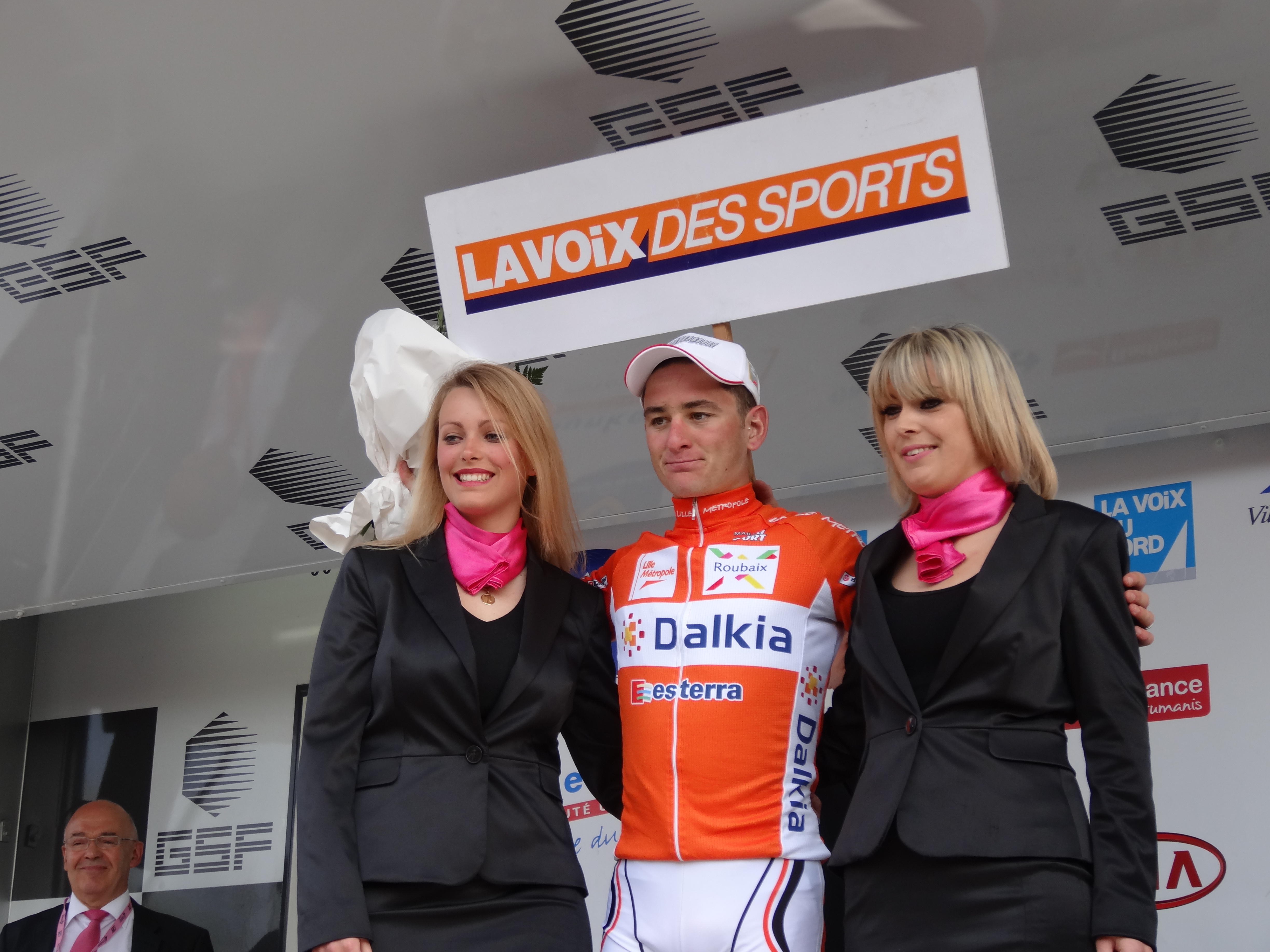
Rudy Kowalski remporte le prix de l'exploit du jour.

### 3eétape
|    | Coureur             | Équipe                      |    | Temps           |
| -- | ------------------- | --------------------------- | -- | --------------- |
| 1  | Arnaud Démare       | FDJ                         | en | 4 h 24 min 18 s |
| 2  | Geoffrey Soupe      | FDJ                         | +  | m.t             |
| 3  | Ramon Sinkeldam     | Argos-Shimano               |    | m.t             |
| 4  | Kenny van Hummel    | Vacansoleil-DCM             |    | m.t             |
| 5  | Michael Van Staeyen | Topsport Vlaanderen-Baloise |    | m.t             |
| 6  | Steele Von Hoff     | Garmin-Sharp                |    | m.t             |
| 7  | Samuel Dumoulin     | AG2R La Mondiale            |    | m.t             |
| 8  | Sébastien Hinault   | IAM                         |    | m.t             |
| 9  | Evaldas Šiškevičius | Sojasun                     |    | m.t             |
| 10 | Adrien Petit        | Cofidis                     |    | m.t             |

|    | Coureur             | Équipe                       |    | Temps            |
| -- | ------------------- | ---------------------------- | -- | ---------------- |
| 1  | Arnaud Démare       | FDJ                          | en | 12 h 15 min 23 s |
| 2  | Ramon Sinkeldam     | Argos-Shimano                | +  | 16 s             |
| 3  | Kenny van Hummel    | Vacansoleil-DCM              |    | 20 s             |
| 4  | Florian Vachon      | Bretagne-Séché Environnement |    | 22 s             |
| 5  | Geoffrey Soupe      | FDJ                          |    | 24 s             |
| 6  | Flavien Dassonville | BigMat-Auber 93              |    | 25 s             |
| 7  | Evaldas Šiškevičius | Sojasun                      |    | 26 s             |
| 8  | Adrien Petit        | Cofidis                      |    | 27 s             |
| 9  | Yves Lampaert       | Topsport Vlaanderen-Baloise  |    | 29 s             |
| 10 | Romain Hardy        | Cofidis                      |    | 29 s             |

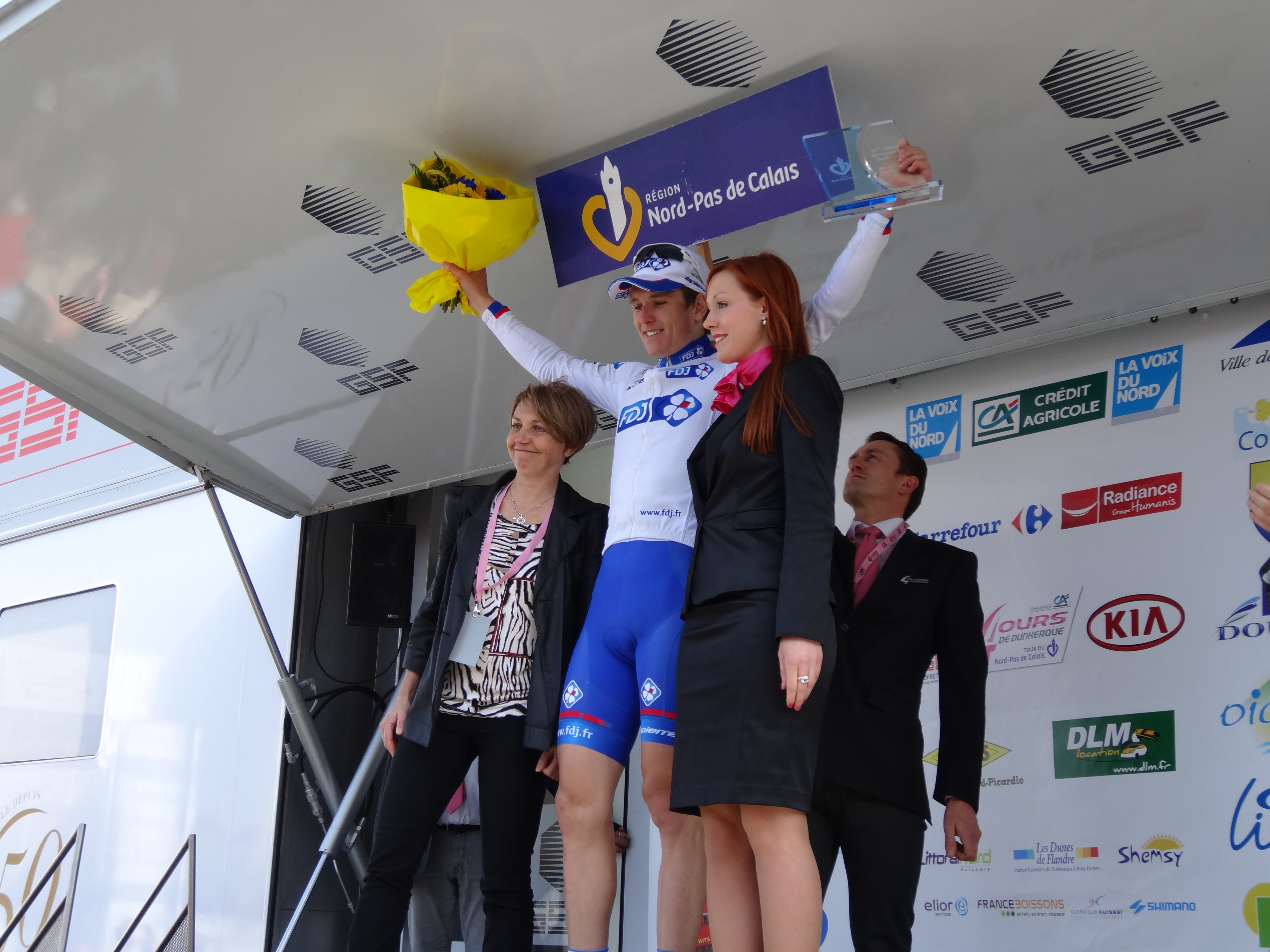
Arnaud Démare remporte la troisième étape.
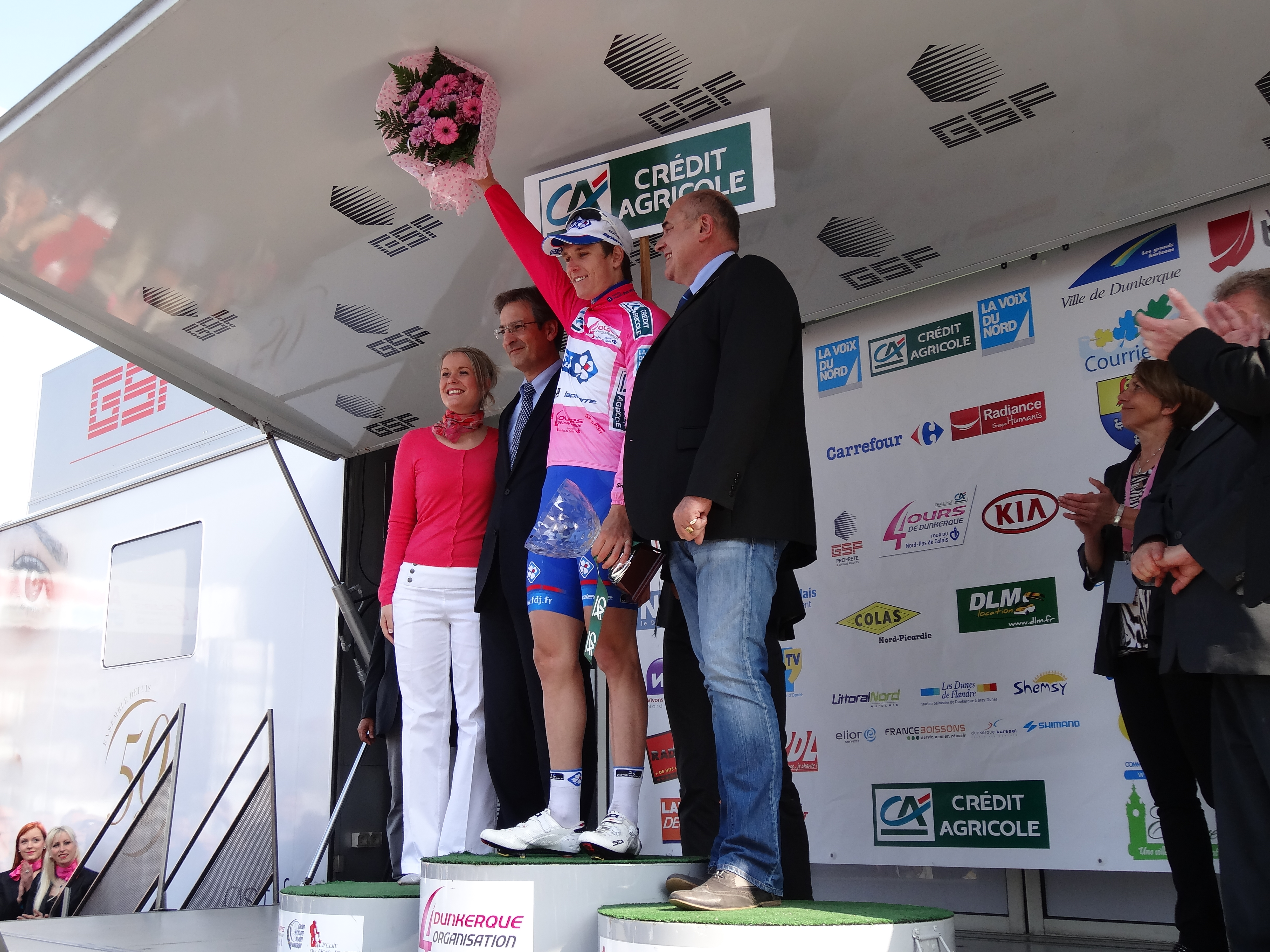
Arnaud Démare est premier du classement général.
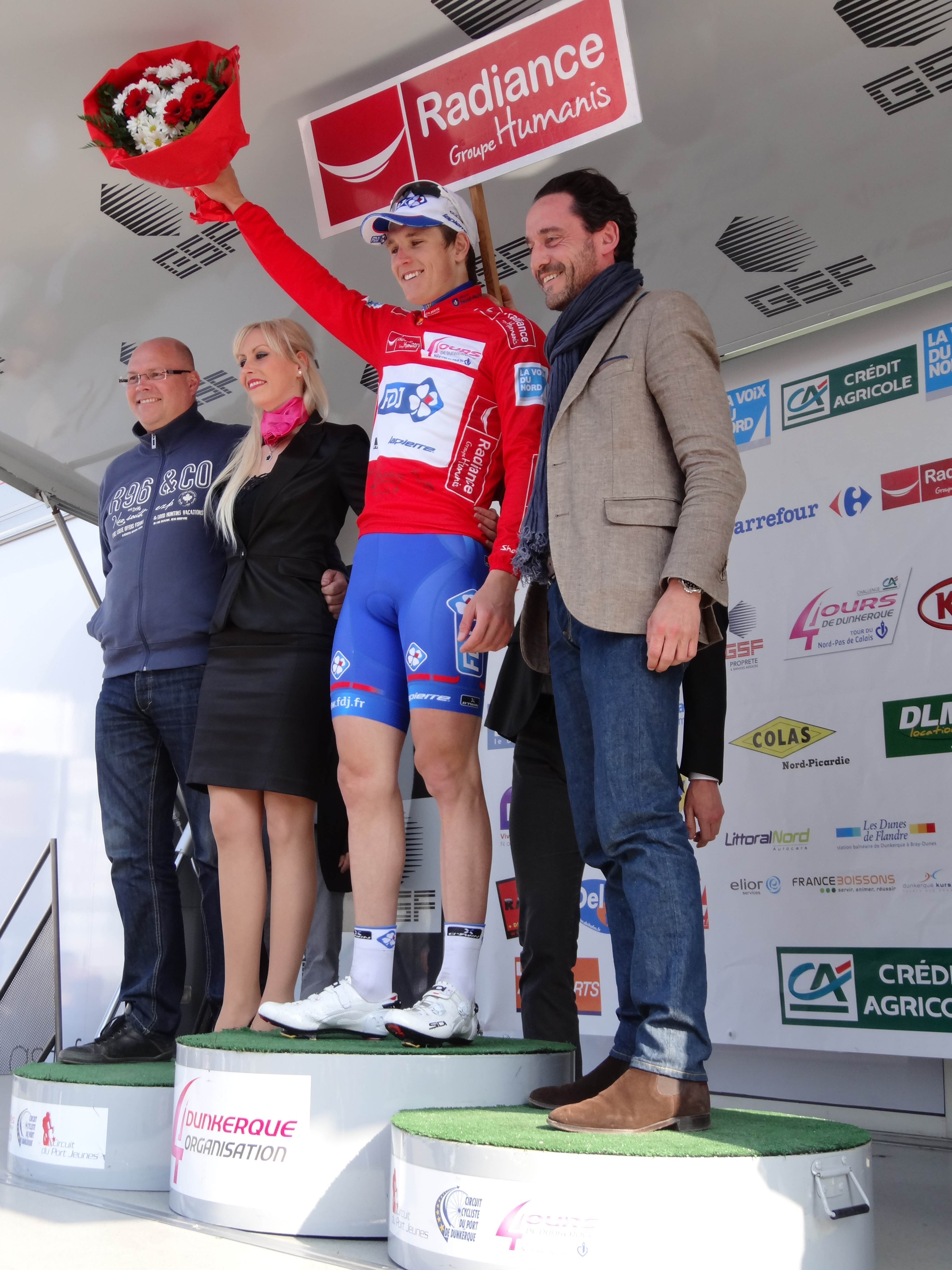
Arnaud Démare est premier du classement par points.
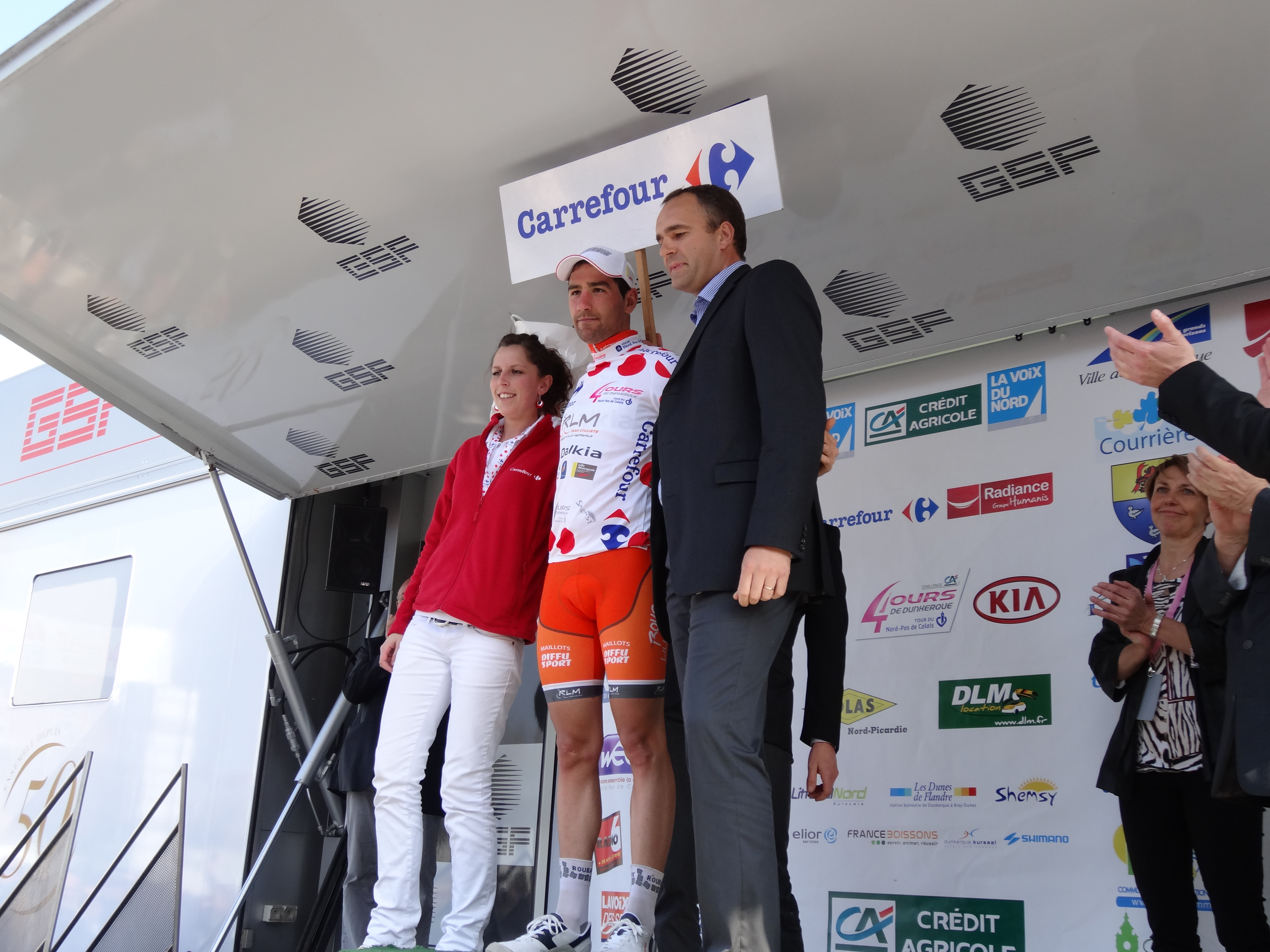
Julien Duval est premier du classement des monts.
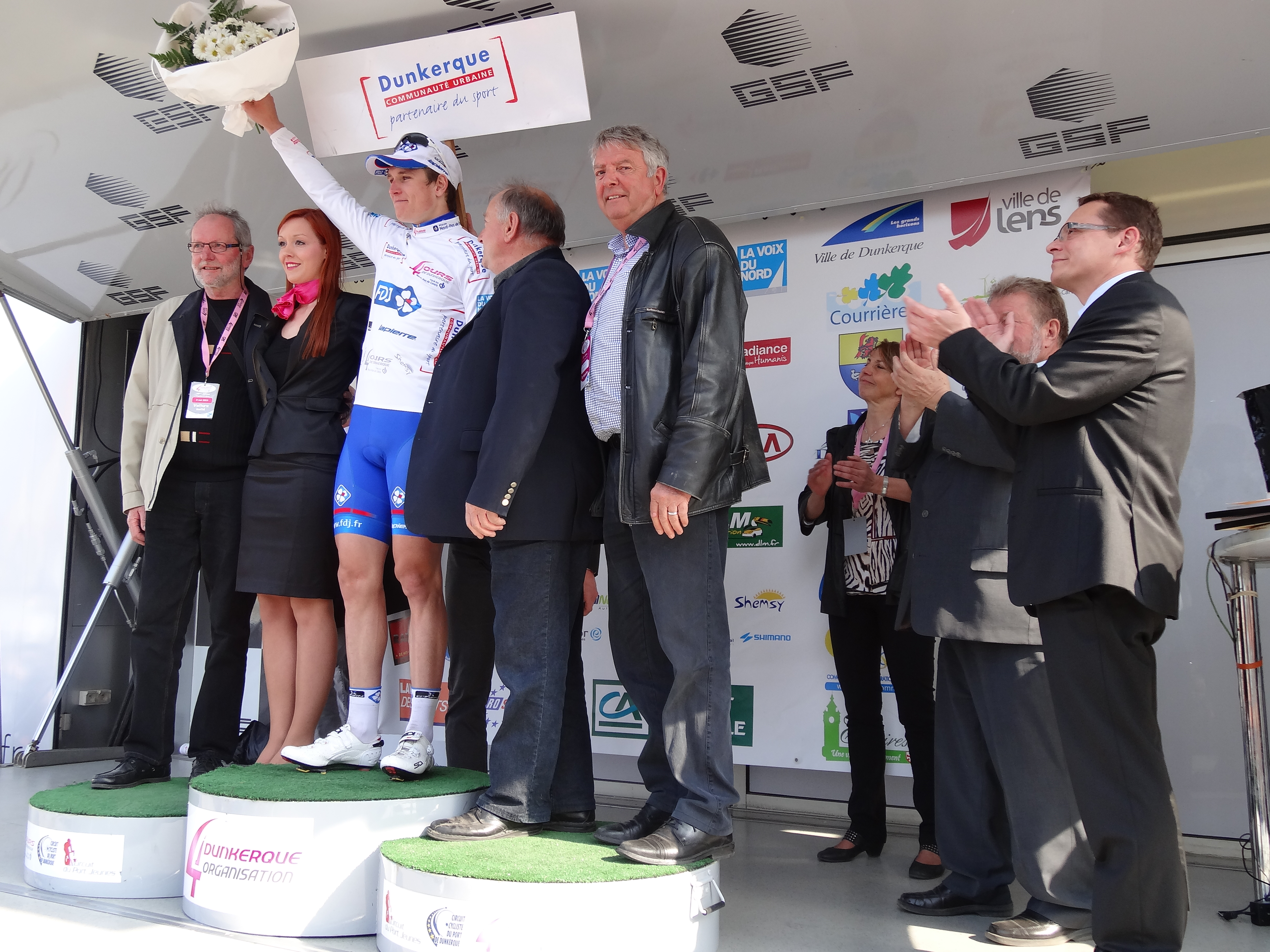
Arnaud Démare est premier du classement des jeunes.
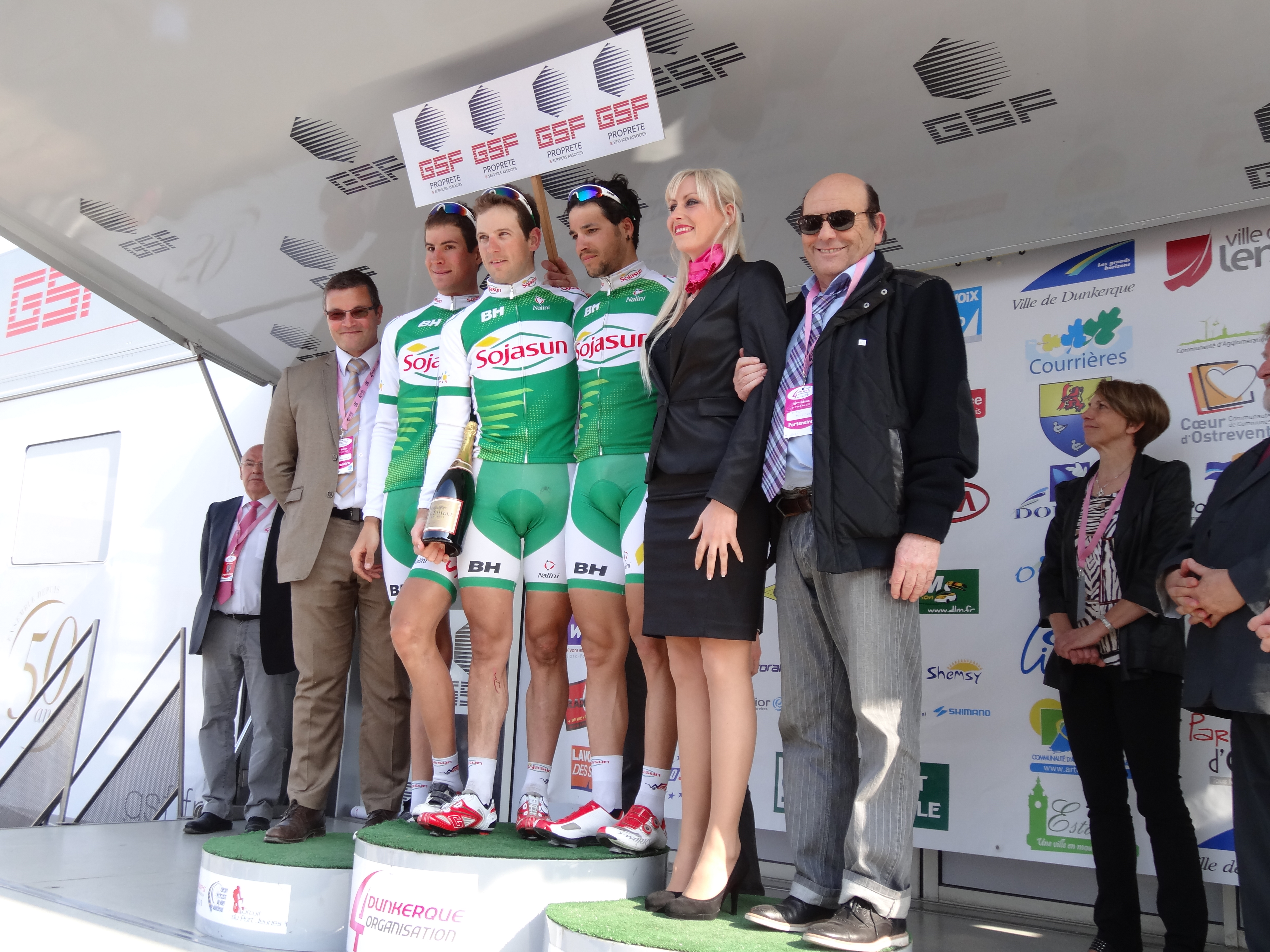
L'équipe Sojasun est première du classement par équipes.
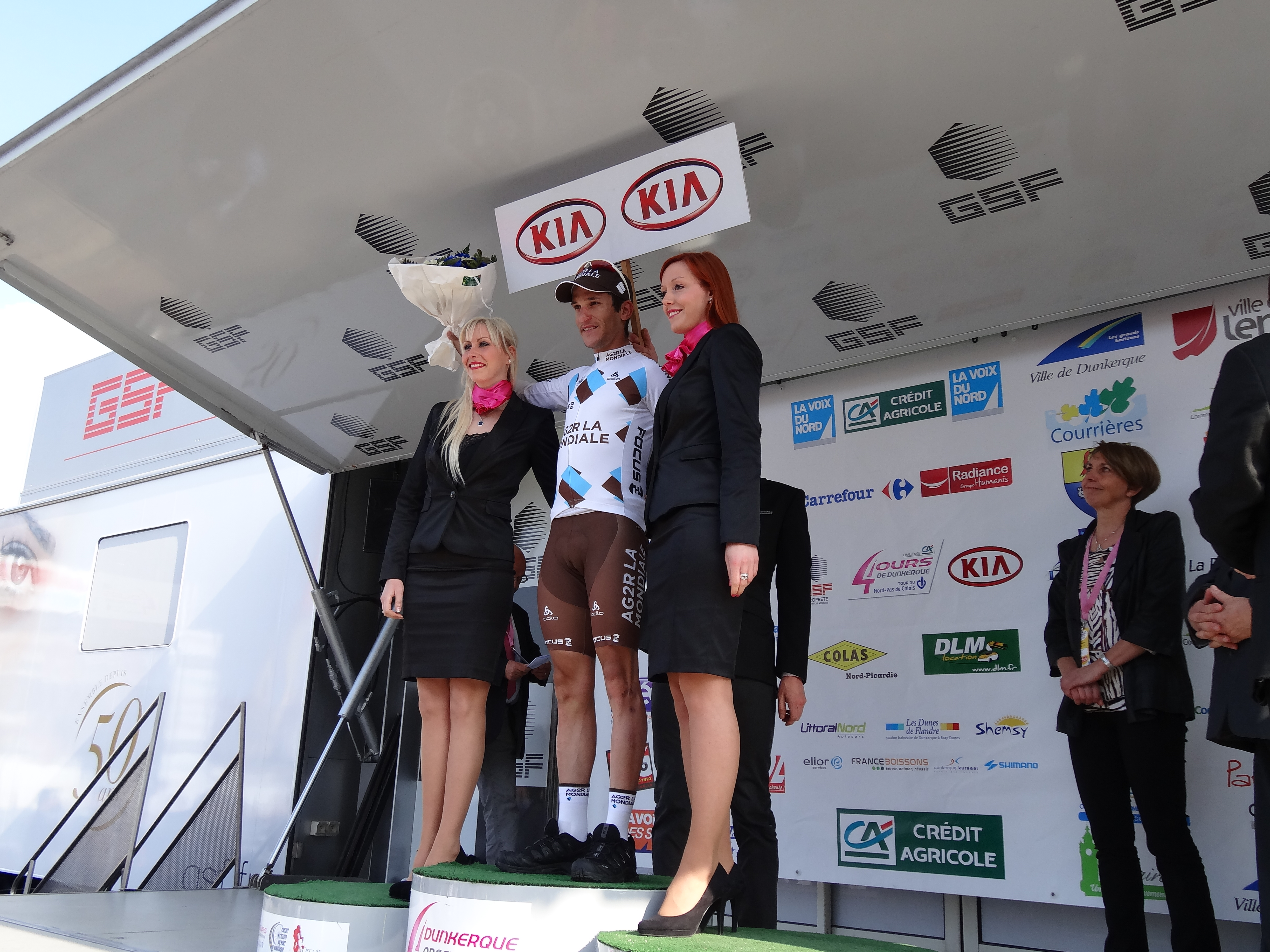
Blel Kadri remporte le prix des rushs du jour.
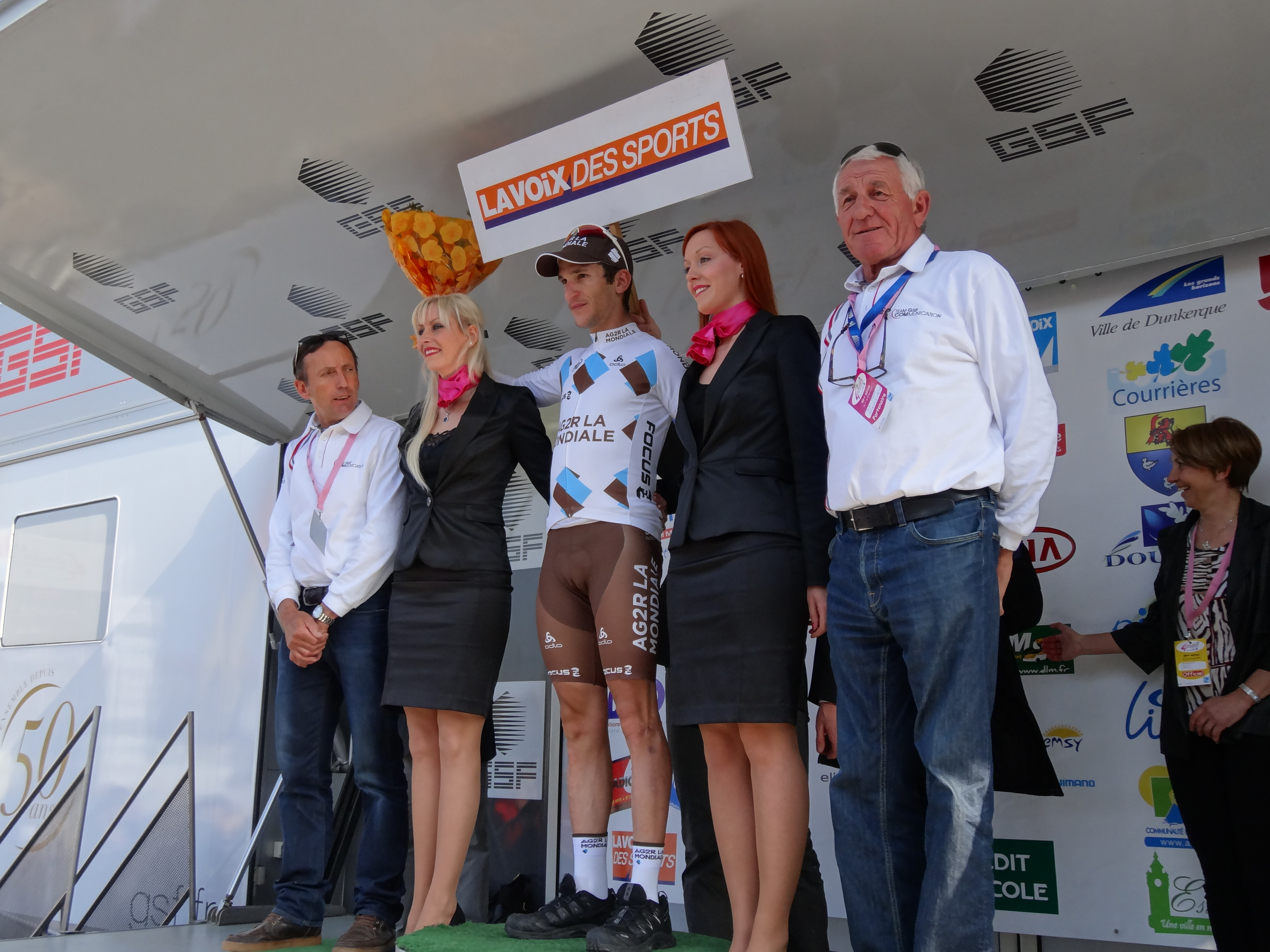
Blel Kadri remporte le prix de l'exploit du jour.

### 4eétape
La quatrième étape relie en 181,6 kilomètres le Louvre-Lens à Lens au parc départemental d'Olhain, situé sur la commune de Maisnil-lès-Ruitz. Michel Kreder remporte l'étape et réalise un temps de 4 h 40 min 30 s, soit une vitesse moyenne de 38,845 km/h. Arnaud Démare arrive cinquième en réalisant le même temps. Le 117e et dernier est Yan Dong Xing à 33 min 30 s, les précédents étant un groupe de quatorze coureurs arrivés à 18 min 1 s.
À l'issue de cette étape, Arnaud Démare est premier du classement général : il a parcouru les 694 kilomètres en 16 h 55 min 53 s à la vitesse moyenne de 40,989 km/h. Le 117e et dernier est Yan Dong Xing, à 53 min 46 s. Arnaud Démare est également leader du classement par points et du classement des jeunes, tandis que Julien Duval est leader du classement des monts. Geoffrey Soupe est premier au classement des rush du jour et réalise l'exploit du jour. L'équipe Bretagne-Séché Environnement remporte le classement par équipes.
|    | Coureur           | Équipe                       |    | Temps           |
| -- | ----------------- | ---------------------------- | -- | --------------- |
| 1  | Michel Kreder     | Garmin-Sharp                 | en | 4 h 40 min 30 s |
| 2  | Florian Vachon    | Bretagne-Séché Environnement | +  | 0 s             |
| 3  | Julien El Fares   | Sojasun                      |    | 0 s             |
| 4  | Samuel Dumoulin   | AG2R La Mondiale             |    | 0 s             |
| 5  | Arnaud Démare     | FDJ                          |    | 0 s             |
| 6  | Sébastien Hinault | IAM                          |    | 0 s             |
| 7  | Martin Elmiger    | IAM                          |    | 0 s             |
| 8  | Armindo Fonseca   | Bretagne-Séché Environnement |    | 0 s             |
| 9  | Jacobus Venter    | MTN-Qhubeka                  |    | 10 s            |
| 10 | Ramon Sinkeldam   | Argos-Shimano                |    | 10 s            |

|    | Coureur           | Équipe                       |    | Temps            |
| -- | ----------------- | ---------------------------- | -- | ---------------- |
| 1  | Arnaud Démare     | FDJ                          | en | 16 h 55 min 53 s |
| 2  | Florian Vachon    | Bretagne-Séché Environnement | +  | 16 s             |
| 3  | Michel Kreder     | Garmin-Sharp                 |    | 20 s             |
| 4  | Ramon Sinkeldam   | Argos-Shimano                |    | 26 s             |
| 5  | Julien El Fares   | Sojasun                      |    | 26 s             |
| 6  | Armindo Fonseca   | Bretagne-Séché Environnement |    | 30 s             |
| 7  | Samuel Dumoulin   | AG2R La Mondiale             |    | 30 s             |
| 8  | Sébastien Hinault | IAM                          |    | 30 s             |
| 9  | Martin Elmiger    | IAM                          |    | 30 s             |
| 10 | Geoffrey Soupe    | FDJ                          |    | 31 s             |

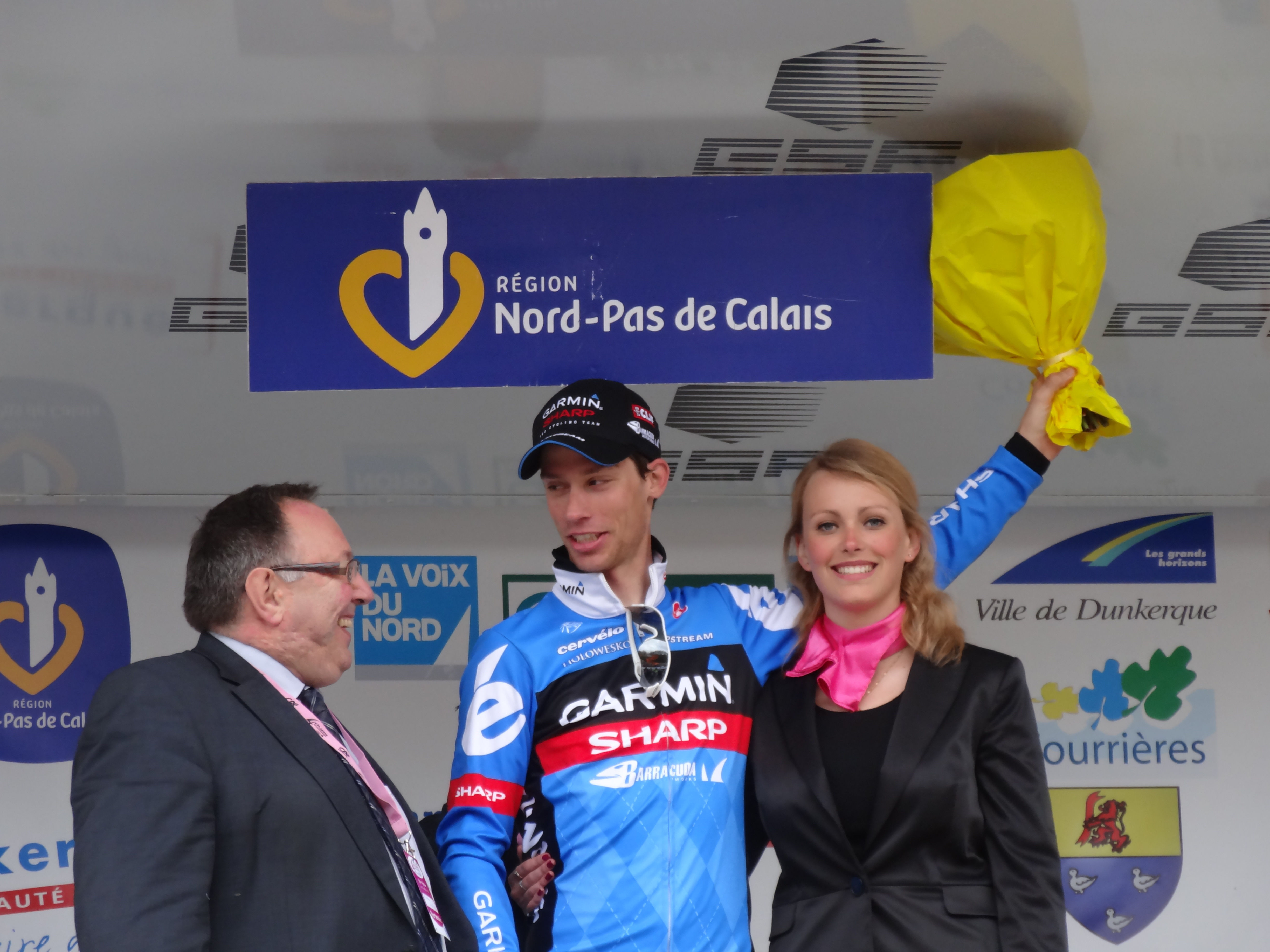
Michel Kreder remporte la quatrième étape.
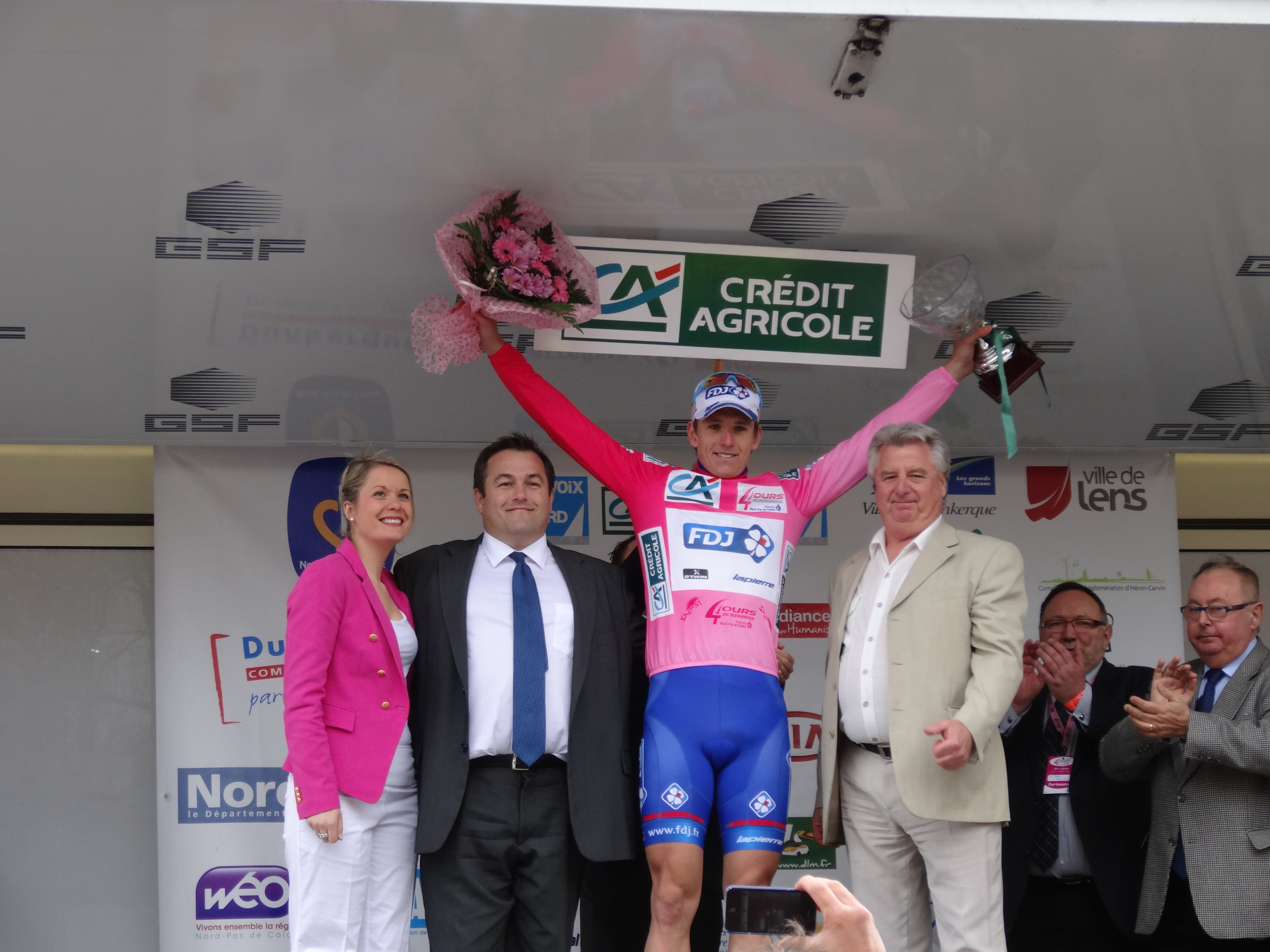
Arnaud Démare est premier du classement général.
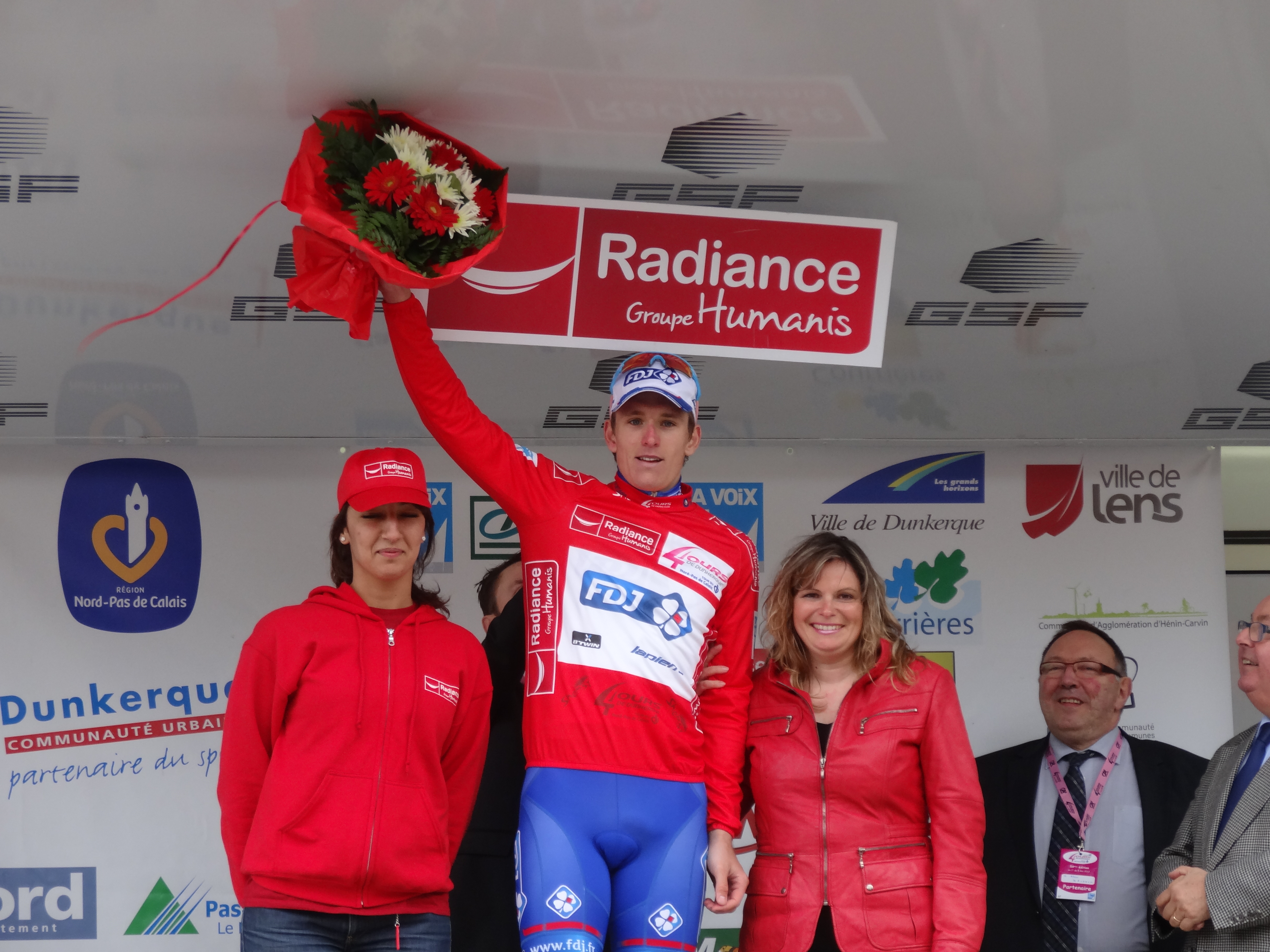
Arnaud Démare est premier du classement par points.
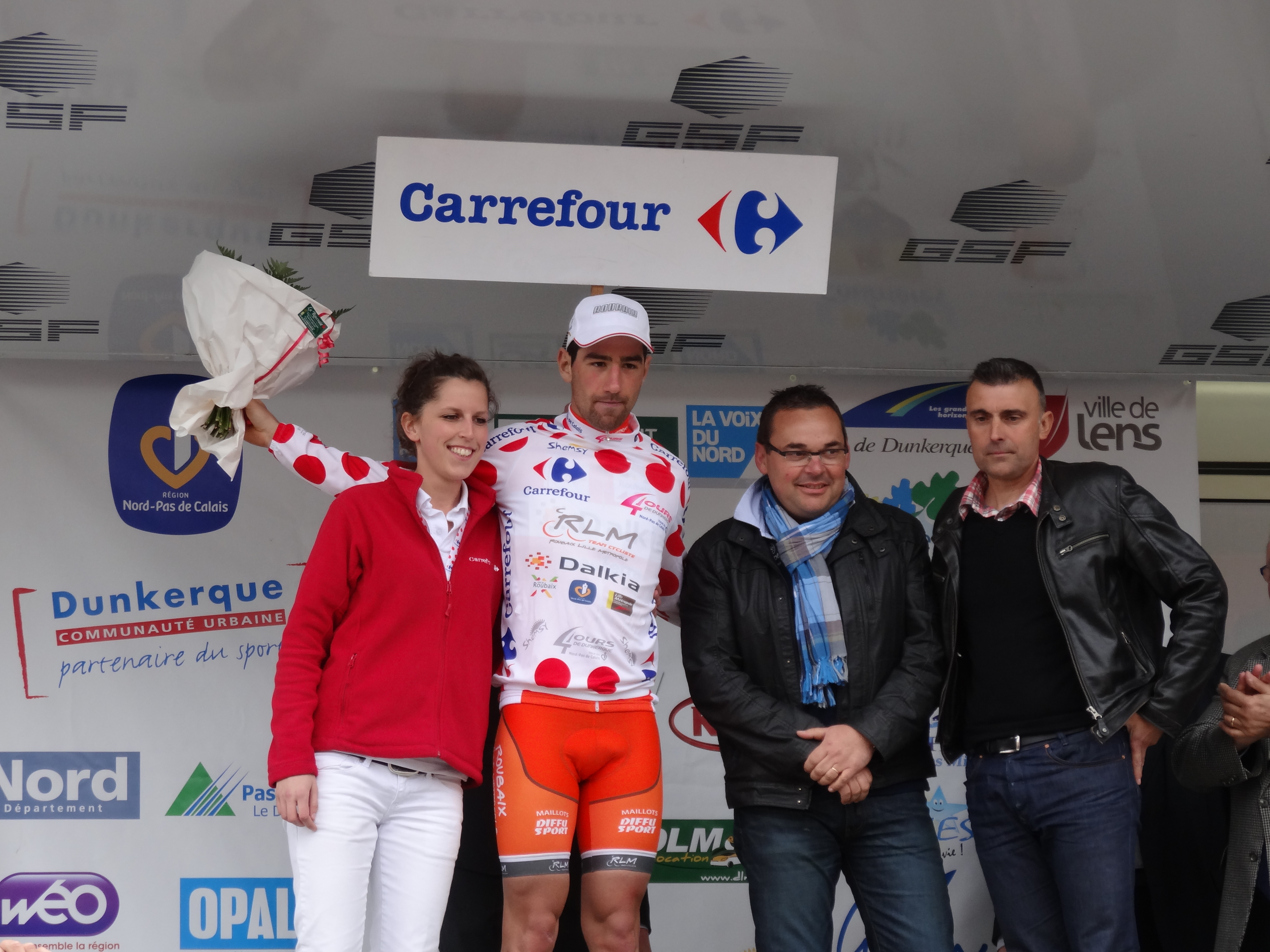
Julien Duval est premier du classement des monts.
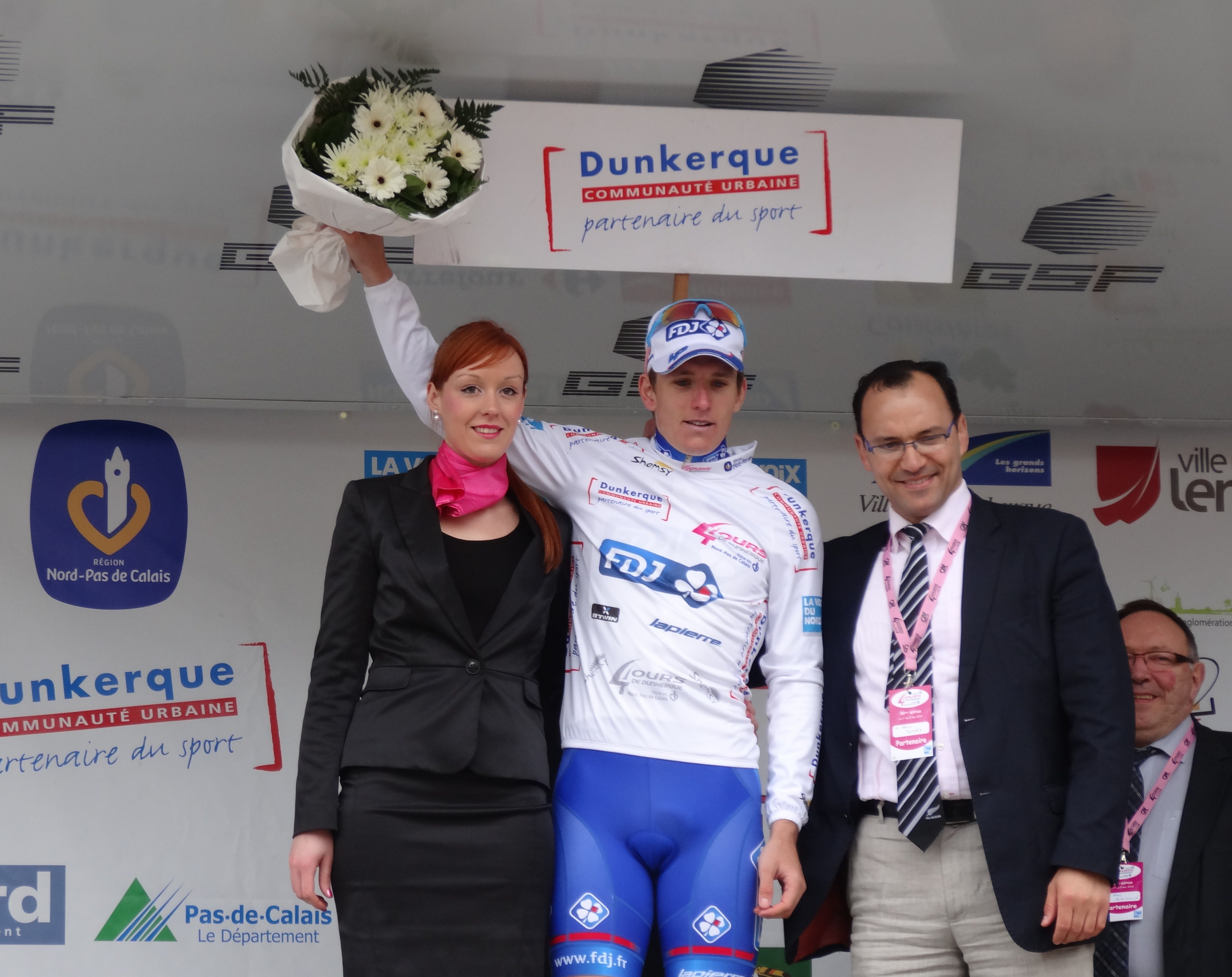
Arnaud Démare est premier du classement des jeunes.
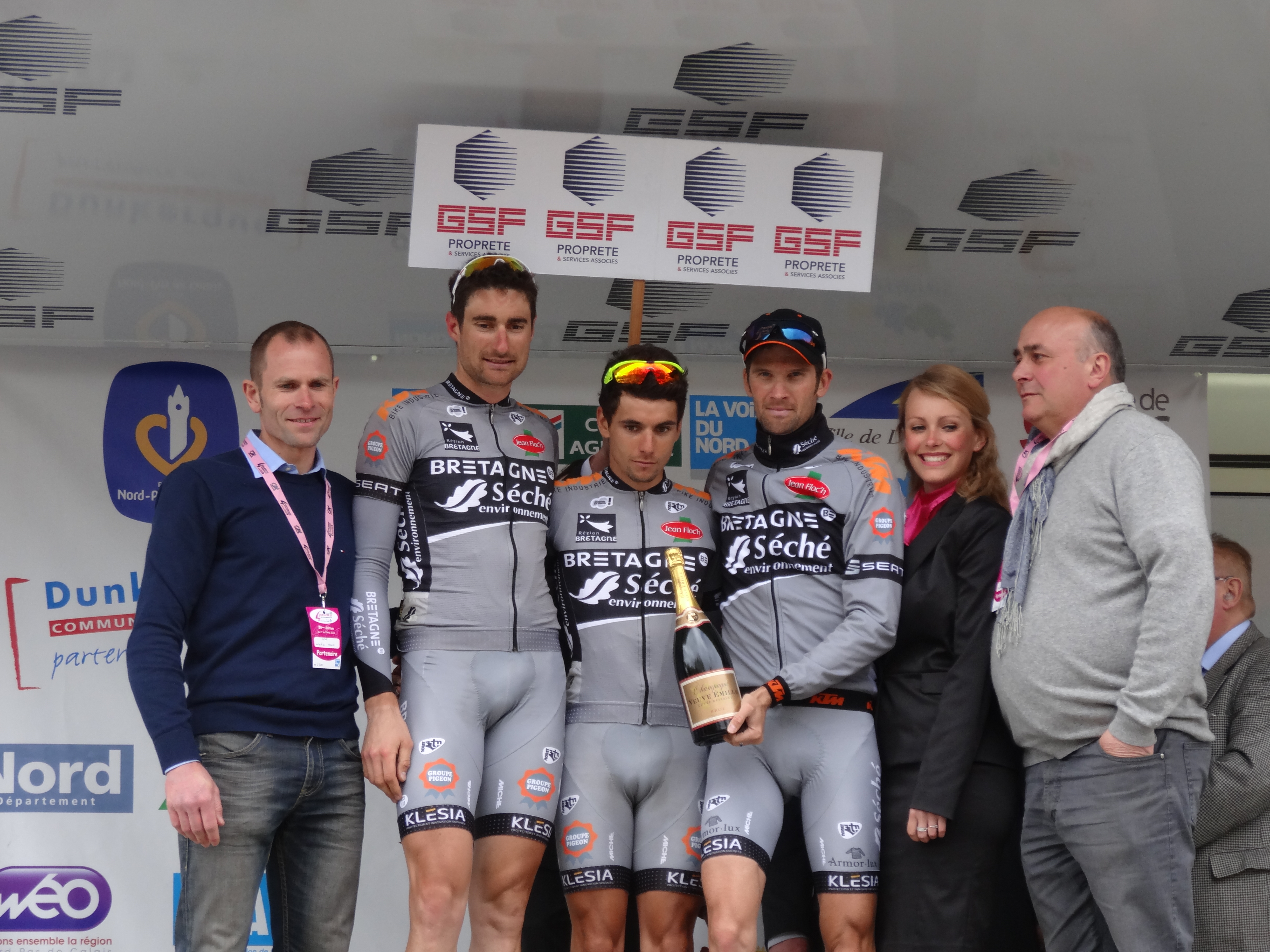
L'équipe Bretagne-Séché Environnement est première du classement par équipes.
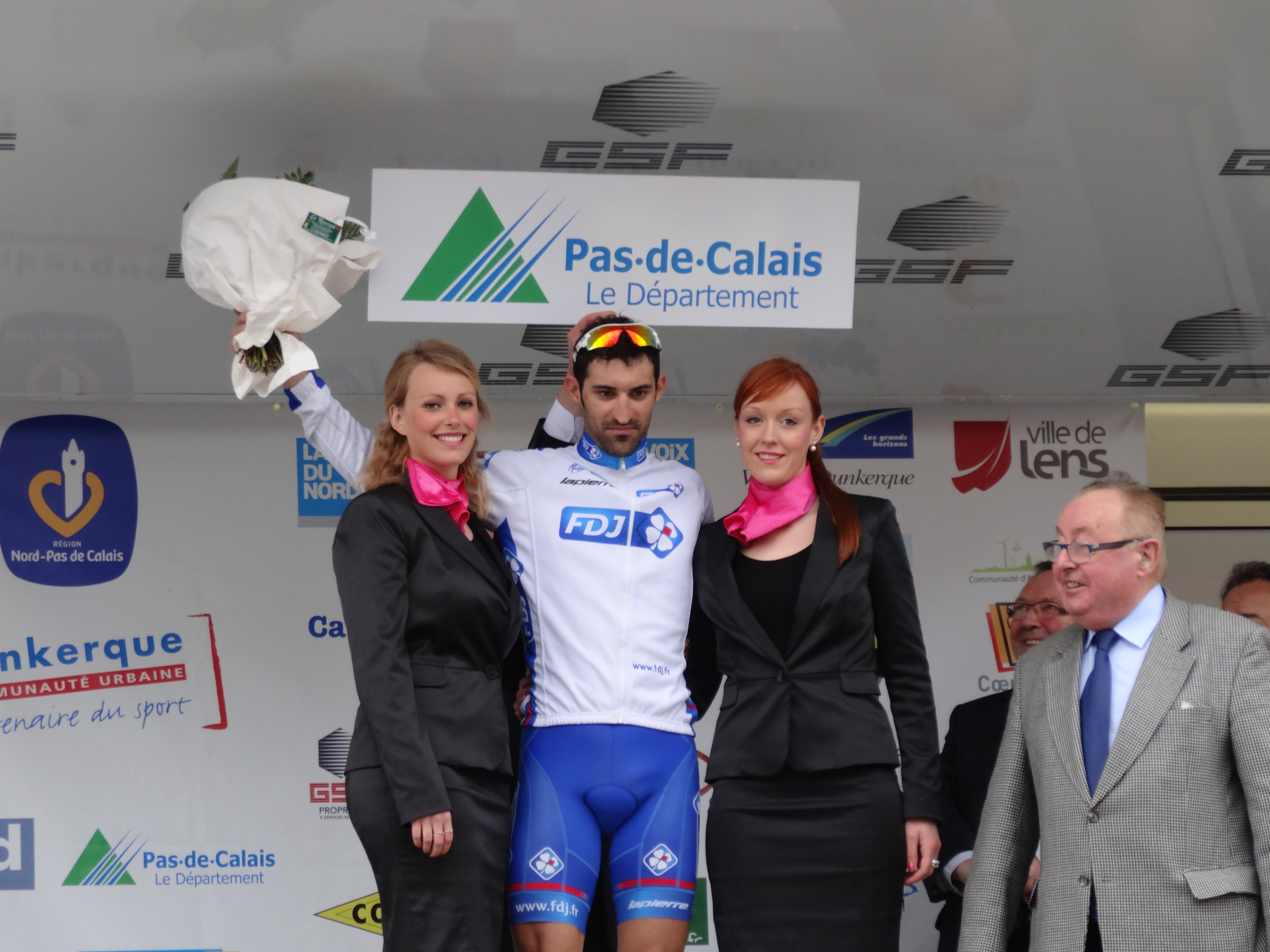
Geoffrey Soupe remporte le prix des rushs du jour.
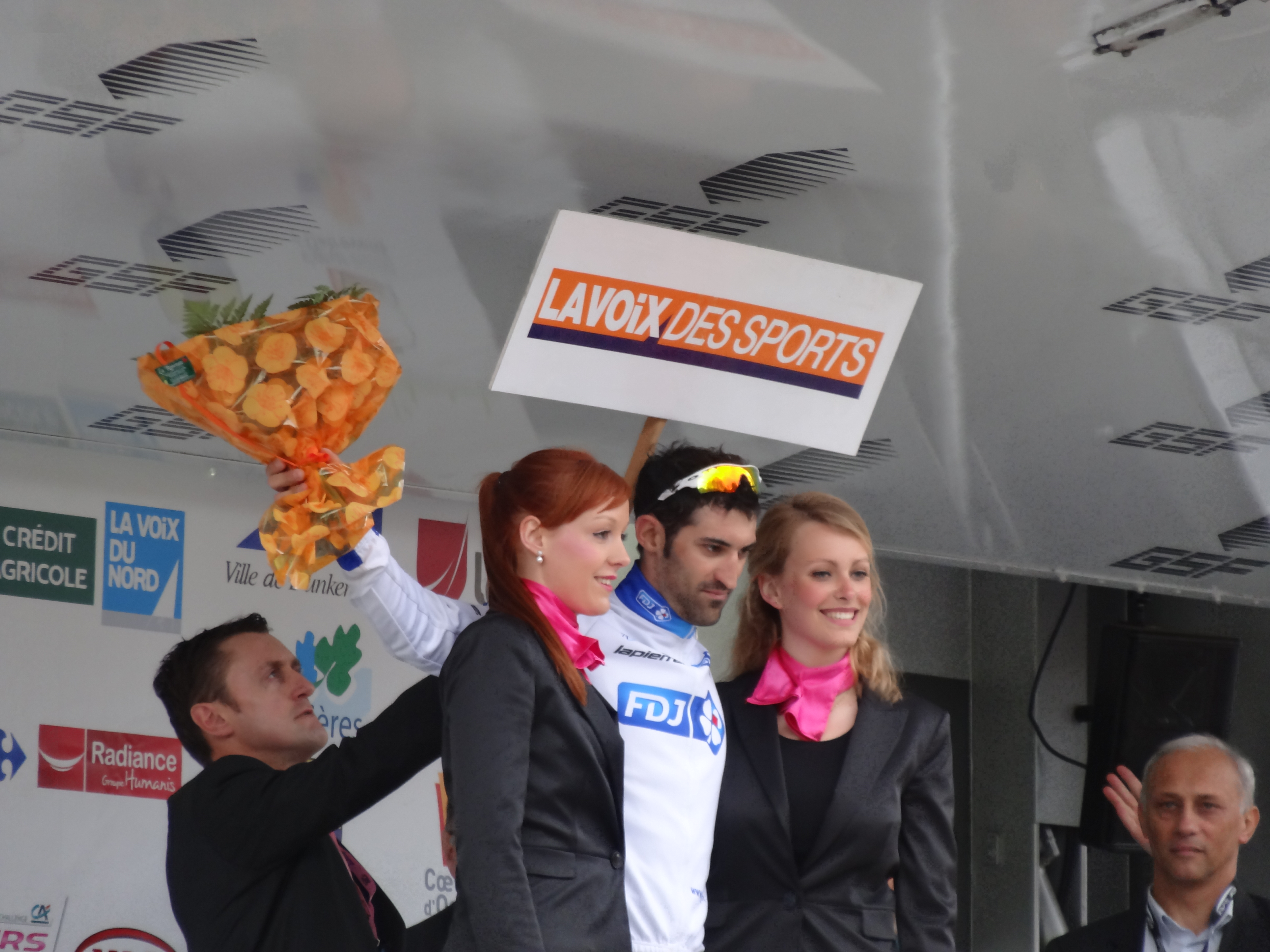
Geoffrey Soupe remporte le prix de l'exploit du jour.

### 5eétape
La cinquième étape relie en 163,8 kilomètres Estaires à Dunkerque. Yannick Martinez, de La Pomme Marseille, remporte l'étape et réalise un temps de 3 h 41 min 28 s, soit une vitesse moyenne de 44,377 km/h. Arnaud Démare arrive 17e en réalisant le même temps. Le 113e et dernier est Sébastien Turgot à 5 min 6 s.
Arnaud Démare est leader du classement général, du classement par points et du classement des jeunes, tandis que Julien Duval est le premier du classement des monts. Chun Kai Feng remporte la première place du classement des rush du jour, Lloyd Mondory l'exploit du jour, et l'équipe IAM la première place du classement par équipes.
|    | Coureur             | Équipe                      |    | Temps           |
| -- | ------------------- | --------------------------- | -- | --------------- |
| 1  | Yannick Martinez    | La Pomme Marseille          | en | 3 h 41 min 28 s |
| 2  | Matthias Friedemann | Champion System             | +  | m.t             |
| 3  | Benoît Drujon       | BigMat-Auber 93             |    | m.t             |
| 4  | Adrien Petit        | Cofidis                     |    | m.t             |
| 5  | Kenny van Hummel    | Vacansoleil-DCM             |    | m.t             |
| 6  | Stefan van Dijk     | Accent Jobs-Wanty           |    | m.t             |
| 7  | Ramon Sinkeldam     | Argos-Shimano               |    | m.t             |
| 8  | Danny van Poppel    | Vacansoleil-DCM             |    | m.t             |
| 9  | Clinton Avery       | Champion System             |    | m.t             |
| 10 | Kenneth Vanbilsen   | Topsport Vlaanderen-Baloise |    | m.t             |

|    | Coureur           | Équipe                       |    | Temps            |
| -- | ----------------- | ---------------------------- | -- | ---------------- |
| 1  | Arnaud Démare     | FDJ                          | en | 20 h 37 min 21 s |
| 2  | Florian Vachon    | Bretagne-Séché Environnement | +  | 16 s             |
| 3  | Ramon Sinkeldam   | Argos-Shimano                |    | 26 s             |
| 4  | Julien El Fares   | Sojasun                      |    | 26 s             |
| 5  | Armindo Fonseca   | Bretagne-Séché Environnement |    | 30 s             |
| 6  | Samuel Dumoulin   | AG2R La Mondiale             |    | 30 s             |
| 7  | Sébastien Hinault | IAM                          |    | 30 s             |
| 8  | Martin Elmiger    | IAM                          |    | 30 s             |
| 9  | Michel Kreder     | Garmin-Sharp                 |    | 30 s             |
| 10 | Geoffrey Soupe    | FDJ                          |    | 31 s             |

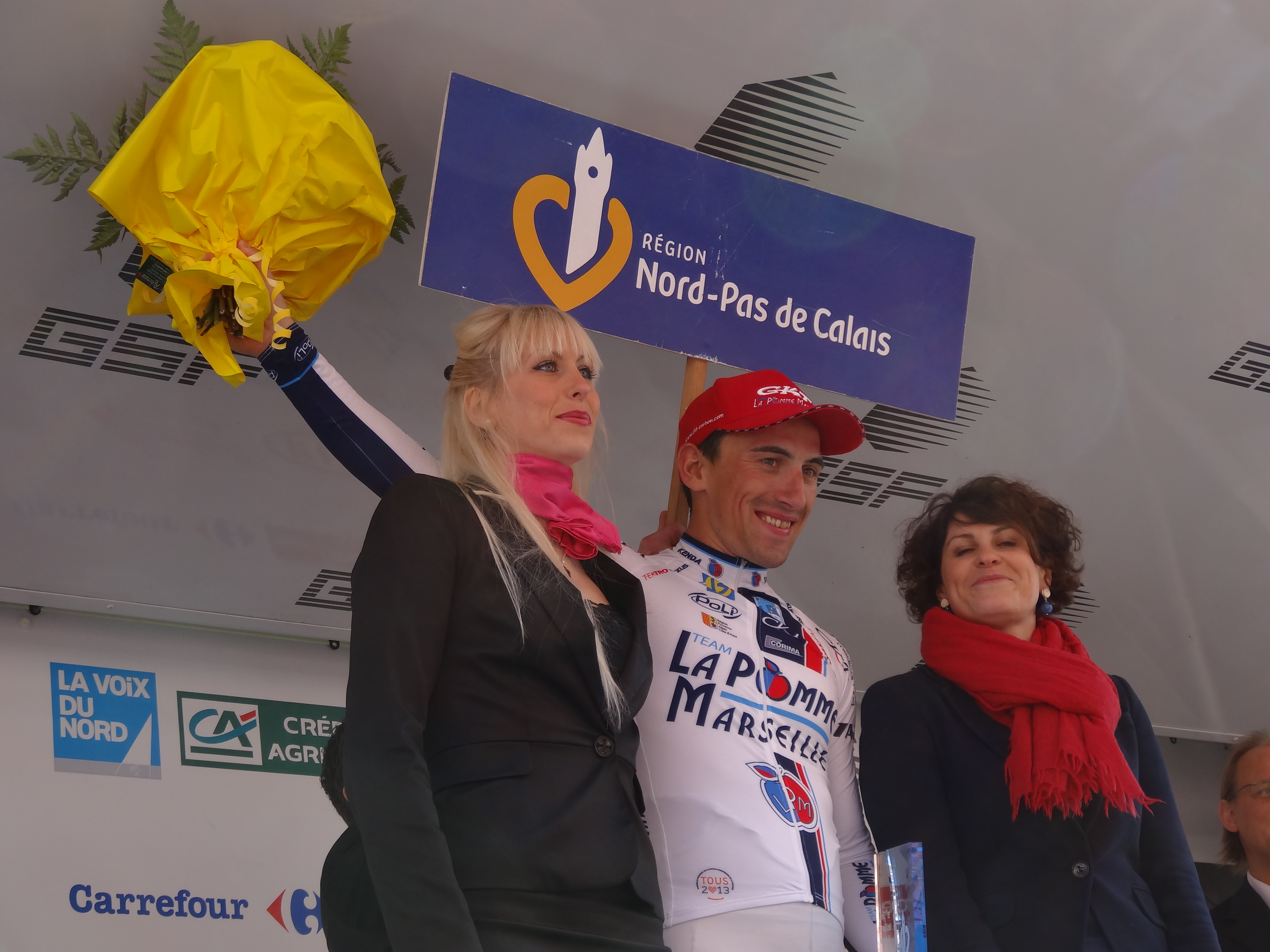
Yannick Martinez remporte la cinquième étape.
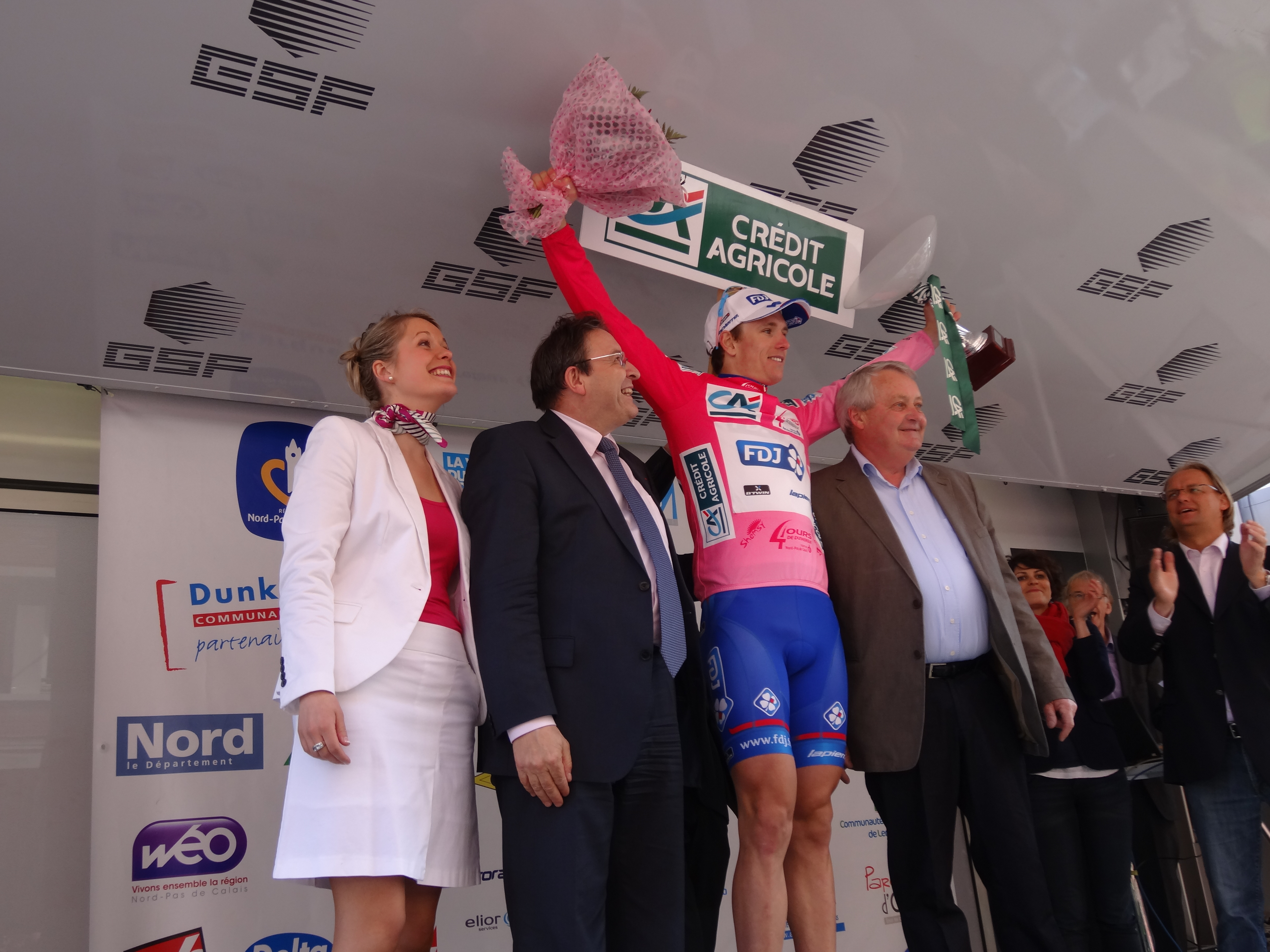
Arnaud Démare est premier du classement général.
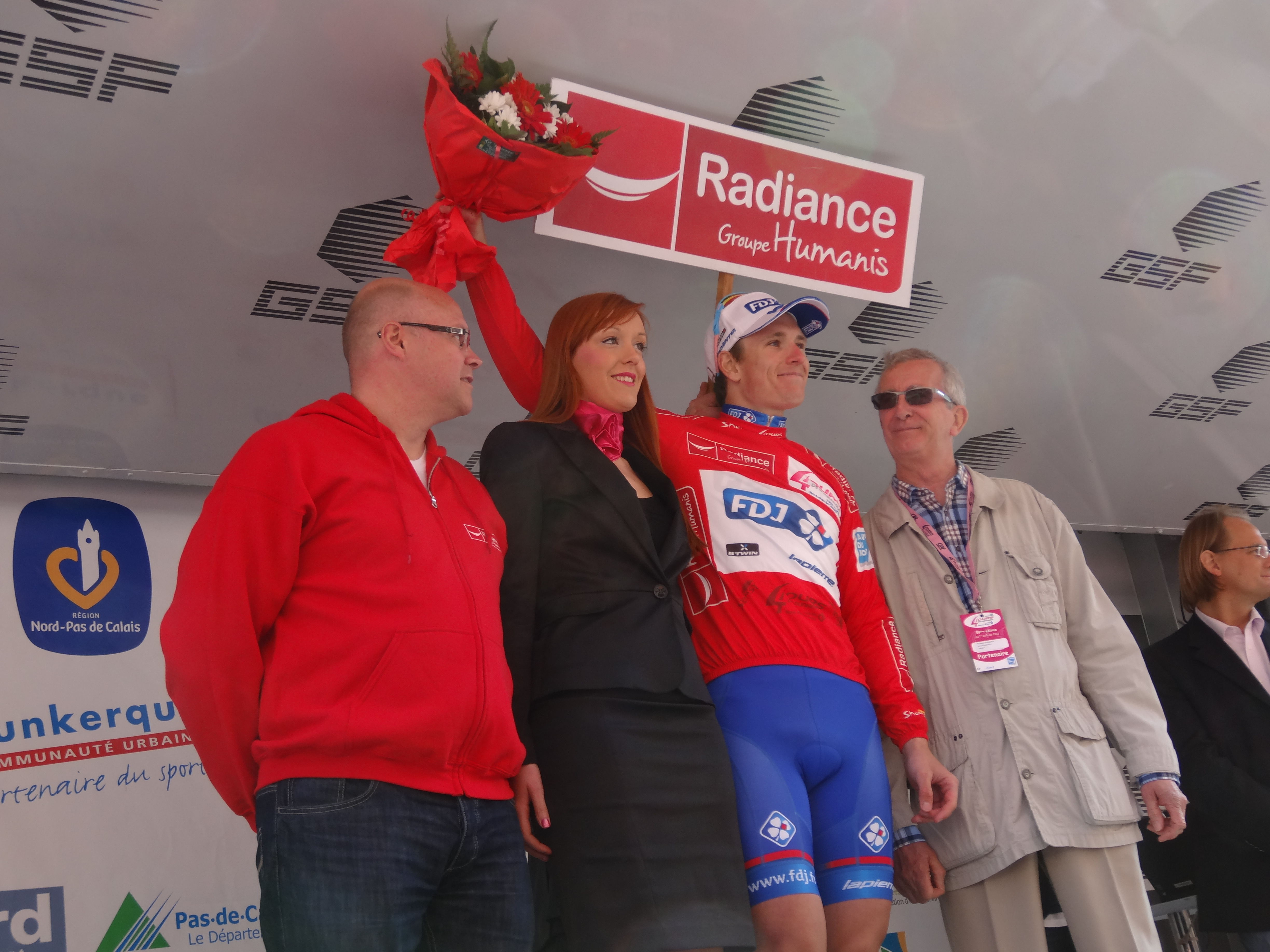
Arnaud Démare est premier du classement par points.
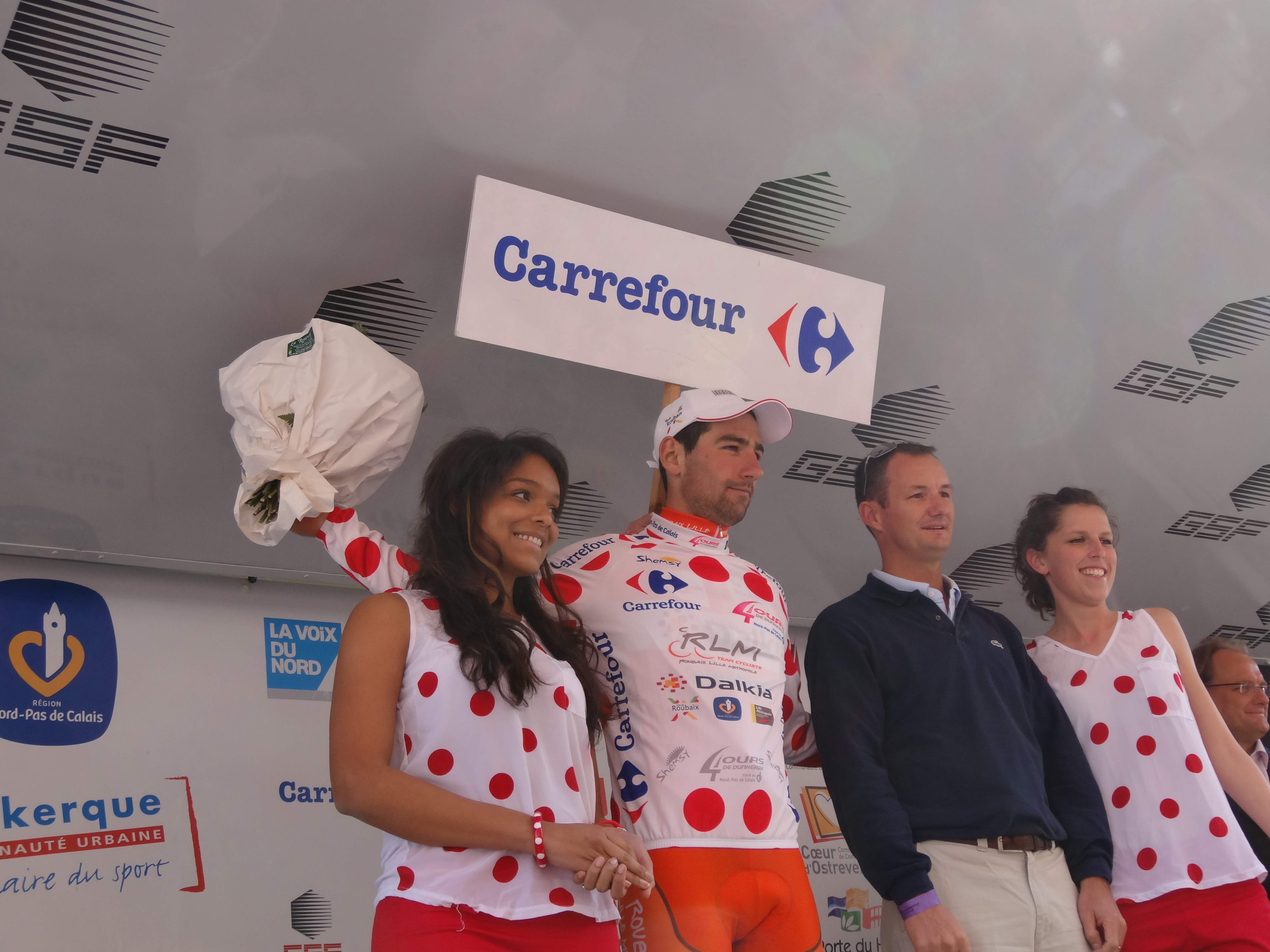
Julien Duval est premier du classement des monts.
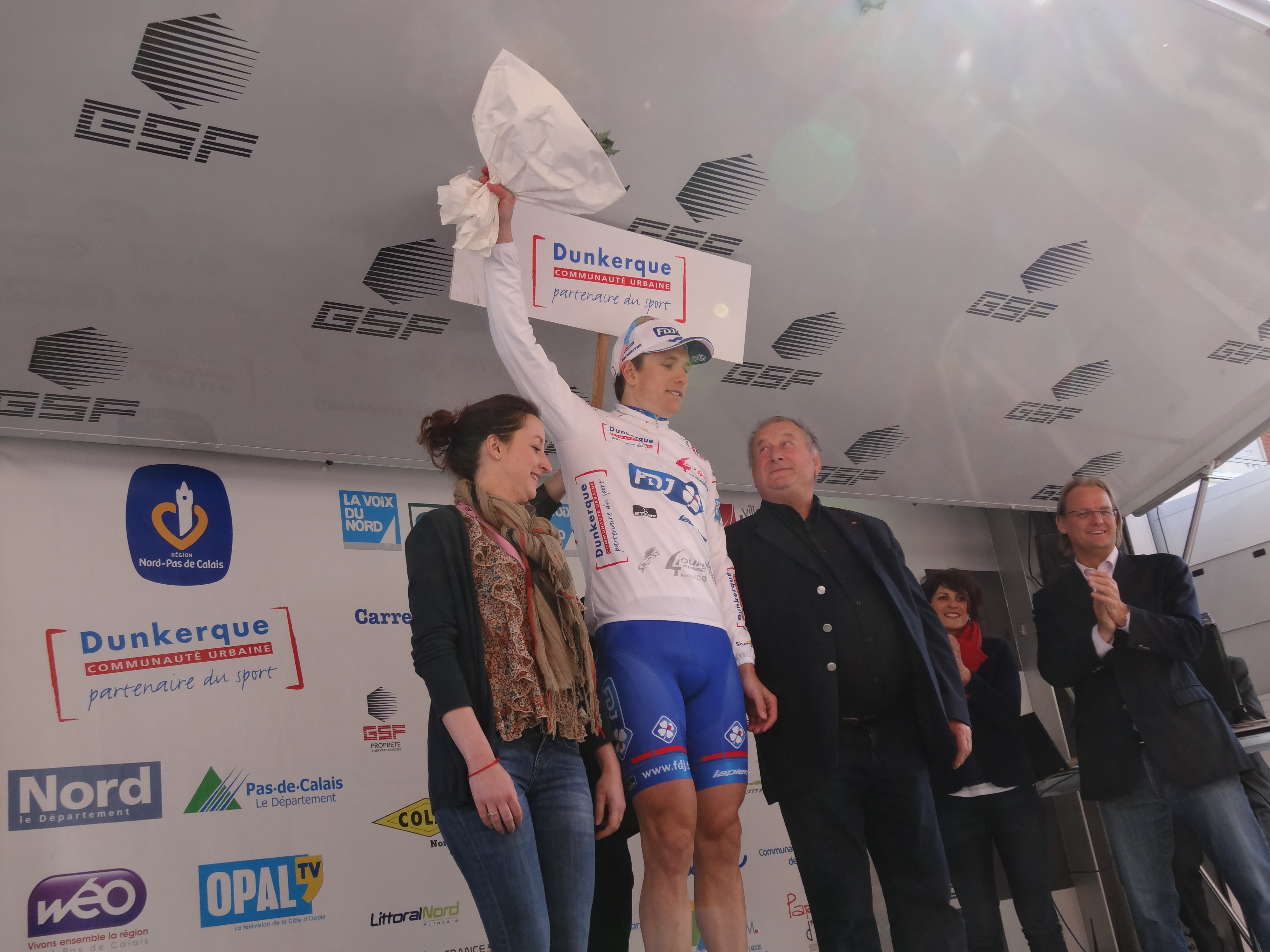
Arnaud Démare est premier du classement des jeunes.
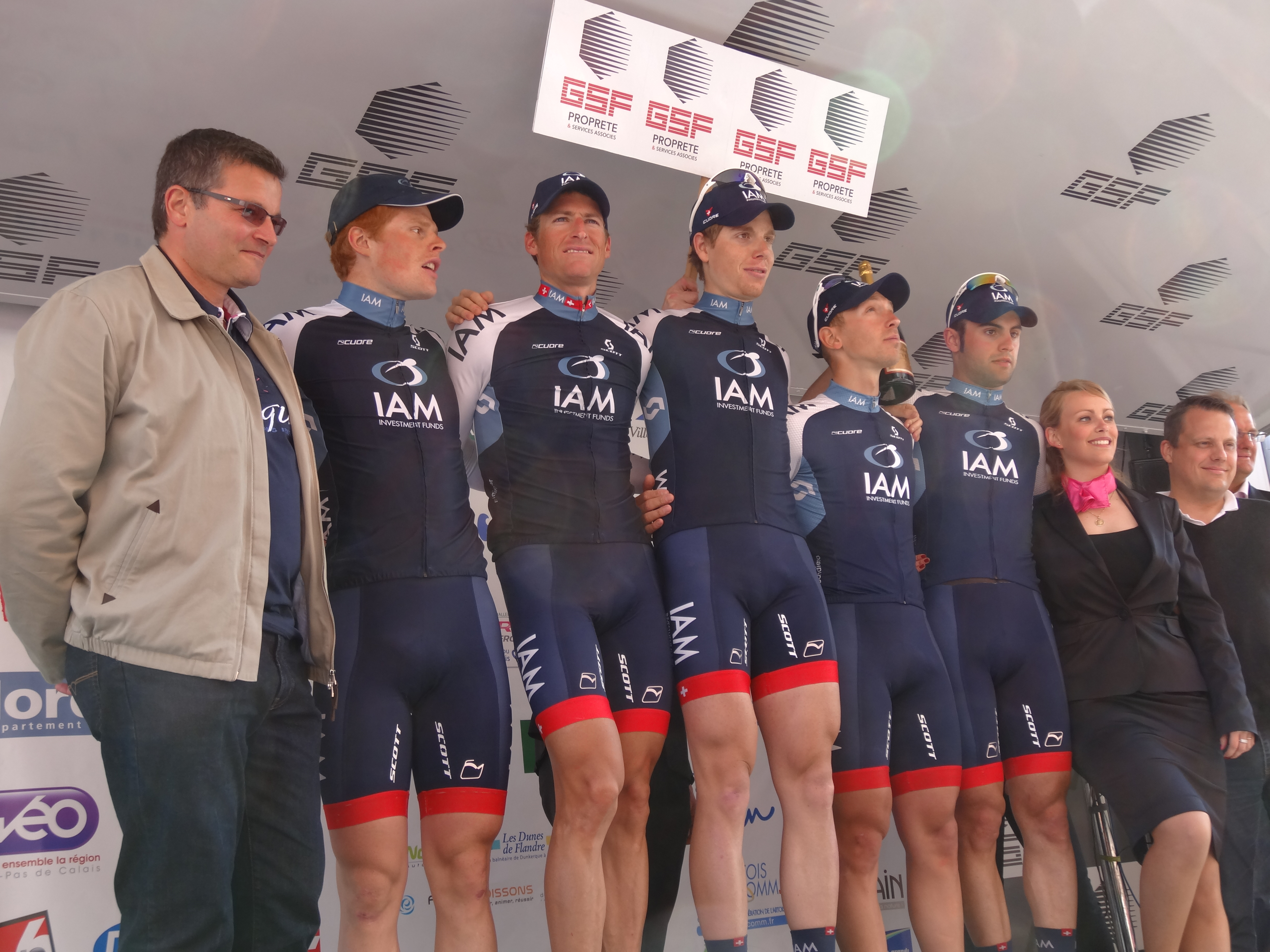
L'équipe IAM est première du classement par équipes.
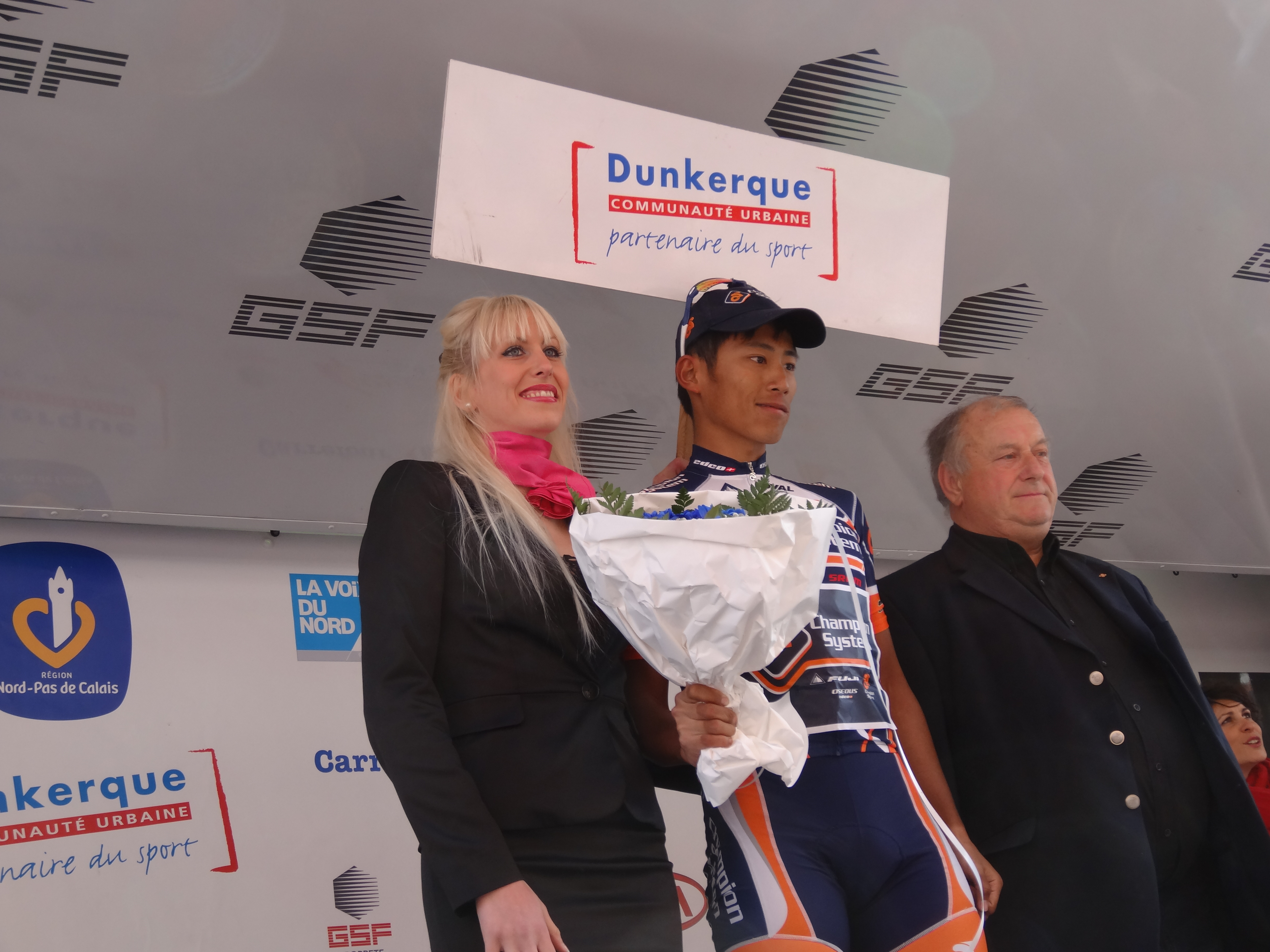
Chun Kai Feng remporte le prix des rushs du jour.
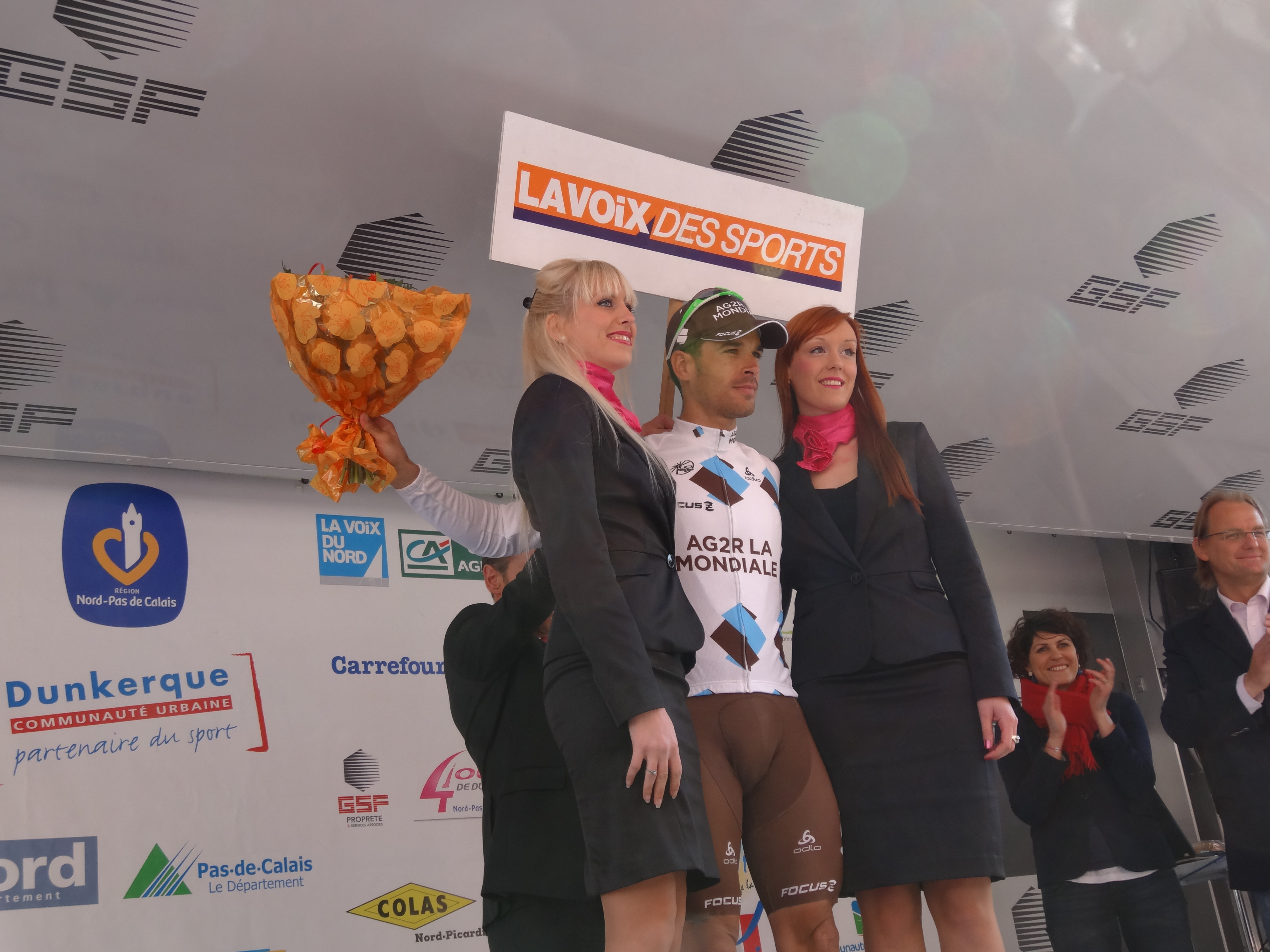
Lloyd Mondory remporte le prix de l'exploit du jour.

## Classements finals

### Classement général
Sur les 147 coureurs qui ont pris le départ lors de la première étape, 113 ont franchi la ligne d'arrivée à l'issue de la cinquième et dernière étape. Arnaud Démare a parcouru les 857,8 kilomètres en 20 h 37 min 21 s, soit à une vitesse moyenne de 41,595 km/h. Le dernier est Yan Dong Xing, à 56 min 35 s.
|    | Cycliste          | Pays     | Équipe                       |    | Temps            |
| -- | ----------------- | -------- | ---------------------------- | -- | ---------------- |
| 1  | Arnaud Démare     | France   | FDJ                          | en | 20 h 37 min 21 s |
| 2  | Florian Vachon    | France   | Bretagne-Séché Environnement | +  | 16 s             |
| 3  | Ramon Sinkeldam   | Pays-Bas | Argos-Shimano                |    | 26 s             |
| 4  | Julien El Fares   | France   | Sojasun                      |    | 26 s             |
| 5  | Armindo Fonseca   | France   | Bretagne-Séché Environnement |    | 30 s             |
| 6  | Samuel Dumoulin   | France   | AG2R La Mondiale             |    | 30 s             |
| 7  | Sébastien Hinault | France   | IAM                          |    | 30 s             |
| 8  | Martin Elmiger    | Suisse   | IAM                          |    | 30 s             |
| 9  | Michel Kreder     | Pays-Bas | Garmin-Sharp                 |    | 30 s             |
| 10 | Geoffrey Soupe    | France   | FDJ                          |    | 31 s             |

### Classements annexes

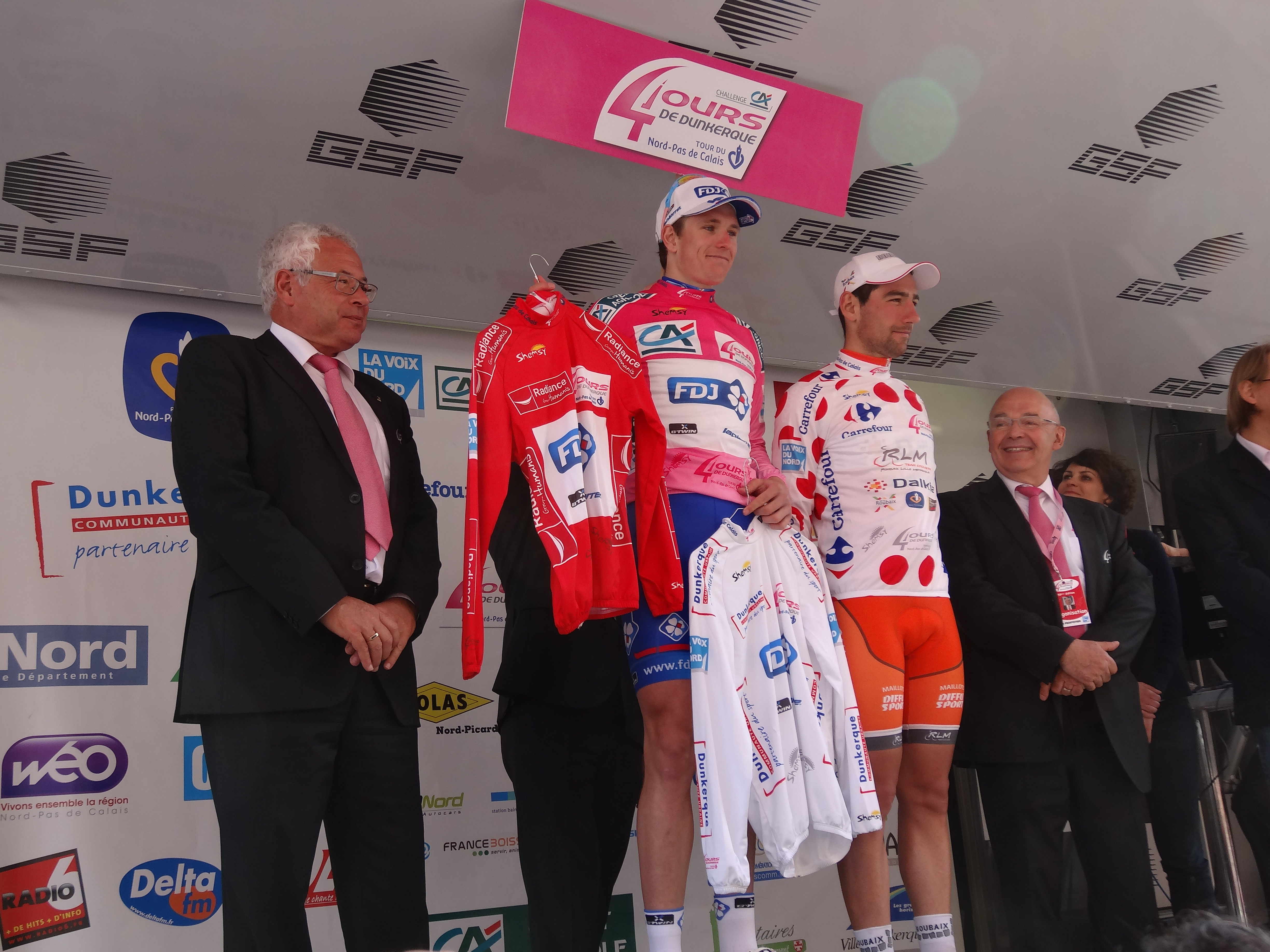
Arnaud Démare remporte la première place du classement par points tandis que Julien Duval remporte la première place du classement du meilleur grimpeur.

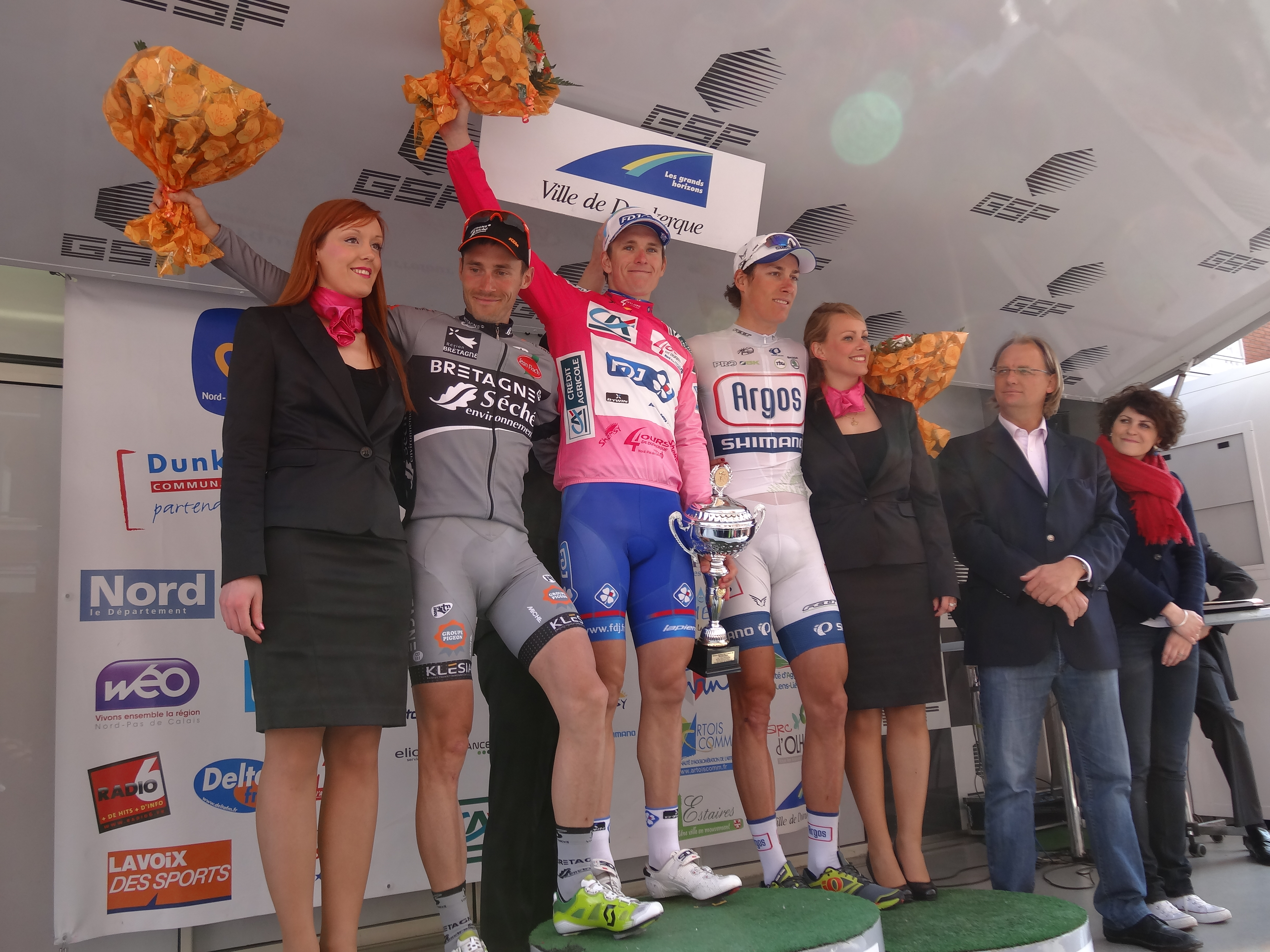
Classement du meilleur jeune : Armindo Fonseca (3e), Arnaud Démare (1er), et Ramon Sinkeldam (2e).

Classement par points
|   | Cycliste         | Équipe          | Points |
| - | ---------------- | --------------- | ------ |
| 1 | Arnaud Démare    | FDJ             | 71     |
| 2 | Ramon Sinkeldam  | Argos-Shimano   | 62     |
| 3 | Kenny van Hummel | Vacansoleil-DCM | 56     |

Classement du meilleur grimpeur
|   | Cycliste       | Équipe                  | Points |
| - | -------------- | ----------------------- | ------ |
| 1 | Julien Duval   | Roubaix Lille Métropole | 13     |
| 2 | Blel Kadri     | AG2R La Mondiale        | 13     |
| 3 | Cyrille Patoux | Roubaix Lille Métropole | 12     |

Classement du meilleur jeune
|   | Cycliste        | Équipe                       |    | Temps            |
| - | --------------- | ---------------------------- | -- | ---------------- |
| 1 | Arnaud Démare   | FDJ                          | en | 20 h 37 min 21 s |
| 2 | Ramon Sinkeldam | Argos-Shimano                | +  | 26 s             |
| 3 | Armindo Fonseca | Bretagne-Séché Environnement |    | 30 s             |

Classement par équipes
|   | Équipe                       | Pays   |    | Temps            |
| - | ---------------------------- | ------ | -- | ---------------- |
| 1 | IAM                          | Suisse | en | 61 h 53 min 54 s |
| 2 | Bretagne-Séché Environnement | France | +  | 22 s             |
| 3 | AG2R La Mondiale             | France |    | 51 s             |

## Évolution des classements
| Étape              | Vainqueur          | Classement général | Classement par points | Classement de la montagne | Classement du meilleur jeune | Classement par équipes      |
| ------------------ | ------------------ | ------------------ | --------------------- | ------------------------- | ---------------------------- | --------------------------- |
| 1                  | Arnaud Démare      | Arnaud Démare      | Arnaud Démare         | Julien Duval              | Arnaud Démare                | La Pomme Marseille          |
| 2                  | Arnaud Démare      | Arnaud Démare      | Arnaud Démare         | Julien Duval              | Arnaud Démare                | Topsport Vlaanderen-Baloise |
| 3                  | Arnaud Démare      | Arnaud Démare      | Arnaud Démare         | Julien Duval              | Arnaud Démare                | Topsport Vlaanderen-Baloise |
| 4                  | Michel Kreder      | Arnaud Démare      | Arnaud Démare         | Julien Duval              | Arnaud Démare                | IAM                         |
| 5                  | Yannick Martinez   | Arnaud Démare      | Arnaud Démare         | Julien Duval              | Arnaud Démare                | IAM                         |
| Classements finals | Classements finals | Arnaud Démare      | Arnaud Démare         | Julien Duval              | Arnaud Démare                | IAM                         |

## Liste des participants

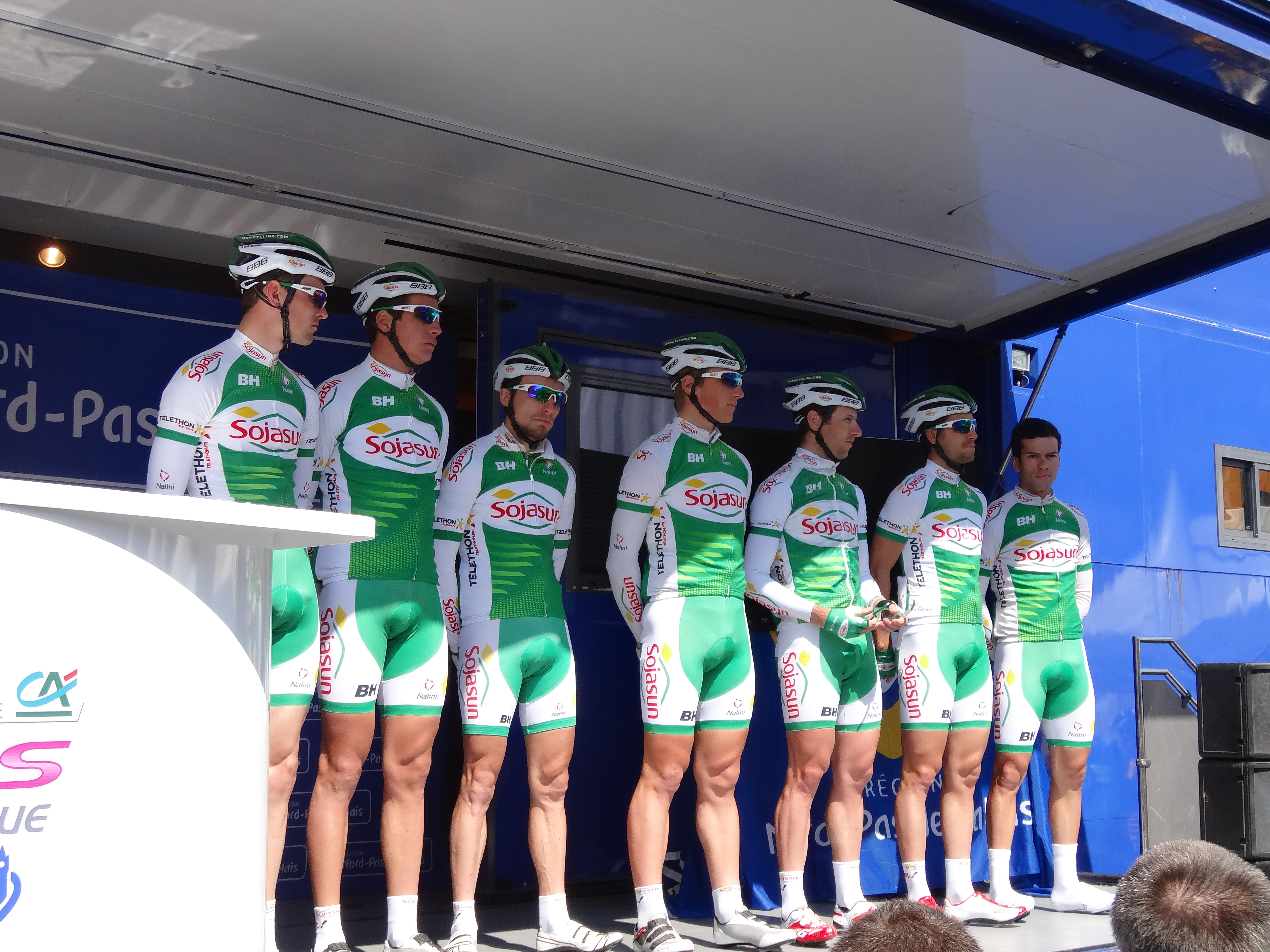
Sojasun.

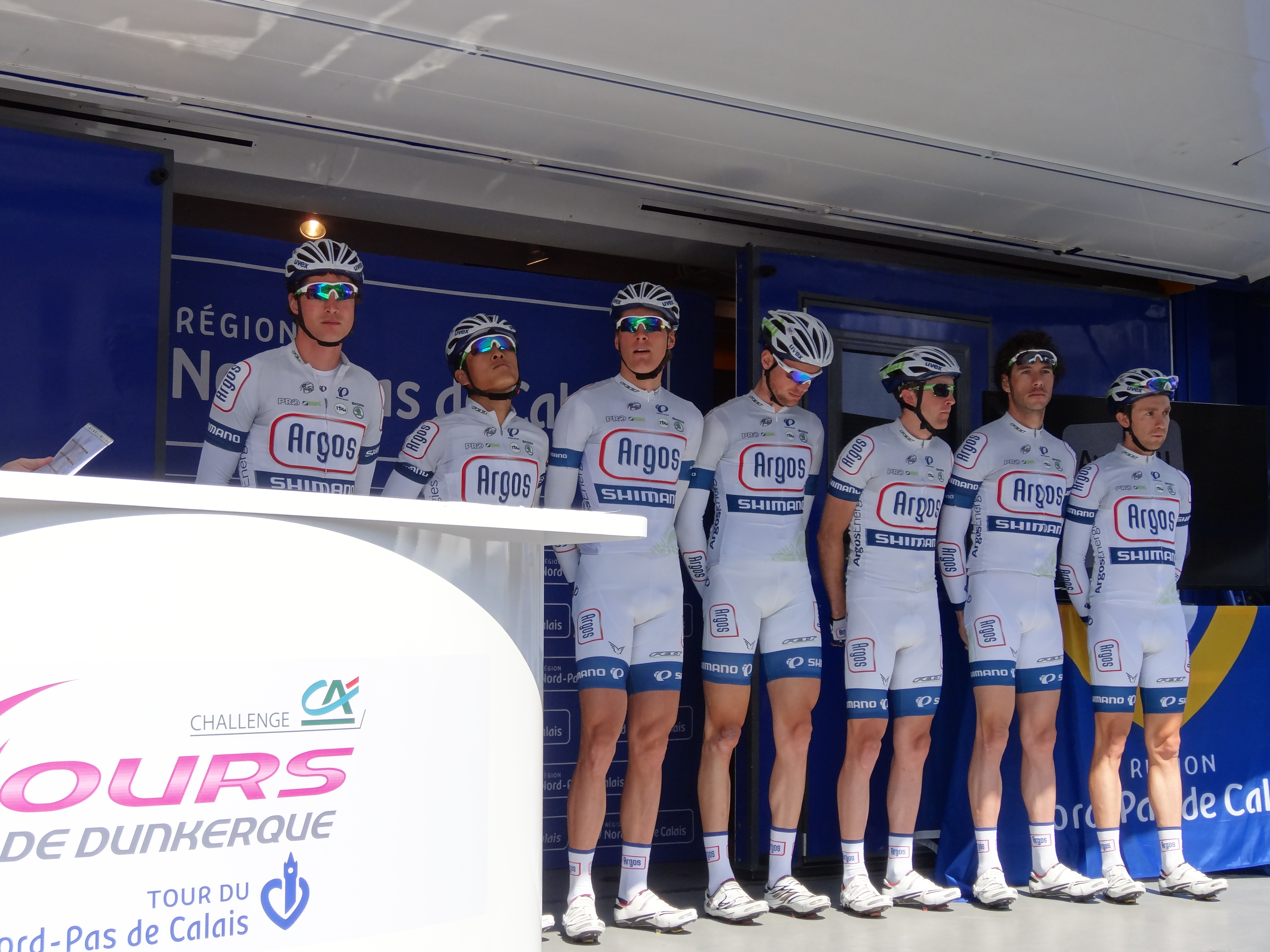
Argos-Shimano.

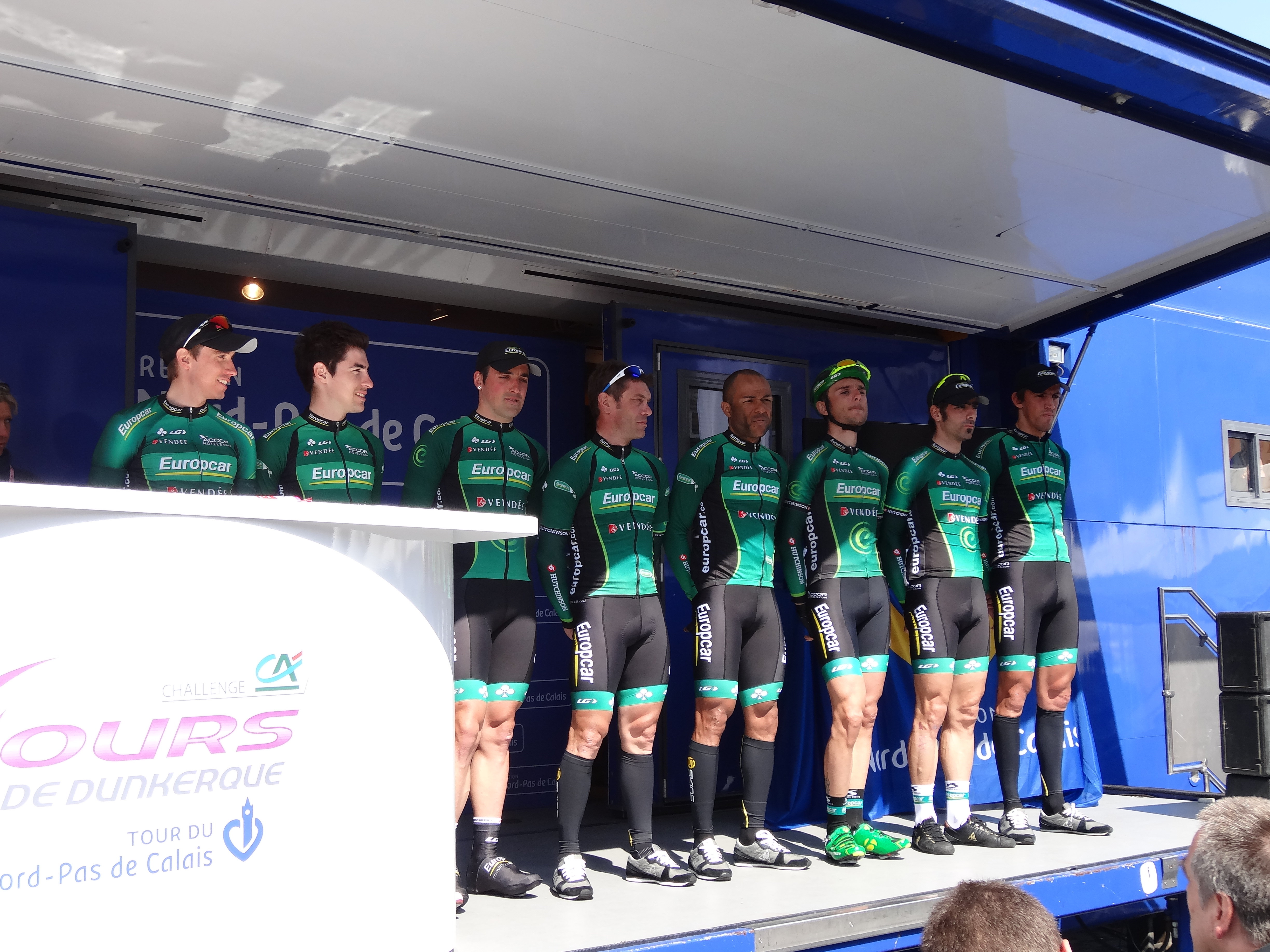
Europcar.

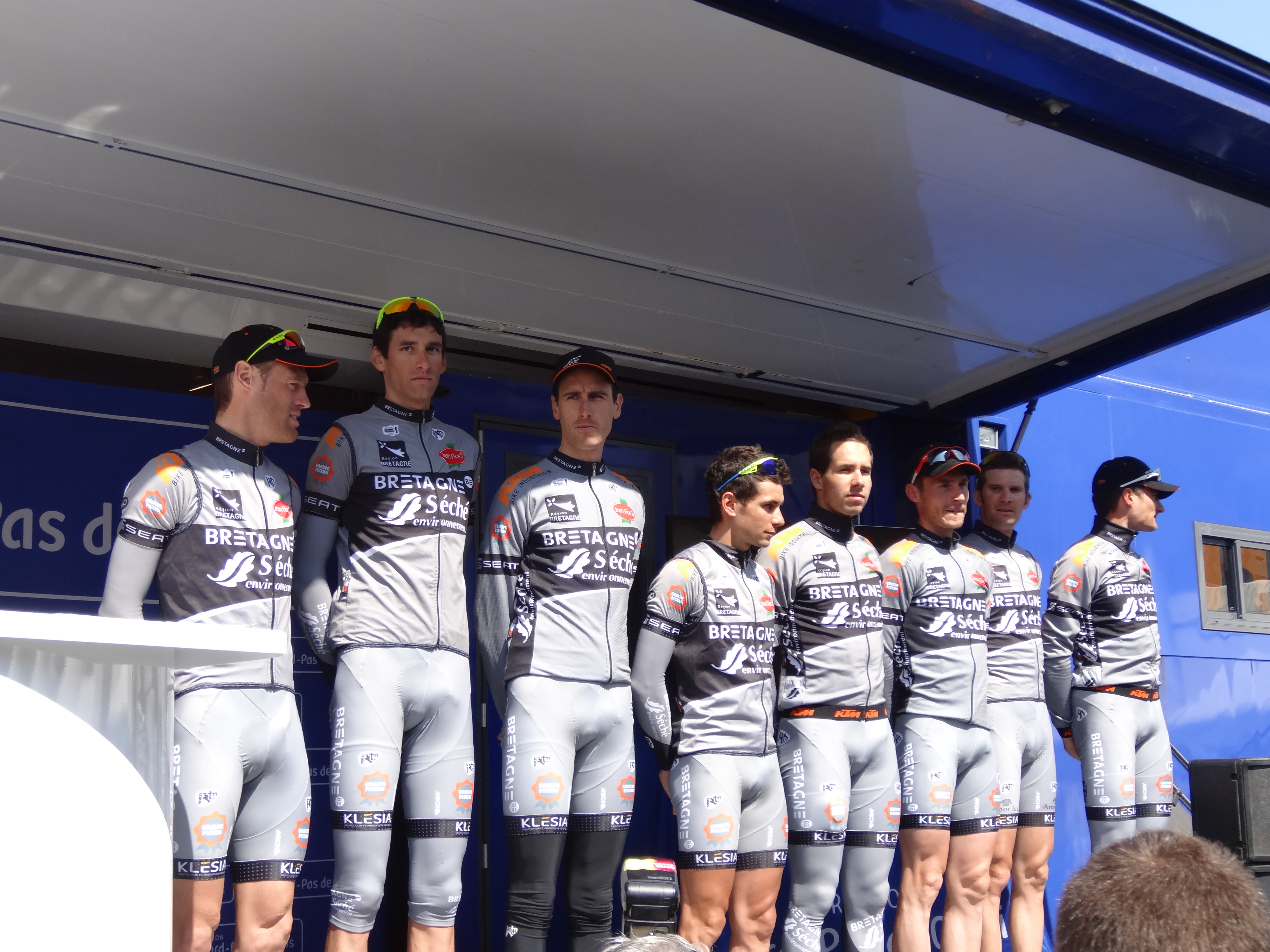
Bretagne-Séché Environnement.

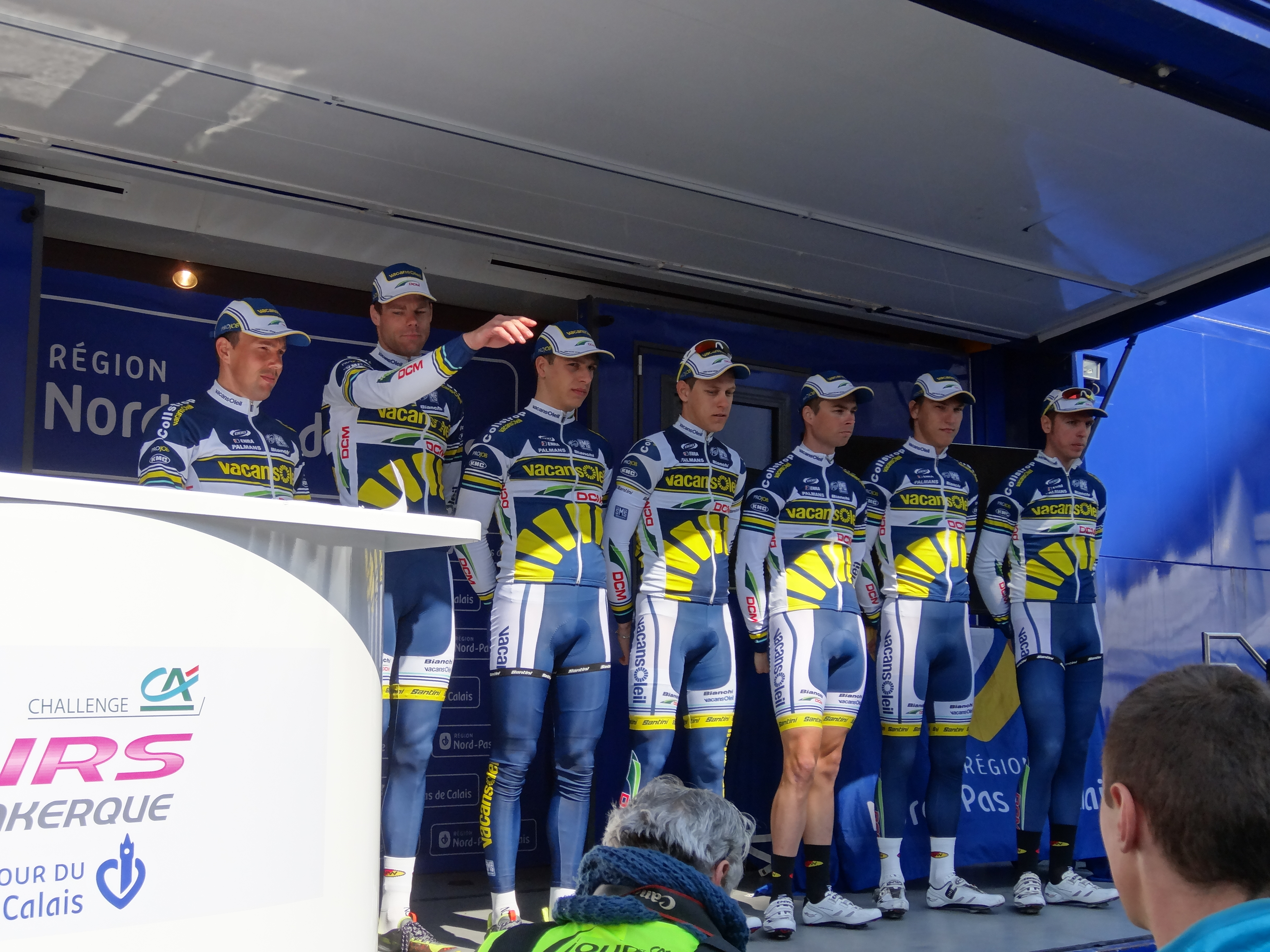
Vacansoleil-DCM.

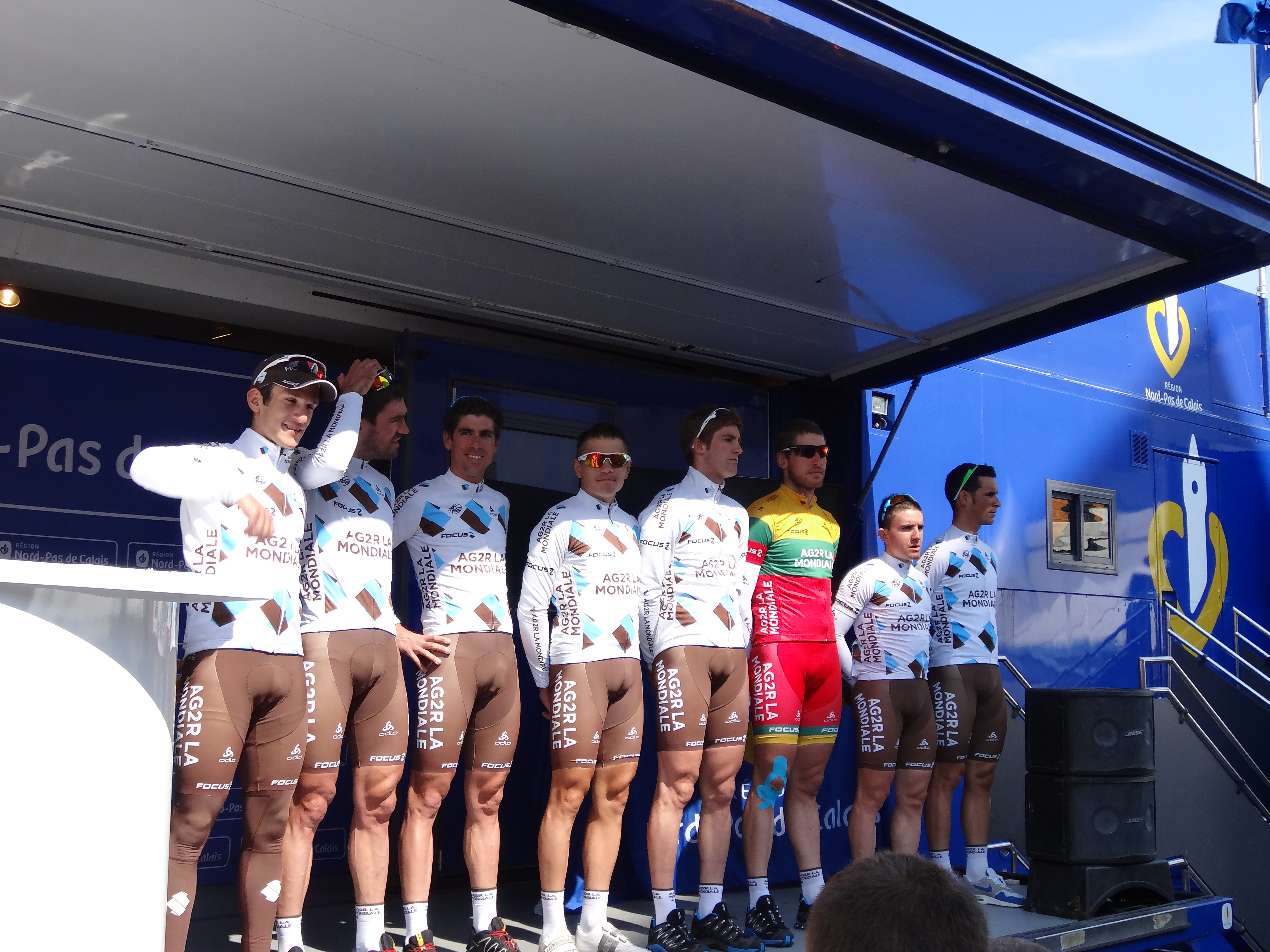
AG2R La Mondiale.

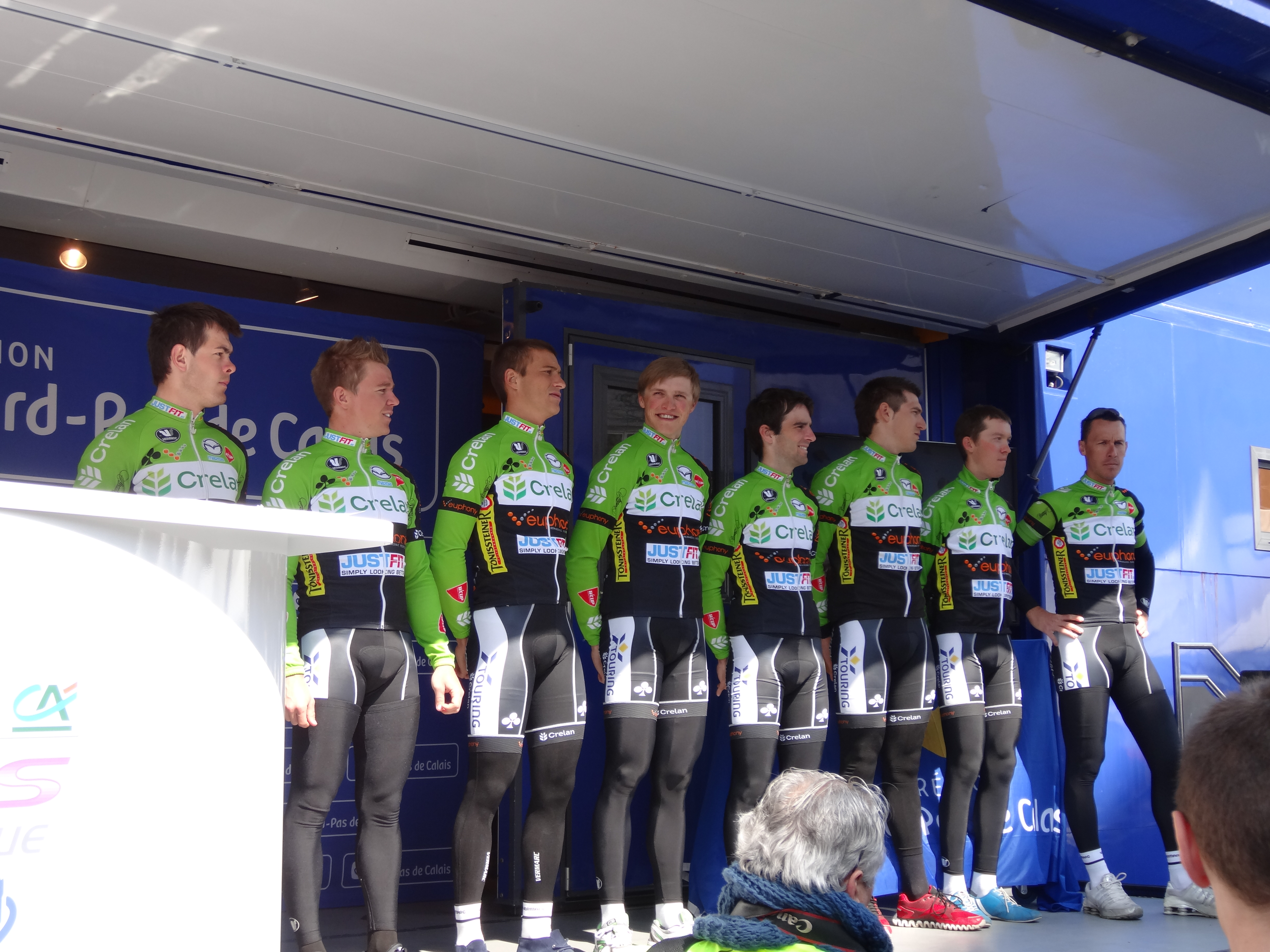
Crelan-Euphony.

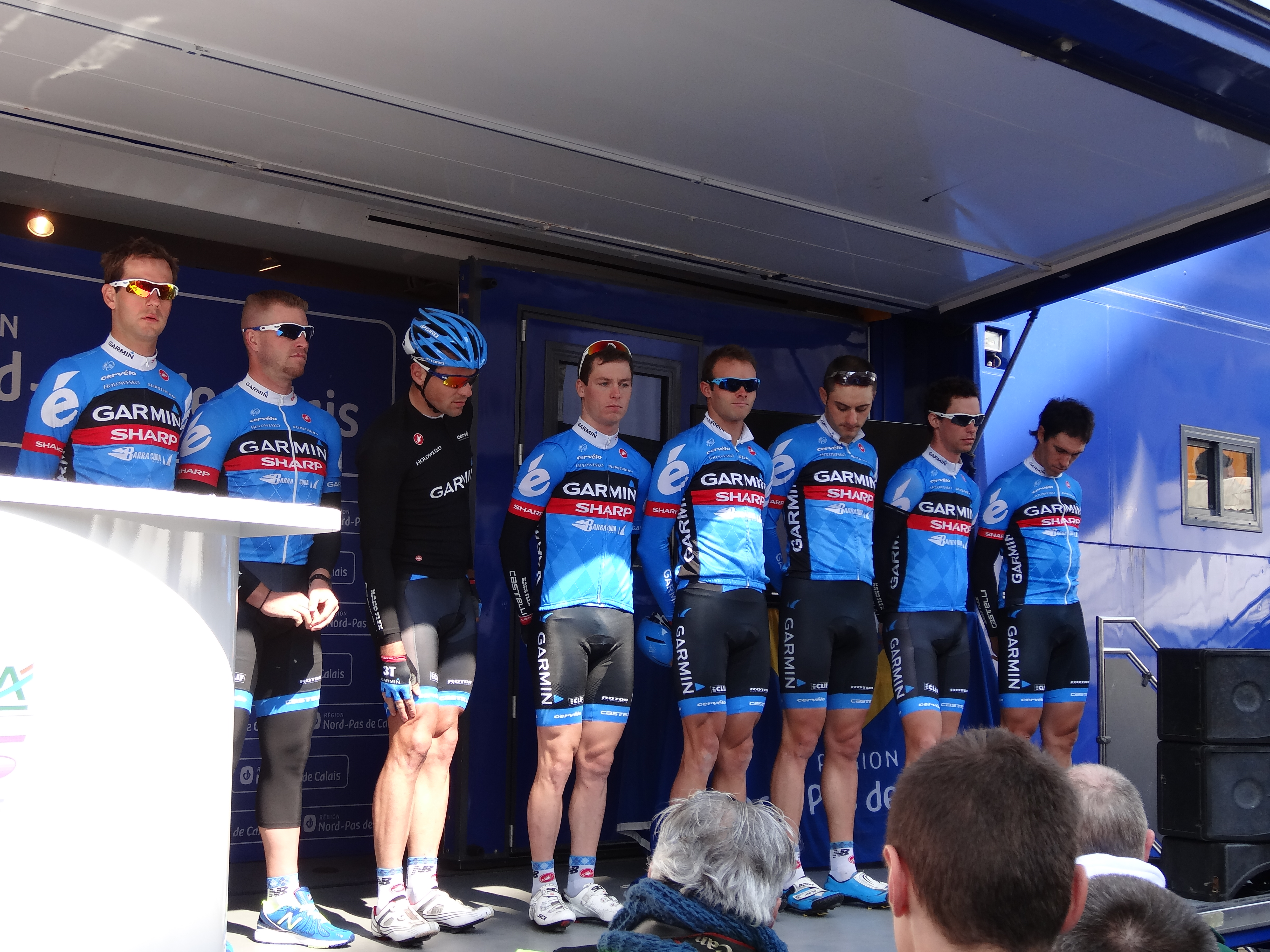
Garmin-Sharp.

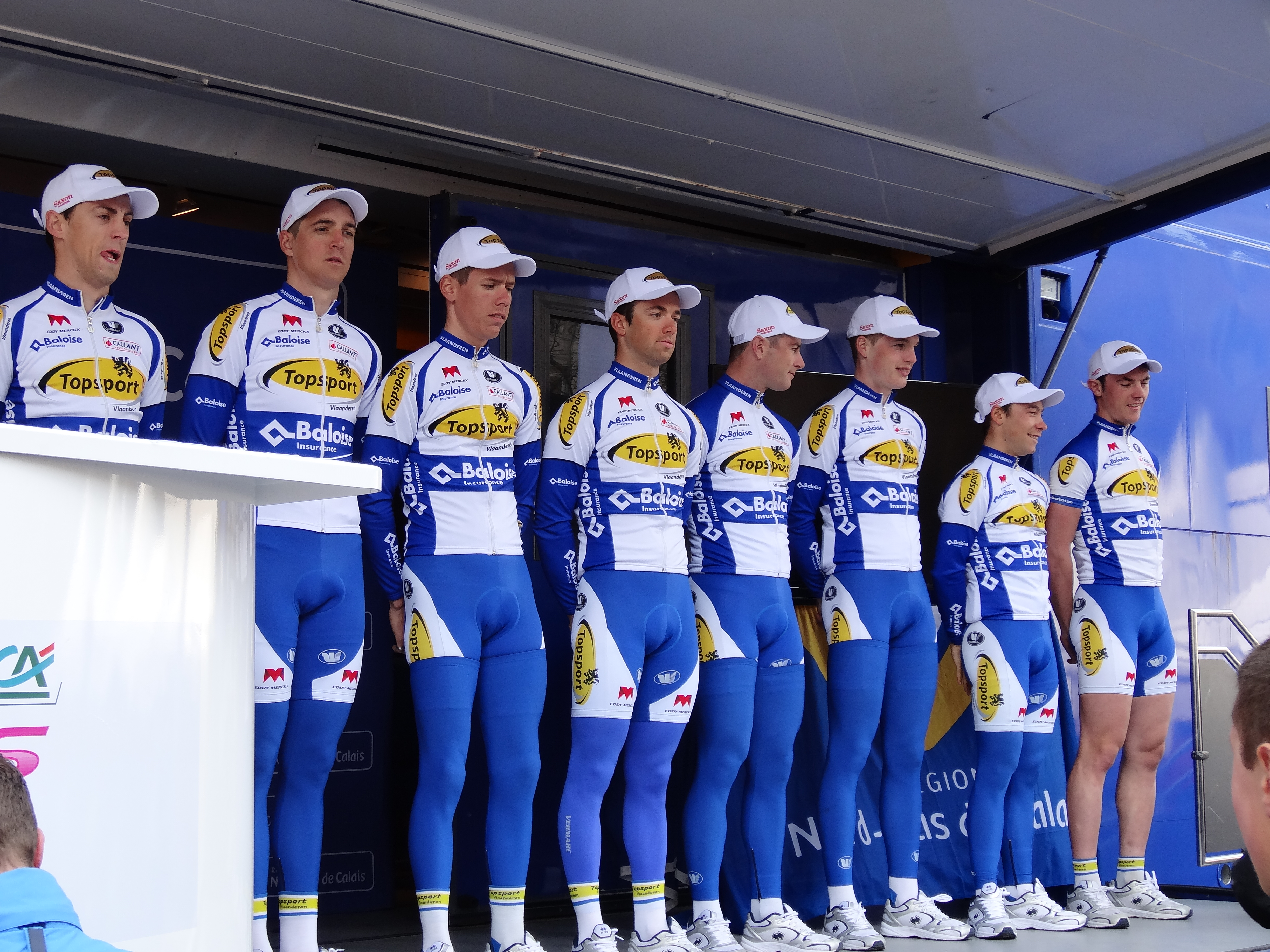
Topsport Vlaanderen-Baloise.

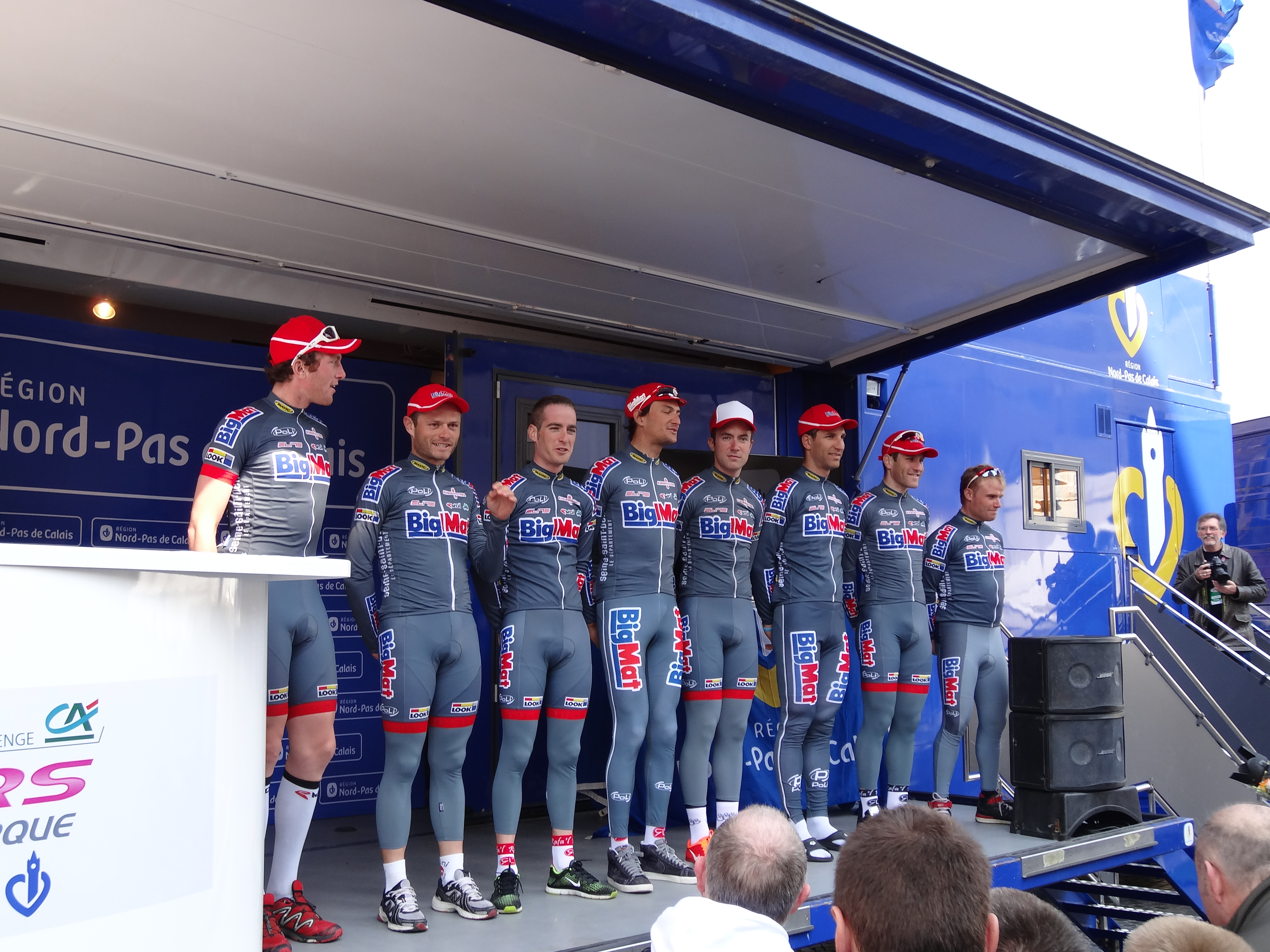
BigMat-Auber 93.

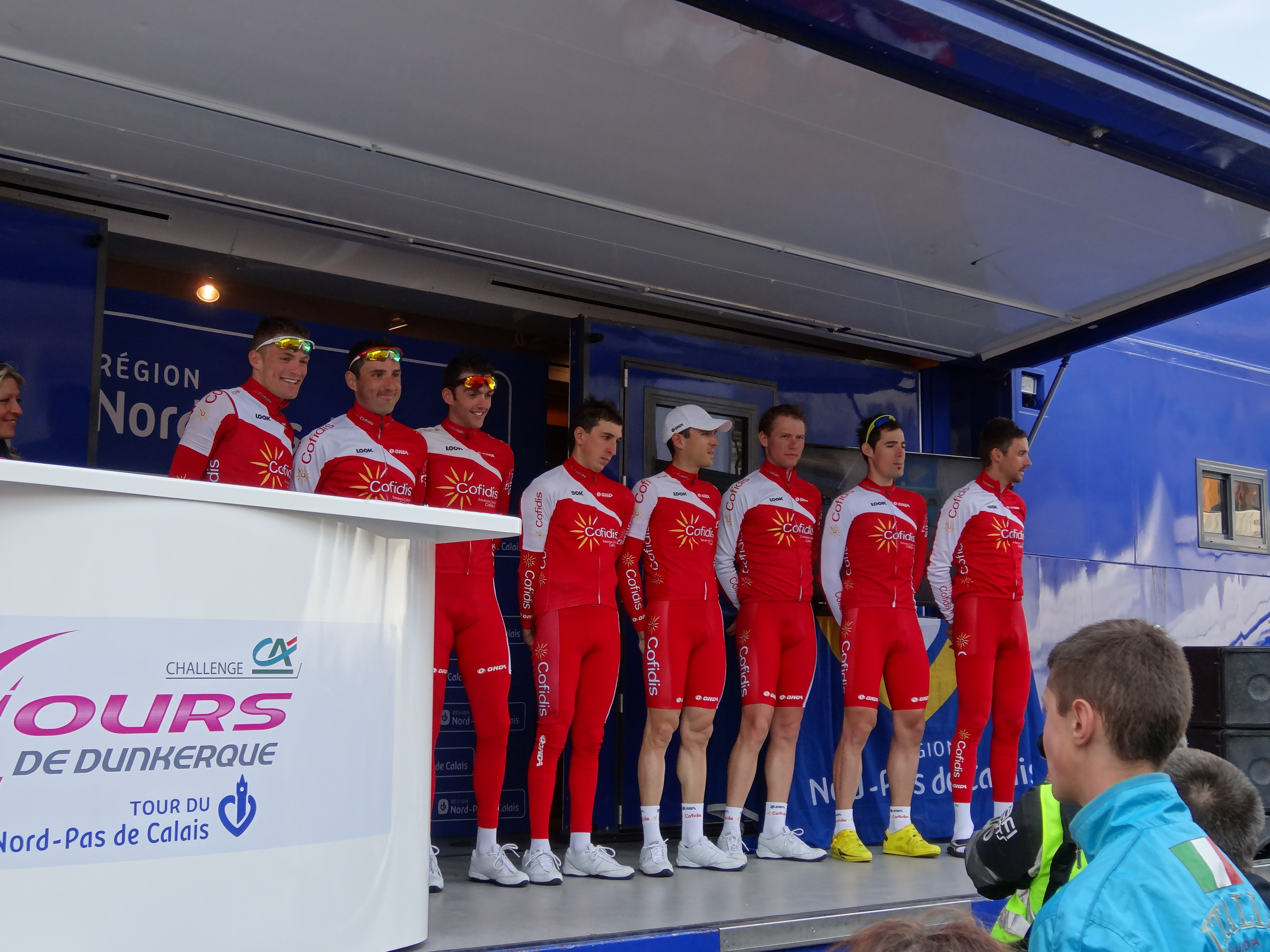
Cofidis.

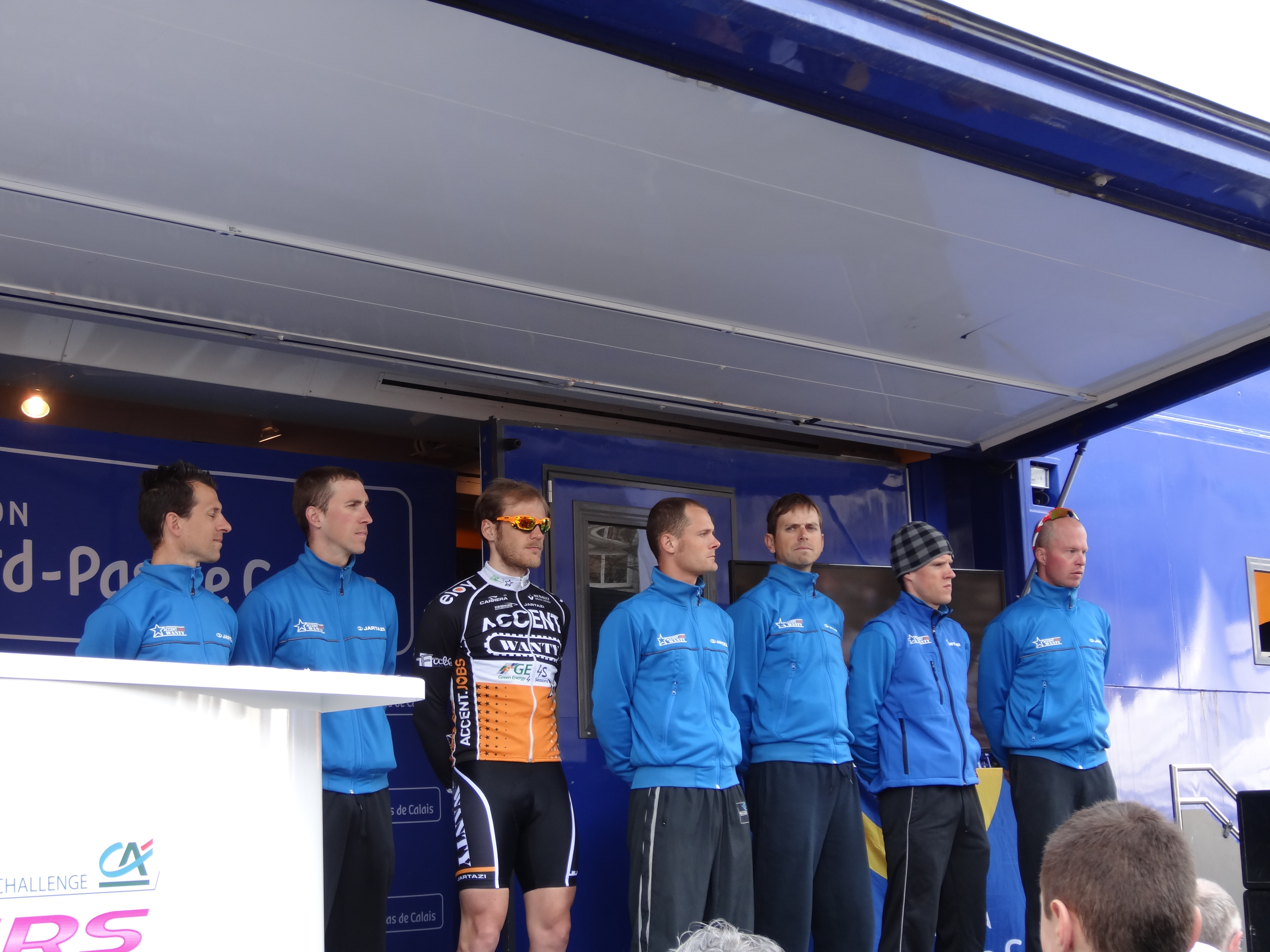
Accent Jobs-Wanty.

| Légende | Légende                                                                                          | Légende | Légende                                                                                                  |
| ------- | ------------------------------------------------------------------------------------------------ | ------- | --- |
| Num     | Dossard de départ porté par le coureur sur ces Quatre Jours de Dunkerque                         | Pos     | Position finale au classement général                                                                    |
|         | Indique le classement général                                                                    |         | Indique le vainqueur du classement de la montagne                                                        |
|         | Indique le vainqueur du classement par points                                                    |         | Indique le vainqueur du meilleur jeune                                                                   |
| #       | Indique la meilleure équipe aux temps                                                            | NP      | Indique un coureur qui n'a pas pris le départ d'une étape, suivi du numéro de l'étape où il s'est retiré |
| AB      | Indique un coureur qui n'a pas terminé une étape, suivi du numéro de l'étape où il s'est retiré  | HD      | Indique un coureur qui a terminé une étape hors des délais, suivi du numéro de l'étape                   |
| EX      | Coureur exclu pour non-respect du règlement, suivi du numéro de l'étape où il s'est fait exclure | *       | Indique un coureur en lice pour le maillot blanc (coureurs nés après le 1er janvier 1987)                |

| Sojasun SOJ | Sojasun SOJ               | Sojasun SOJ |
| ----------- | ------------------------- | ----------- |
| Num         | Coureur                   | Pos         |
| 1           | Maxime Daniel (FRA)       | 102e        |
| 2           | Julien El Fares (FRA)     | 4e          |
| 3           | Jérémie Galland (FRA)     | 44e         |
| 4           | David Le Lay (FRA)        | 52e         |
| 5           | Jean-Marc Marino (FRA)    | AB-3        |
| 6           | Jean-Lou Paiani (FRA)     | 79e         |
| 7           | Evaldas Šiškevičius (LTU) | 7e          |

| Argos-Shimano ARG | Argos-Shimano ARG     | Argos-Shimano ARG |
| ----------------- | --------------------- | ----------------- |
| Num               | Coureur               | Pos               |
| 11                | Thierry Hupond (FRA)  | 30e               |
| 12                | William Clarke (AUS)  | 85e               |
| 13                | Roy Curvers (NED)     | AB-5              |
| 14                | Thomas Peterson (USA) | 92e               |
| 15                | Ramon Sinkeldam (NED) | 3e                |
| 16                | Tom Stamsnijder (NED) | AB-4              |
| 17                | Yan Dong Xing (CHN)   | 113e              |

| Europcar EUC | Europcar EUC           | Europcar EUC |
| ------------ | ---------------------- | ------------ |
| Num          | Coureur                | Pos          |
| 21           | Damien Gaudin (FRA)    | AB-4         |
| 22           | Franck Bouyer (FRA)    | 40e          |
| 23           | Jérôme Cousin (FRA)    | AB-2         |
| 24           | Yohann Gène (FRA)      | 74e          |
| 25           | Vincent Jérôme (FRA)   | 70e          |
| 26           | Perrig Quéméneur (FRA) | 16e          |
| 27           | Angélo Tulik (FRA)     | 21e          |
| 28           | Sébastien Turgot (FRA) | 56e          |

| FDJ | FDJ                      | FDJ  |
| --- | ------------------------ | ---- |
| Num | Coureur                  | Pos  |
| 31  | Arnaud Démare (FRA)      | 1er  |
| 32  | David Boucher (FRA)      | 108e |
| 33  | Mickaël Delage (FRA)     | 54e  |
| 34  | Anthony Geslin (FRA)     | 51e  |
| 35  | Matthieu Ladagnous (FRA) | 91e  |
| 36  | Yoann Offredo (FRA)      | 89e  |
| 37  | Geoffrey Soupe (FRA)     | 10e  |
| 38  | Benoît Vaugrenard (FRA)  | 47e  |

| Bretagne-Séché Environnement BSE | Bretagne-Séché Environnement BSE | Bretagne-Séché Environnement BSE |
| -------------------------------- | -------------------------------- | -------------------------------- |
| Num                              | Coureur                          | Pos                              |
| 41                               | Jean-Marc Bideau (FRA)           | 63e                              |
| 42                               | Armindo Fonseca (FRA)            | 5e                               |
| 43                               | Arnaud Gérard (FRA)              | 81e                              |
| 44                               | Florian Guillou (FRA)            | 59e                              |
| 45                               | Benoît Jarrier (FRA)             | AB-3                             |
| 46                               | Geoffroy Lequatre (FRA)          | 24e                              |
| 47                               | Gaël Malacarne (FRA)             | 48e                              |
| 48                               | Florian Vachon (FRA)             | 2e                               |

| Vacansoleil-DCM VCD | Vacansoleil-DCM VCD     | Vacansoleil-DCM VCD |
| ------------------- | ----------------------- | ------------------- |
| Num                 | Coureur                 | Pos                 |
| 51                  | Wesley Kreder (NED)     | 62e                 |
| 52                  | Bert-Jan Lindeman (NED) | 90e                 |
| 53                  | Wouter Mol (NED)        | 93e                 |
| 54                  | Nikita Novikov (RUS)    | 14e                 |
| 55                  | Kenny van Hummel (NED)  | 73e                 |
| 56                  | Boy van Poppel (NED)    | 66e                 |
| 57                  | Danny van Poppel (NED)  | 84e                 |

| AG2R La Mondiale ALM | AG2R La Mondiale ALM     | AG2R La Mondiale ALM |
| -------------------- | ------------------------ | -------------------- |
| Num                  | Coureur                  | Pos                  |
| 61                   | Samuel Dumoulin (FRA)    | 6e                   |
| 62                   | Gediminas Bagdonas (LTU) | 83e                  |
| 63                   | Hugo Houle (CAN)         | 101e                 |
| 64                   | Valentin Iglinskiy (KAZ) | 31e                  |
| 65                   | Blel Kadri (FRA)         | 88e                  |
| 66                   | Sébastien Minard (FRA)   | 29e                  |
| 67                   | Lloyd Mondory (FRA)      | 72e                  |
| 68                   | Christophe Riblon (FRA)  | 20e                  |

| Crelan-Euphony CRE | Crelan-Euphony CRE        | Crelan-Euphony CRE |
| ------------------ | ------------------------- | ------------------ |
| Num                | Coureur                   | Pos                |
| 71                 | Frédéric Amorison (BEL)   | 82e                |
| 72                 | Jonathan Breyne (BEL)     | 111e               |
| 73                 | Kevin Claeys (BEL)        | 97e                |
| 74                 | Egidijus Juodvalkis (LTU) | 28e                |
| 75                 | Kevin Peeters (BEL)       | 100e               |
| 76                 | Baptiste Planckaert (BEL) | AB-2               |
| 77                 | Joeri Stallaert (BEL)     | AB-2               |
| 78                 | Klaas Sys (BEL)           | 65e                |

| Garmin-Sharp GRS | Garmin-Sharp GRS         | Garmin-Sharp GRS |
| ---------------- | ------------------------ | ---------------- |
| Num              | Coureur                  | Pos              |
| 81               | Raymond Kreder (NED)     | 60e              |
| 82               | Koldo Fernández (ESP)    | 55e              |
| 83               | Michel Kreder (NED)      | 9e               |
| 84               | Martijn Maaskant (NED)   | 99e              |
| 85               | Alex Rasmussen (DEN)     | 50e              |
| 86               | Jacob Rathe (USA)        | 53e              |
| 87               | Sébastien Rosseler (BEL) | 87e              |
| 88               | Steele Von Hoff (AUS)    | 49e              |

| Topsport Vlaanderen-Baloise TSV | Topsport Vlaanderen-Baloise TSV | Topsport Vlaanderen-Baloise TSV |
| ------------------------------- | ------------------------------- | ------------------------------- |
| Num                             | Coureur                         | Pos                             |
| 91                              | Yves Lampaert (BEL)             | 25e                             |
| 92                              | Tim Mertens (BEL)               | AB-4                            |
| 93                              | Jarl Salomein (BEL)             | AB-2                            |
| 94                              | Tom Van Asbroeck (BEL)          | 58e                             |
| 95                              | Gijs Van Hoecke (BEL)           | 22e                             |
| 96                              | Michael Van Staeyen (BEL)       | 75e                             |
| 97                              | Kenneth Vanbilsen (BEL)         | 94e                             |
| 98                              | Sven Vandousselaere (BEL)       | NP-5                            |

| BigMat-Auber 93 BIG | BigMat-Auber 93 BIG       | BigMat-Auber 93 BIG |
| ------------------- | ------------------------- | ------------------- |
| Num                 | Coureur                   | Pos                 |
| 101                 | Romain Bacon (FRA)        | 110e                |
| 102                 | Fabien Bacquet (FRA)      | AB-4                |
| 103                 | Flavien Dassonville (FRA) | 36e                 |
| 104                 | Benoît Drujon (FRA)       | 92e                 |
| 105                 | Mathieu Drujon (FRA)      | 38e                 |
| 106                 | Dimitri Le Boulch (FRA)   | 32e                 |
| 107                 | Steven Tronet (FRA)       | 64e                 |
| 108                 | Théo Vimpère (FRA)        | AB-4                |

| Cofidis COF | Cofidis COF             | Cofidis COF |
| ----------- | ----------------------- | ----------- |
| Num         | Coureur                 | Pos         |
| 111         | Edwig Cammaerts (BEL)   | 41e         |
| 112         | Egoitz García (ESP)     | AB-3        |
| 113         | Jan Ghyselinck (BEL)    | 76e         |
| 114         | Romain Hardy (FRA)      | AB-5        |
| 115         | Arnaud Labbe (FRA)      | 77e         |
| 116         | Romain Lemarchand (FRA) | 42e         |
| 117         | Adrien Petit (FRA)      | 34e         |
| 118         | Tristan Valentin (FRA)  | 80e         |

| Accent Jobs-Wanty AJW | Accent Jobs-Wanty AJW   | Accent Jobs-Wanty AJW |
| --------------------- | ----------------------- | --------------------- |
| Num                   | Coureur                 | Pos                   |
| 121                   | Steven Caethoven (BEL)  | 27e                   |
| 122                   | Thomas Degand (BEL)     | 106e                  |
| 123                   | Jempy Drucker (LUX)     | 78e                   |
| 124                   | Grégory Habeaux (BEL)   | AB-4                  |
| 125                   | Stefan van Dijk (NED)   | 26e                   |
| 126                   | Jurgen Van Goolen (BEL) | 15e                   |
| 127                   | Nicolas Vogondy (FRA)   | 103e                  |

| Astana AST | Astana AST               | Astana AST |
| ---------- | ------------------------ | ---------- |
| Num        | Coureur                  | Pos        |
| 131        | Andrea Guardini (ITA)    | NP-4       |
| 132        | Jacopo Guarnieri (ITA)   | 104e       |
| 133        | Evan Huffman (USA)       | AB-4       |
| 134        | Arman Kamyshev (KAZ)     | 43e        |
| 135        | Dmitriy Muravyev (KAZ)   | AB-4       |
| 136        | Kevin Seeldraeyers (BEL) | AB-3       |
| 137        | Ruslan Tleubayev (KAZ)   | 109e       |

| Roubaix Lille Métropole RLM | Roubaix Lille Métropole RLM | Roubaix Lille Métropole RLM |
| --------------------------- | --------------------------- | --------------------------- |
| Num                         | Coureur                     | Pos                         |
| 141                         | Loïc Desriac (FRA)          | 39e                         |
| 142                         | Matthieu Boulo (FRA)        | 18e                         |
| 143                         | Julien Duval (FRA)          | 68e                         |
| 144                         | Morgan Kneisky (FRA)        | 71e                         |
| 145                         | Rudy Kowalski (FRA)         | AB-5                        |
| 146                         | Kévin Lalouette (FRA)       | 46e                         |
| 147                         | Maxime Le Montagner (FRA)   | AB-4                        |
| 148                         | Cyrille Patoux (FRA)        | 67e                         |

| IAM | IAM                     | IAM  |
| --- | ----------------------- | ---- |
| Num | Coureur                 | Pos  |
| 151 | Martin Elmiger (SUI)    | 8e   |
| 152 | Marcel Aregger (SUI)    | 33e  |
| 153 | Marco Bandiera (ITA)    | 107e |
| 154 | Kristof Goddaert (BEL)  | NP-2 |
| 155 | Sébastien Hinault (FRA) | 7e   |
| 156 | Dominic Klemme (GER)    | 19e  |
| 157 | Pirmin Lang (SUI)       | AB-4 |
| 158 | Matteo Pelucchi (ITA)   | 98e  |

| La Pomme Marseille LPM | La Pomme Marseille LPM   | La Pomme Marseille LPM |
| ---------------------- | ------------------------ | ---------------------- |
| Num                    | Coureur                  | Pos                    |
| 161                    | Julien Antomarchi (FRA)  | 17e                    |
| 162                    | Robert Bush (USA)        | AB-4                   |
| 163                    | Benjamin Giraud (FRA)    | AB-4                   |
| 164                    | José Gonçalves (POR)     | 13e                    |
| 165                    | Yannick Martinez (FRA)   | 45e                    |
| 166                    | Yoann Paillot (FRA)      | 61e                    |
| 167                    | Grégoire Tarride (FRA)   | 37e                    |
| 168                    | Thomas Vaubourzeix (FRA) | AB-1                   |

| Champion System | Champion System                     | Champion System |
| --------------- | ----------------------------------- | --------------- |
| Num             | Coureur                             | Pos             |
| 171             | Clinton Avery (NZL)                 | 95e             |
| 172             | Zachary Bell (CAN)                  | HD-4            |
| 173             | Chun Kai Feng (TPE)                 | 86e             |
| 174             | Matthias Friedemann (GER)           | 23e             |
| 175             | Gregor Gazvoda (SLO)                | 57e             |
| 176             | Mart Ojavee (EST)                   | 105e            |
| 177             | Mohammed Adiq Husainie Othman (MAS) | AB-4            |
| 178             | Fabian Schnaidt (GER)               | AB-4            |

| MTN-Qhubeka MTN | MTN-Qhubeka MTN               | MTN-Qhubeka MTN |
| --------------- | ----------------------------- | --------------- |
| Num             | Coureur                       | Pos             |
| 181             | Ignatas Konovalovas (LTU)     | 69e             |
| 182             | Bradley Potgieter (RSA)       | NP-2            |
| 183             | Martin Reimer (GER)           | 35e             |
| 184             | Jani Tewelde Weldegaber (ERI) | AB-4            |
| 185             | Jay Robert Thomson (RSA)      | 96e             |
| 186             | Jacobus Venter (RSA)          | 12e             |
| 185             | Martin Wesemann (RSA)         | NP-3            |
| 186             | Songezo Jim (RSA)             | AB-4            |

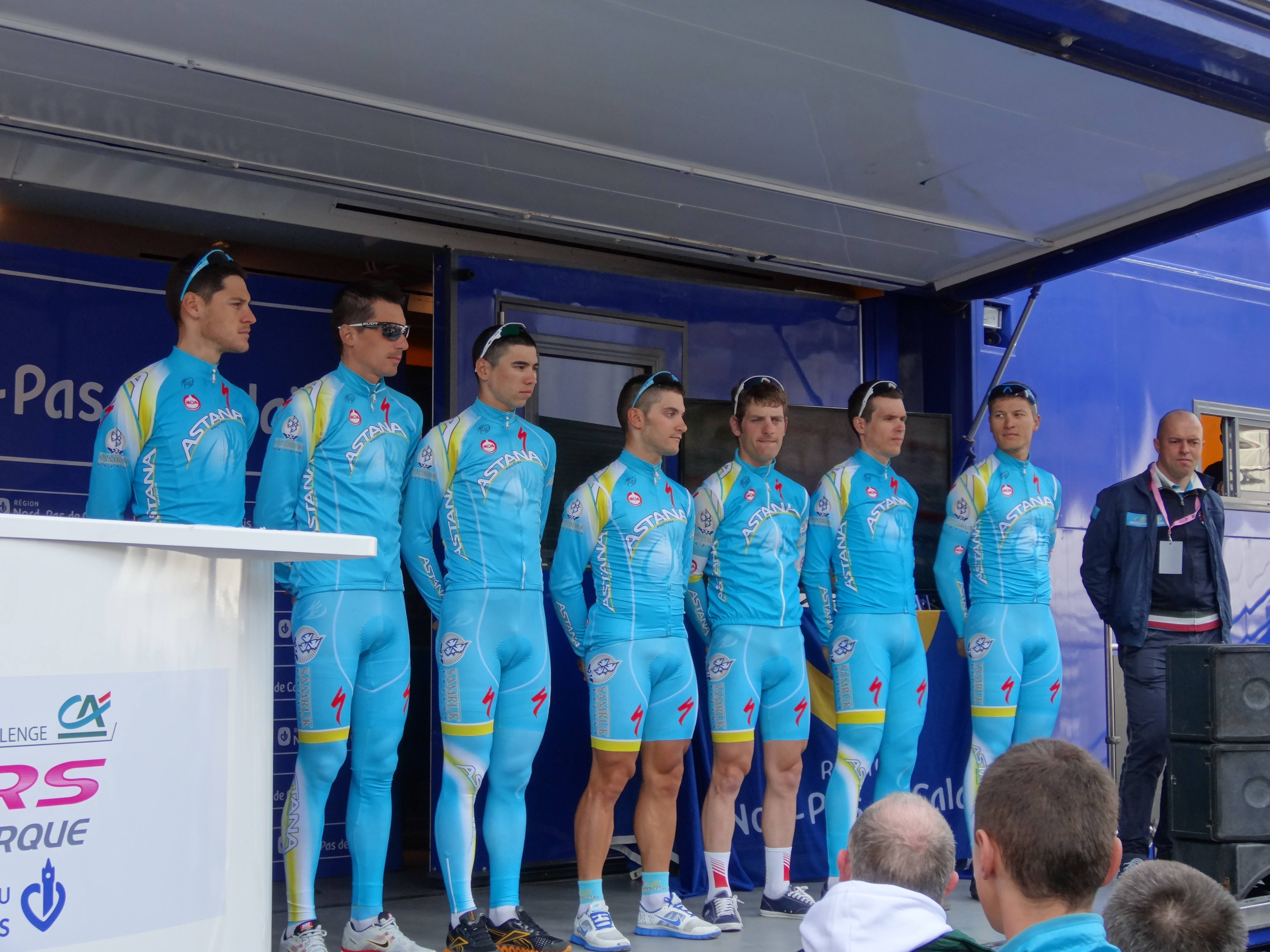
Astana.
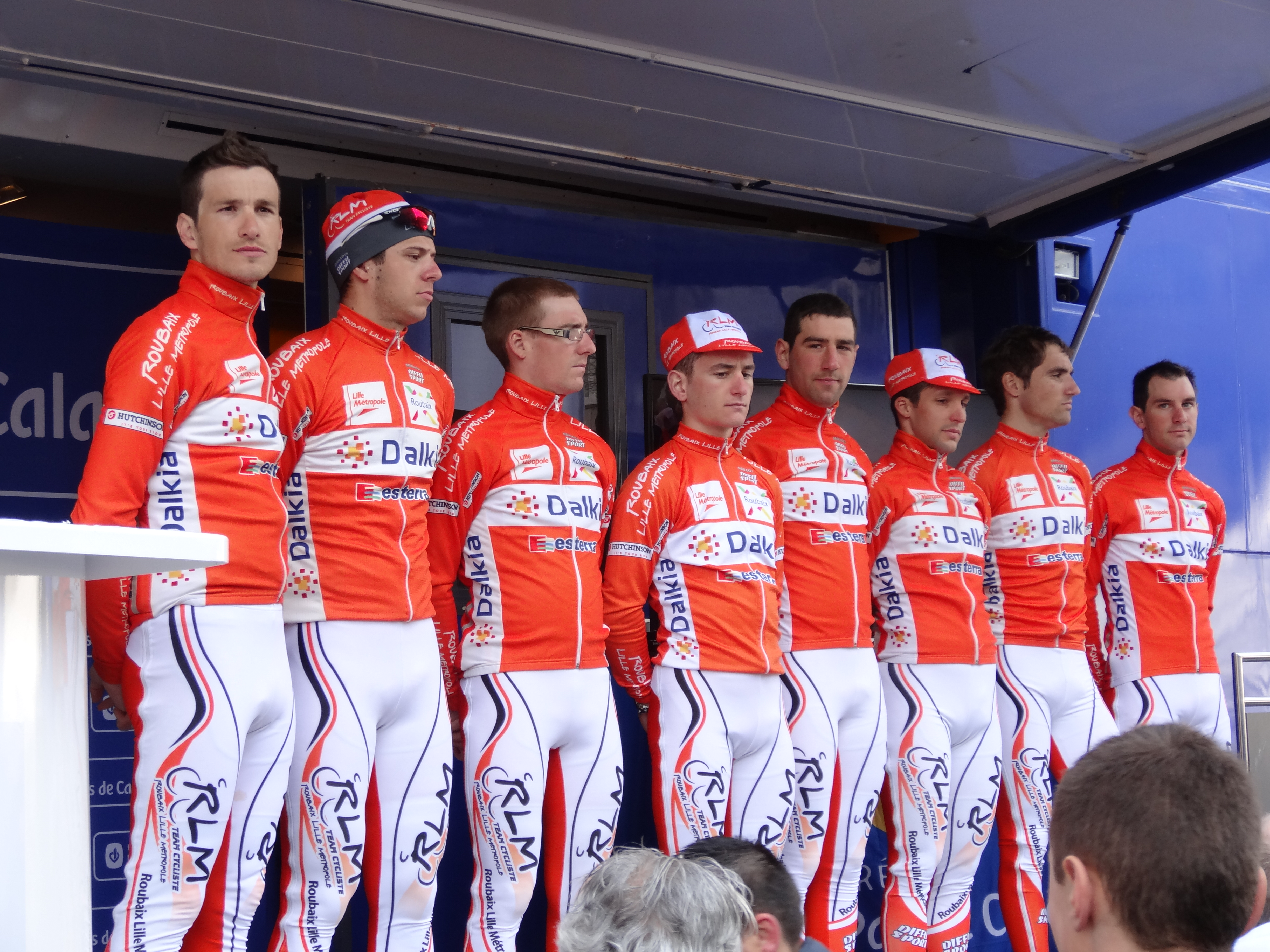
Roubaix Lille Métropole.
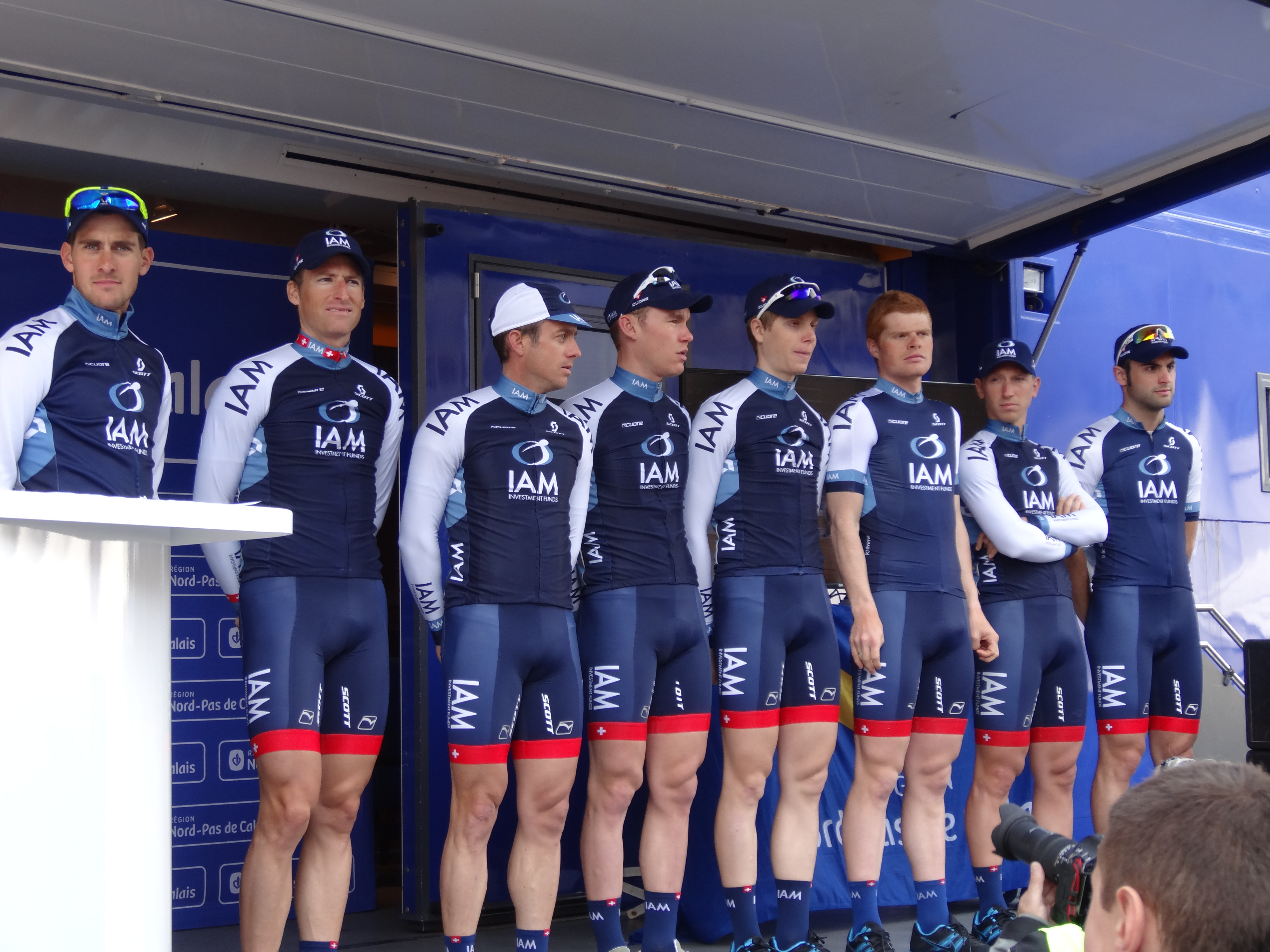
IAM.
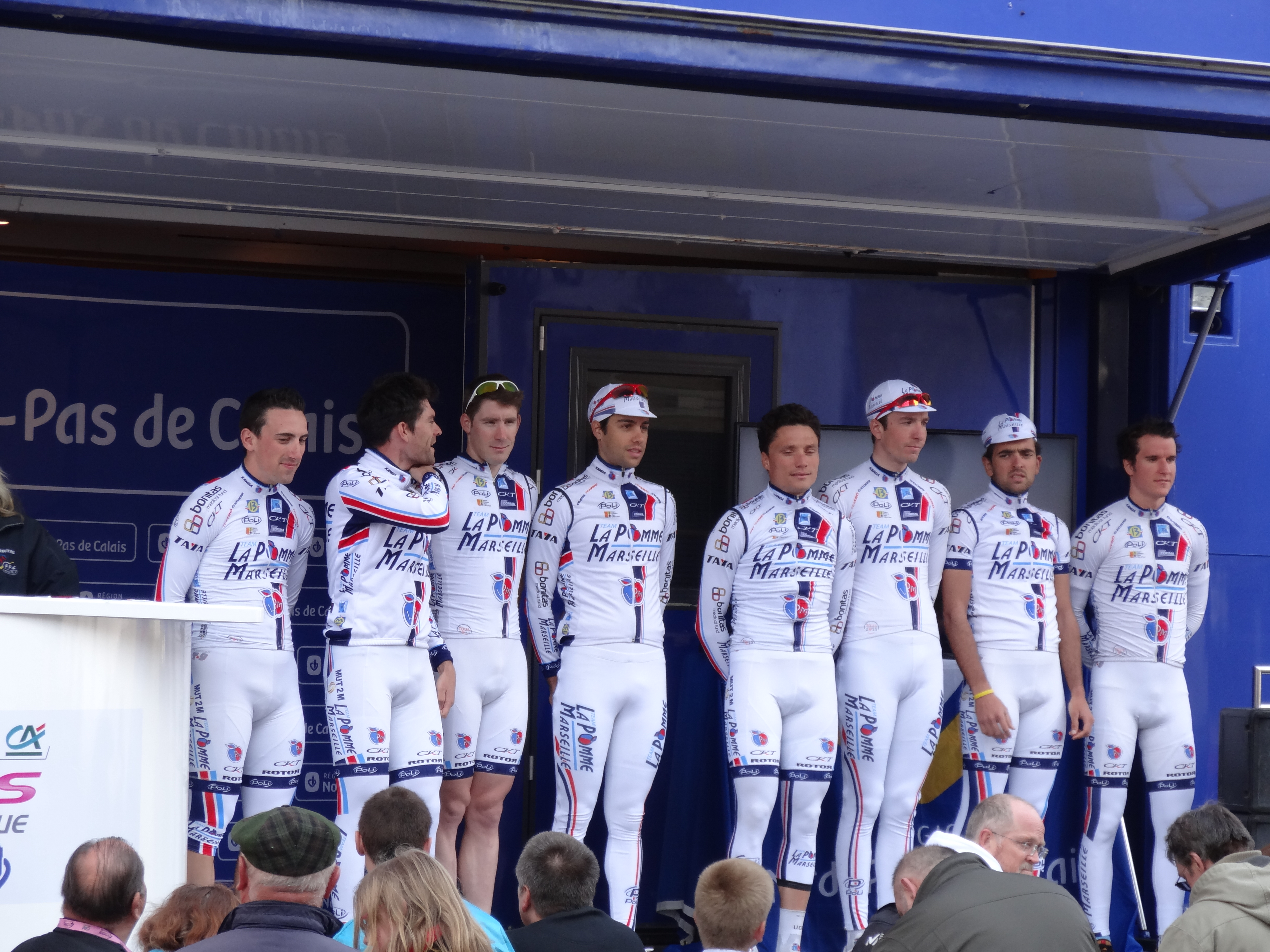
La Pomme Marseille.
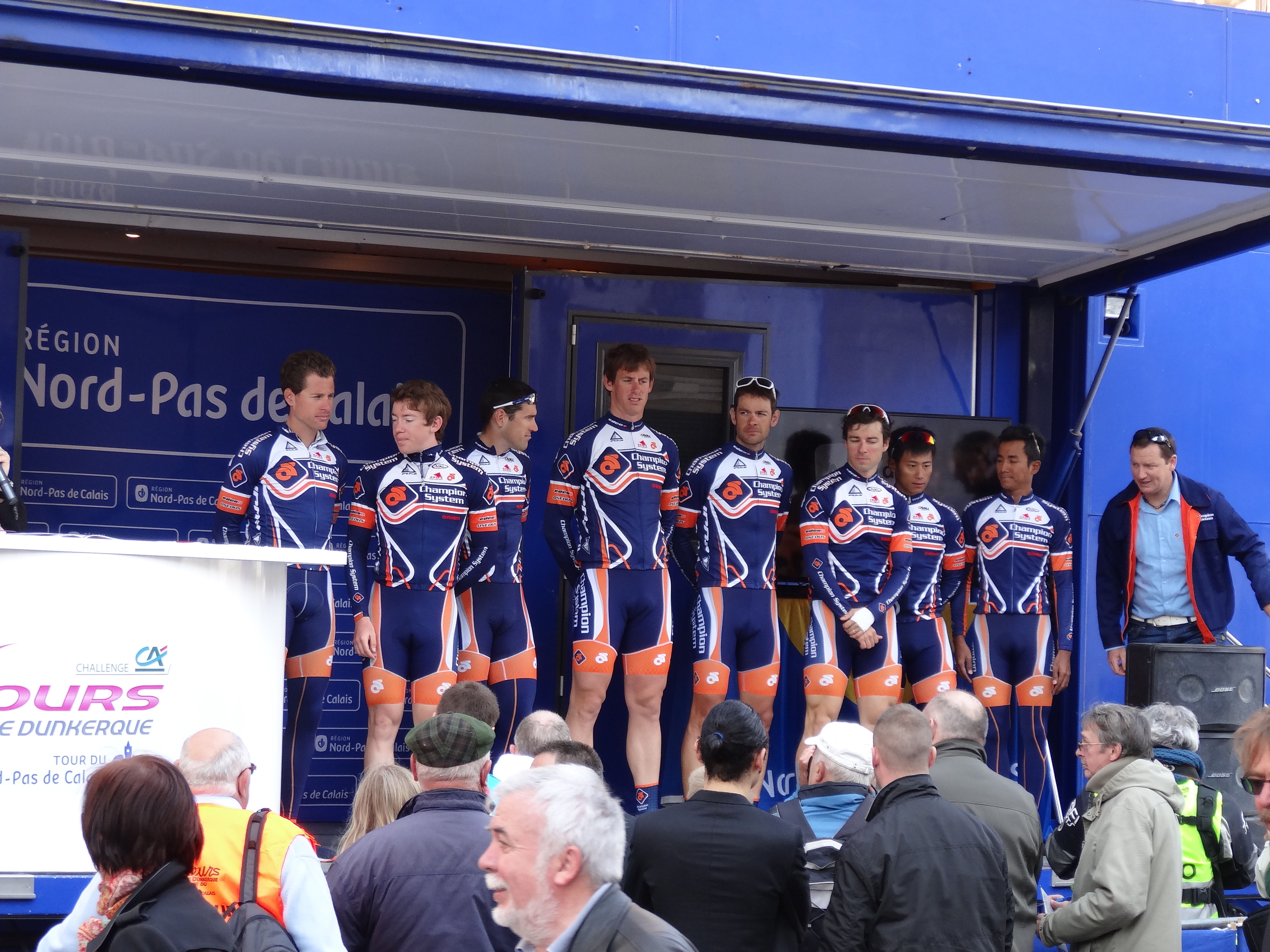
Champion System.
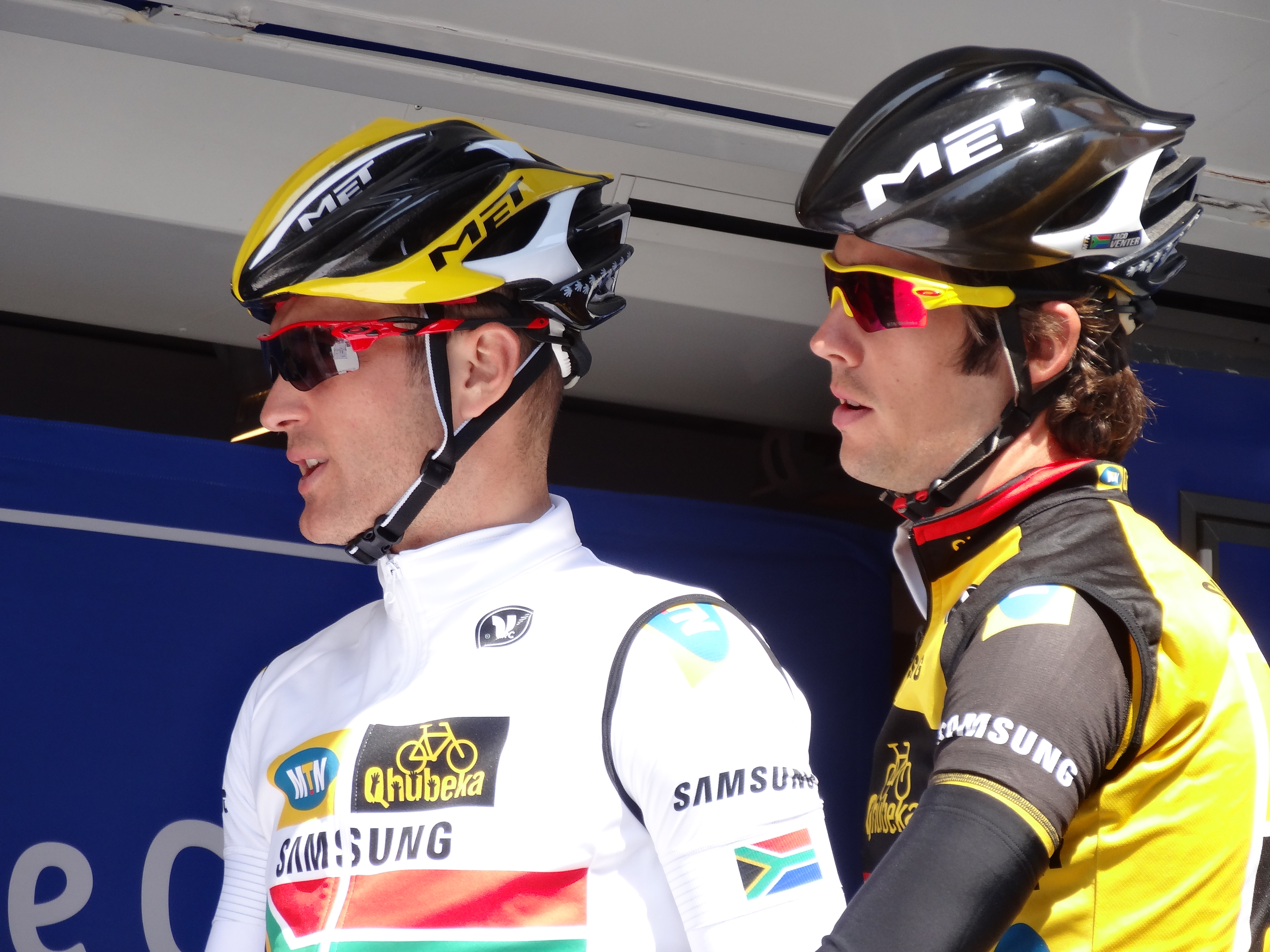
MTN-Qhubeka.
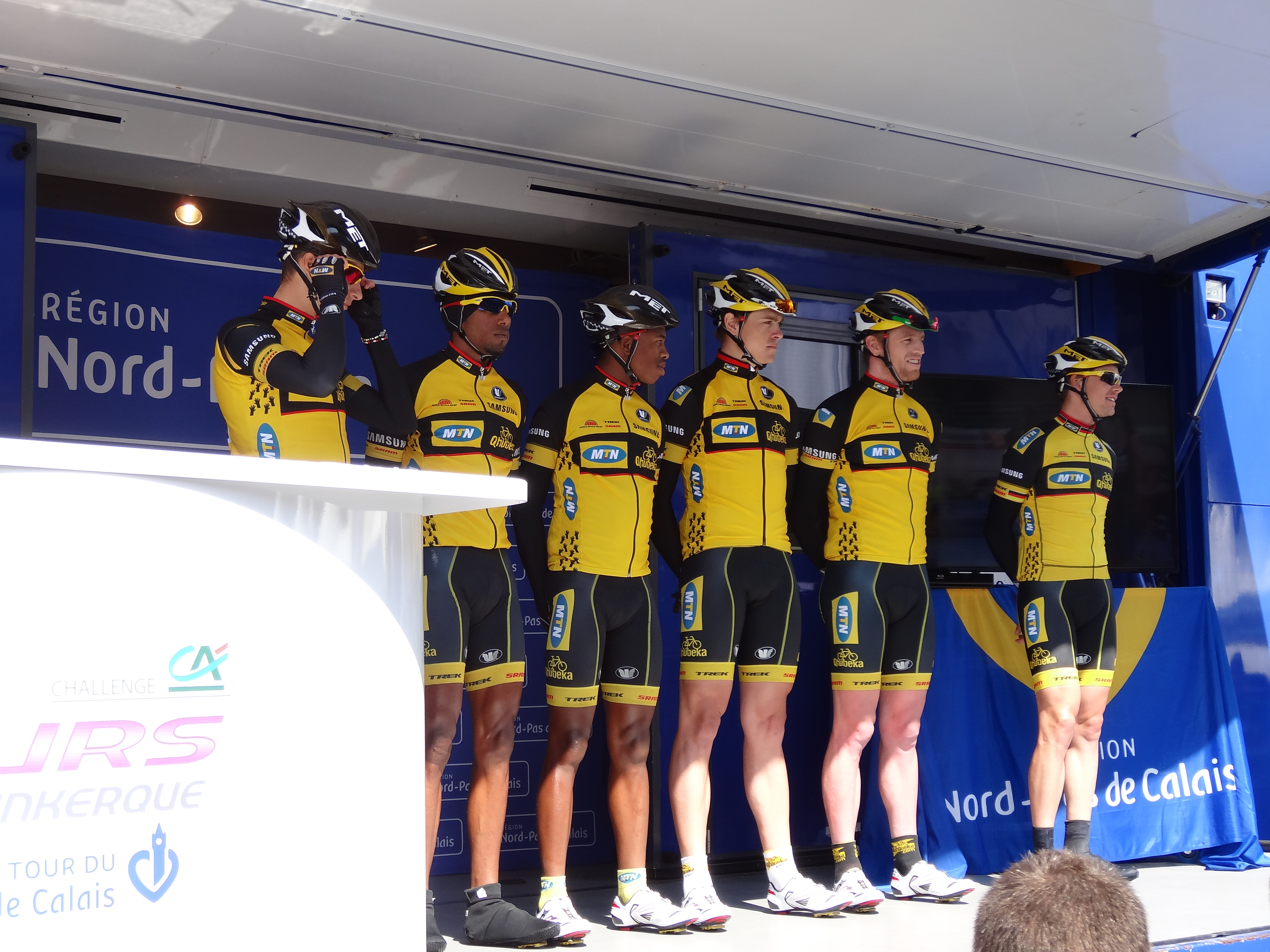
MTN-Qhubeka.